# Cartagena (España)
Cartagena es una ciudad y municipio español, situado en la costa del mar Mediterráneo, en la comunidad autónoma de la Región de Murcia. Es capital de la comarca natural del Campo de Cartagena y de la Provincia Marítima de Cartagena y sede de la Asamblea Regional de Murcia, órgano legislativo de la comunidad autónoma. Es, así mismo, sede de la Consejería de Turismo de la Región de Murcia. Cuenta con una población de 219 777 habitantes (INE 2024), repartida en un término municipal de 558,1 km². Se encuentra al sur de la llanura Campo de Cartagena, comarca natural que forma su área metropolitana y que cuenta con una población de 418 686 habitantes. Así, ocupa el puesto 23.º en la lista de municipios más poblados de España y el puesto 26.º en la lista de áreas metropolitanas de España.
Cartagena fue fundada como Qart Hadasht por el cartaginés Asdrúbal el Bello en el año 227 a. C., sobre un anterior asentamiento ibérico o tartésico, tradicionalmente identificado como Mastia. La ciudad conoció su apogeo durante época romana con el nombre de Carthago Nova, época en la que fue capital de provincia tras la división administrativa de Diocleciano. Tras la desaparición del Imperio romano, con el nombre de Carthago Spartaria, formó parte de los dominios bizantinos en la península ibérica, de la que fue uno de sus más importantes ciudades y acaso su capital, resultando destruida tras su toma por los visigodos. Tras ello, Cartagena entró en un periodo de decadencia durante la época musulmana que no fue revertido hasta bien entrada la Edad Moderna. A partir del siglo XVI, se potenció el papel militar de Cartagena debido a la importancia estratégica de su puerto, y en el siglo XVIII se convirtió en capital del Departamento Marítimo del Mediterráneo. En el siglo XIX, vivió las vicisitudes del sistema liberal español, con episodios como la insurrección de 1844 o la rebelión cantonal de 1873.
Desde finales del siglo XIX y durante el siglo XX, la economía de Cartagena se basó en la explotación del cinc, plata y plomo de la sierra minera, cuya prosperidad se manifestó con la construcción de edificios modernistas, y también en la explotación del sector químico (sulfuro, abonos fosfatados y explosivos). En la actualidad, agotados los filones mineros, Cartagena vive principalmente de la construcción y reparación naval, de la industria energética y petroquímica y la exportación de aceite de oliva, frutas, cítricos, hortalizas, esparto, vino y productos metálicos. Así mismo, es una de las principales bases navales del país, junto con Rota y Ferrol, y un emergente destino turístico gracias a su patrimonio histórico-artístico, que abarca vestigios de época cartaginesa, romana, bizantina; edificaciones de carácter militar de época moderna y contemporánea; así como edificios neoclásicos y modernistas. En el ámbito cultural es conocida por sus fiestas mayores de Carthagineses y Romanos y las procesiones de Semana Santa, estando declaradas ambas de Interés Turístico Internacional.

## Toponimia
El primer topónimo de que se tiene constancia en el área de la actual Cartagena es Mastia, que tradicionalmente se identifica con la ciudad en un periodo íbero o tartésico. Los fenicios la fundaron con el nombre de Qart Hadašt, «nueva ciudad», el mismo que le habían dado a Cartago. En latín se la denominó Carthago Nova («Nueva Cartago», un tautopónimo), y del acusativo Carthaginem salió la forma tardía que derivaría en el árabe قرطجانة (Qarṭaǧānatu), forma inmediatamente previa a la actual, Cartagena.

## Símbolos
La ciudad de Cartagena, a lo largo de su historia, ha sido considerada con los títulos de «Señoría; Muy noble, fiel y muy leal; y siempre heroica», y ostenta los honores de «Mariscal de campo de los ejércitos» y de «Excelencia».
La disposición actual del escudo de Cartagena data de 1929, cuando fue propuesto como tal por el cronista Federico Casal Martínez, quien lo describía de la siguiente forma:

El escudo de armas de la muy noble y muy leal ciudad de Cartagena es de forma acaudada. Está constituido por un castillo en oro, con tres torres almenadas: la del centro un poco más elevada; las puertas y ventanas, clareadas de gules. La fortaleza se destaca en campo azul, levantada sobre peñas color piedra, batidas por las azules olas del mar. Su bordura, la componen ocho jaqueles: cuatro donde campea el castillo de oro, en campo de gules; y cuatro con león rampante de gules, sobre campo de plata. Timbra el blasón una corona mural.

La presencia de la corona mural se deriva del célebre episodio de la conquista romana de la ciudad narrado por Polibio ya que, cuando se conquistaba una ciudad, el general otorgaba una corona mural como distinción militar al primer soldado que había subido a la muralla. Dado que en esta ocasión fueron dos soldados, Sexto Digicio y Quinto Trebelio, los que reclamaron la corona, el general Escipión se las otorgó a ambos. La bandera de Cartagena es de color carmesí o «rojo Cartagena» y lleva en su centro el escudo de la ciudad. Su uso viene regulado por normativa municipal, que prohíbe la utilización de la misma en emblemas políticos o comerciales.
La ciudad además cuenta con un himno, el Himno a Cartagena, presentado en 1987 tras un concurso público tres años antes.

## Geografía

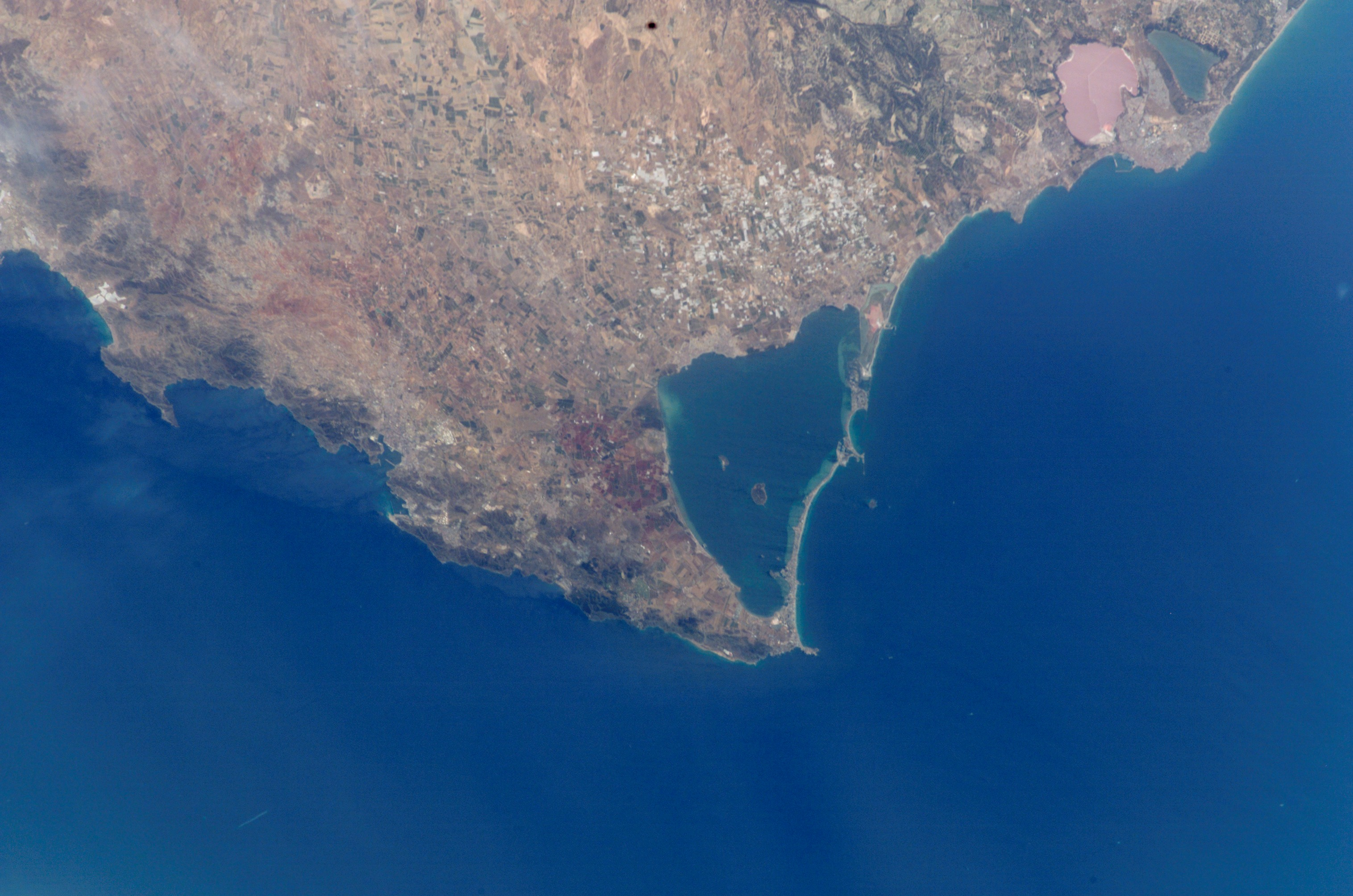
Vista satelital de la comarca

La ciudad de Cartagena se encuentra situada en España, más concretamente al sureste de la península ibérica en las coordenadas 37° 36′ N, 0° 59′ O. Su término municipal comprende una extensión de 558,3 km², de los que 163,45 son espacios naturales protegidos.
El término municipal de Cartagena ocupa el sur de la gran llanura litoral del Campo del Cartagena, limitado al norte por la rambla de El Albujón, al sur por el mar Mediterráneo, al este por el Mar Menor y al oeste por la sierra de los Victorias, disponiendo también de una porción de costa en la bahía de Mazarrón, tras la sierra de la Muela, haciendo de límite la rambla de Valdelentisco.
Por lo que se refiere a la ciudad en sí, el casco histórico de ésta se encuentra flanqueado por cinco pequeñas colinas (Molinete, Monte Sacro, Monte de San José, Despeñaperros y Monte de la Concepción) que en origen formaban parte de una península que a su vez cerraba un estero conocido entonces como mar de Mandarache, y la actual bahía en la que la ciudad se abre al mar Mediterráneo, un espacio resguardado entre las estribaciones montañosas de San Julián y Galeras, montes entre los que se sitúa la entrada al puerto de la ciudad. El antiguo mar interior se desecó y sobre el mismo se construyó, ya a comienzos del siglo XX, el ensanche de la ciudad.
El espacio urbano está delimitado o atravesado por varias ramblas, alguna de las cuales, como la Rambla de Benipila se introducen, durante buena parte de su trazado, en la trama urbana, aunque en menor medida desde que fue encauzada en el siglo XVIII.
En cuanto a cauces hidráulicos, este municipio carece de cauces permanentes. Sin embargo están constatadas treinta ramblas por el área de urbanismo del ayuntamiento de Cartagena. Estas son la Rambla de Benipila, la Rambla de Canteras, la Rambla del Albujón, la Rambla del Cañar, la Rambla del Charco, la Rambla del Hondón, la Rambla del Miedo, la Rambla del Pichorro, la Rambla del Portús, la Rambla del Saladillo, (hay una homónima en el municipio de Mazarrón), la Rambla de Escombreras, la Rambla de La Azohía, la Rambla de La Carrasquilla, la Rambla de La Guía, La Rambla de Los Rebollos, la Rambla de los Simonetes, la Rambla de Miranda, la Rambla de Peñas Blancas, la Rambla de Ponce, la Rambla de Quitapellejos, la Rambla de Santa Lucía, la Rambla de Trujillo, la Rambla de Valdelentisco, la Rambla del Pericón, la Rambla de Isla Plana y la Rambla Honda de Calera.
Los tipos de suelo que predominan son el xerosol cálcico, que se da en la zona norte, centro y oriental; el litosol, que se encuentra en la zona costera del Mediterráneo en gran parte del extremo occidental y el xerosol petrocálcico, que se encuentra principalmente en el segundo quinto más occidental del municipio.

### Campo de Cartagena

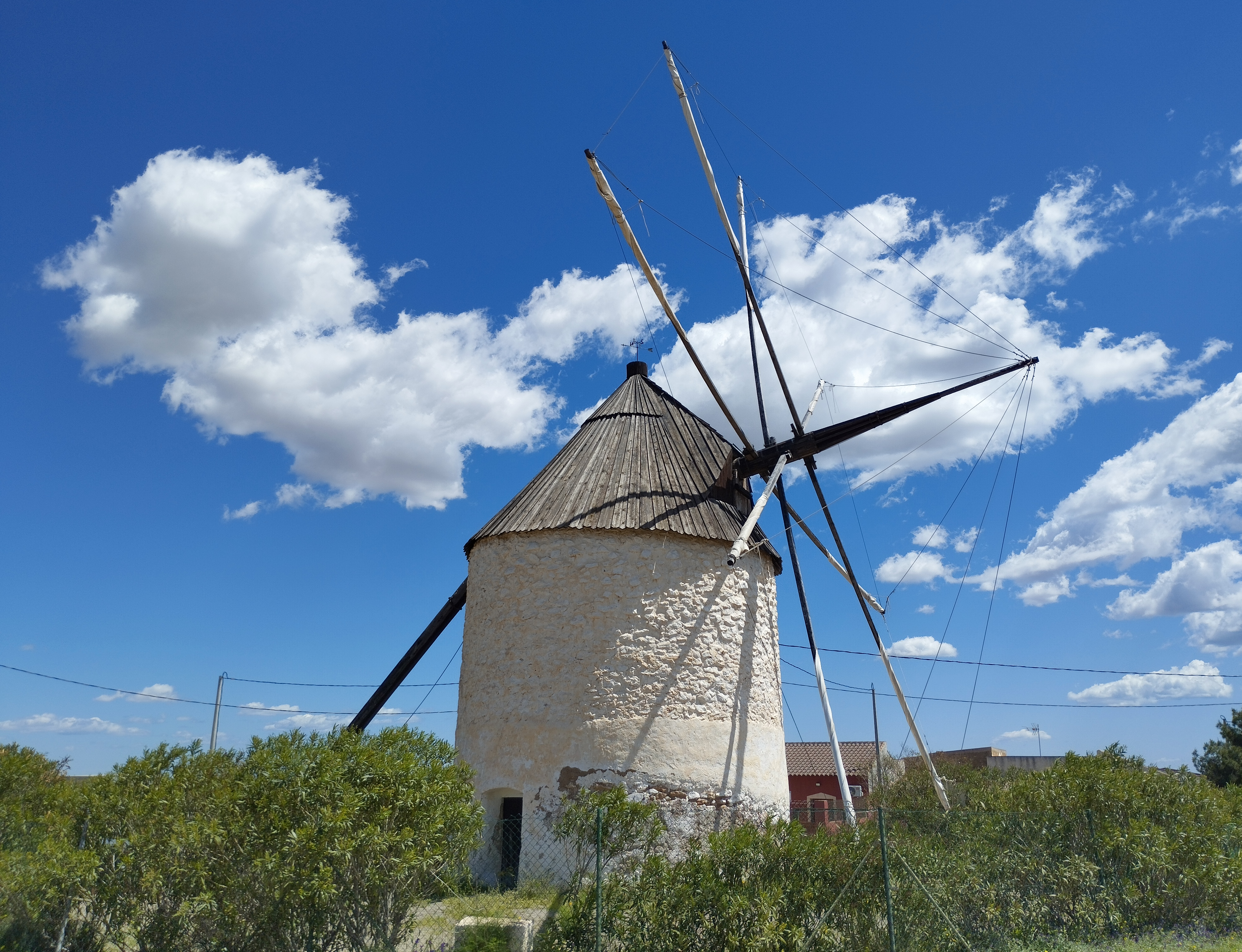
Molino viejo de Zabala

Alrededor de la ciudad se extiende una amplia llanura delimitada al norte y noroeste por las últimas estribaciones orientales de la Cordillera Penibética, constituidas por las sierras prelitorales (Carrascoy, El Puerto, Los Villares, Columbares y Escalona), y al sur y suroeste, por sierras litorales (El Algarrobo, Sierra de la Muela, Pelayo, Gorda, sierra de la Fausilla y la sierra minera de Cartagena-La Unión, con sus últimas estribaciones en el cabo de Palos).
El Campo de Cartagena es la cuenca vertiente del Mar Menor.
Algunos relieves destacables de esta comarca y que se encuentran en el municipio cartagenero son, el macizo de las Peñas Blancas (625 m), La Muela (546 m) y el Cabezo Roldán (470 m). Estos se encuentran en las sierras litorales. Los materiales dominantes en la composición de estas sierras son de tipo tanto metamórfico (esquistos, mármol, etc.) como sedimentario (calizas).
La llanura del Campo de Cartagena está constituida fundamentalmente por materiales sedimentarios de origen reciente, ya que el Campo de Cartagena emergió del mar durante el plioceno. En esta planicie del Campo de Cartagena se pueden observar restos de vulcanismo cuaternario, destacando entre estos restos los del Cabezo Negro de Tallante, El Carmolí, el Cabezo Beaza y las islas del Mar Menor.
El Campo de Cartagena está formado por los municipios de Cartagena, La Unión, Fuente Álamo de Murcia, Los Alcázares, Torre-Pacheco, San Javier, San Pedro del Pinatar, Pilar de la Horadada y parte de los municipios de Mazarrón y Murcia. Son típicos en esta zona los tradicionales molinos de viento del Campo de Cartagena.

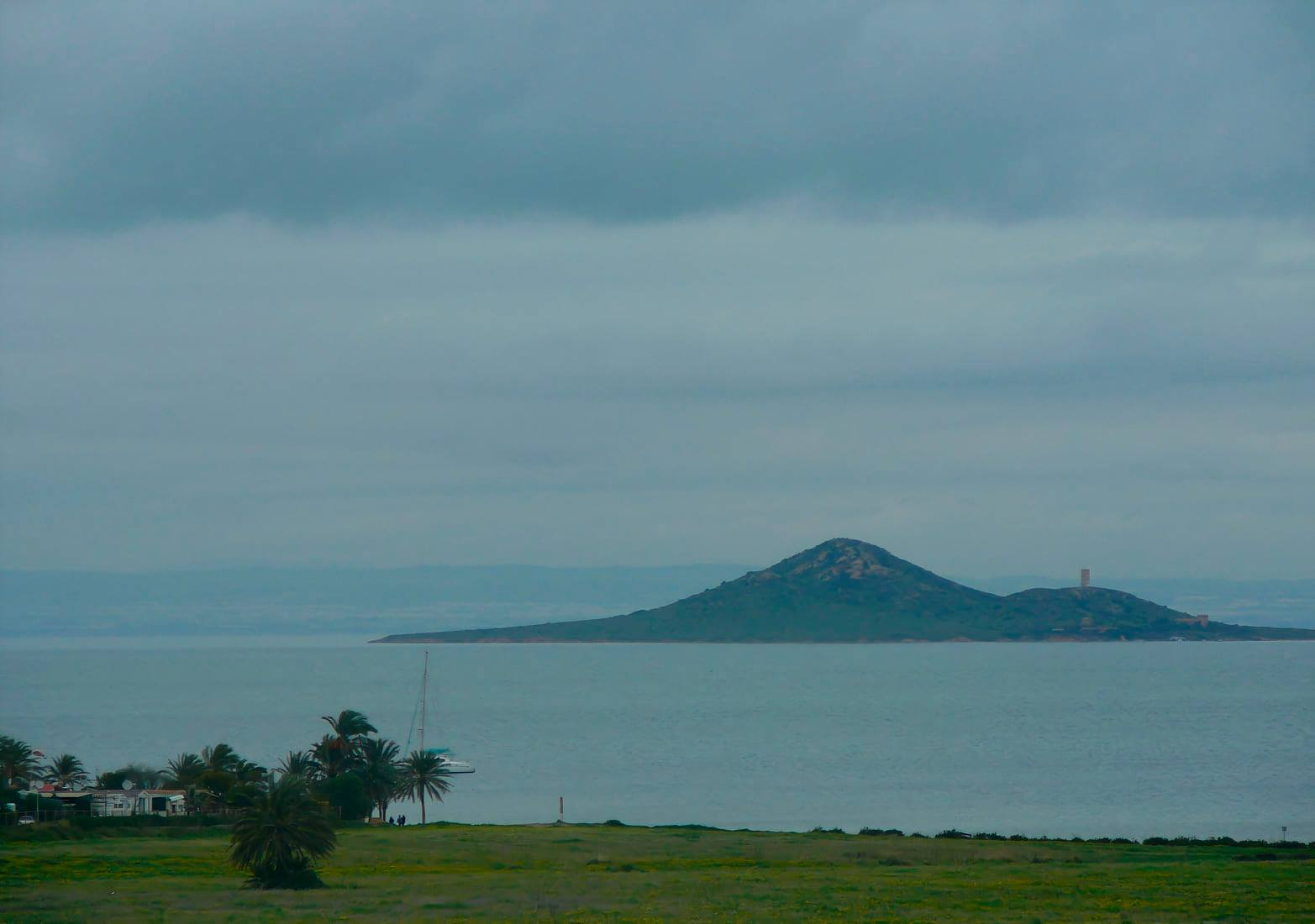
La Isla del Barón, desde el Campo de Cartagena

Término municipal de Cartagena en la Región de Murcia

Se encuentra a 49 km de Murcia, a 126 km de Alicante, a 190 km de Almería y a 192 km de Albacete
| Noroeste: Fuente Álamo de Murcia | Norte: Murcia (pedanía de Lobosillo) y Torre-Pacheco | Nordeste: Los Alcázares                |
| Oeste: Mazarrón                  |                                                      | Este: Mar Menor, La Unión y San Javier |
| Suroeste: Mar Mediterráneo       | Sur: Mar Mediterráneo                                | Sureste: Mar Mediterráneo              |

### Clima
Hay una predominancia de los ombroclimas cálido y semiárido, con una gran extensión del piso termomediterráneo. El clima de Cartagena se define como semiárido cálido (BSh) o estepário cálido.
La posición marítima suaviza las temperaturas, con una media anual ligeramente inferior a los 20 °C. El mes más frío es enero con una media de 12.7 °C. En agosto, el mes más caluroso, la temperatura media es de 27 °C.
En cuanto a las precipitaciones, éstas rondan los 270 mm anuales. El Campo de Cartagena es una de las zonas menos lluviosas de la península ibérica. La ciudad de Cartagena posee una media anual de precipitación de 260 mm, mientras que La Azohía constituye el punto más seco de la Región de Murcia, con apenas 183 mm anuales. Hacia el Este, la media de precipitaciones va aumentando gradualmente, llegando a los 332 mm/anuales en la zona del mar Menor (Estación meteorológica de San Javier), y alcanzando un máximo de 364 mm/anuales recogidos en cabo de Palos (estación meteorológica 7019 Cabo de Palos/Salinas).
El viento constituye uno de los factores climáticos más importantes de la comarca. Son los flujos del tercer y primer cuadrante los que predominan a lo largo del año, debido al efecto de barrera que suponen las sierras litorales de las cordilleras Béticas, que favorecen un cambio de rumbo a suroeste, y a la canalización de los flujos en el portillo tectónico que constituye Cartagena y el Mar Menor.
| Parámetros climáticos promedio de Cartagena (normales 1991-2020)           | Parámetros climáticos promedio de Cartagena (normales 1991-2020) | Parámetros climáticos promedio de Cartagena (normales 1991-2020) | Parámetros climáticos promedio de Cartagena (normales 1991-2020) | Parámetros climáticos promedio de Cartagena (normales 1991-2020) | Parámetros climáticos promedio de Cartagena (normales 1991-2020) | Parámetros climáticos promedio de Cartagena (normales 1991-2020) | Parámetros climáticos promedio de Cartagena (normales 1991-2020) | Parámetros climáticos promedio de Cartagena (normales 1991-2020) | Parámetros climáticos promedio de Cartagena (normales 1991-2020) | Parámetros climáticos promedio de Cartagena (normales 1991-2020) | Parámetros climáticos promedio de Cartagena (normales 1991-2020) | Parámetros climáticos promedio de Cartagena (normales 1991-2020) | Parámetros climáticos promedio de Cartagena (normales 1991-2020) |
| Mes                                                                        | Ene.                                                             | Feb.                                                             | Mar.                                                             | Abr.                                                             | May.                                                             | Jun.                                                             | Jul.                                                             | Ago.                                                             | Sep.                                                             | Oct.                                                             | Nov.                                                             | Dic.                                                             | Anual                                                            |
| -------------------------------------------------------------------------- | ---------------------------------------------------------------- | ---------------------------------------------------------------- | ---------------------------------------------------------------- | ---------------------------------------------------------------- | ---------------------------------------------------------------- | ---------------------------------------------------------------- | ---------------------------------------------------------------- | ---------------------------------------------------------------- | ---------------------------------------------------------------- | ---------------------------------------------------------------- | ---------------------------------------------------------------- | ---------------------------------------------------------------- | ---------------------------------------------------------------- |
| Temp. máx. abs. (°C)                                                       | 25.8                                                             | 28.2                                                             | 30.5                                                             | 34.8                                                             | 37.3                                                             | 39.6                                                             | 43.8                                                             | 42.1                                                             | 38.7                                                             | 34.1                                                             | 30.8                                                             | 24.6                                                             | 43.8                                                             |
| Temp. máx. media (°C)                                                      | 16.6                                                             | 17.0                                                             | 18.7                                                             | 20.4                                                             | 23.5                                                             | 27.0                                                             | 29.8                                                             | 30.4                                                             | 27.5                                                             | 23.9                                                             | 20.0                                                             | 17.5                                                             | 22.7                                                             |
| Temp. media (°C)                                                           | 12.7                                                             | 13.3                                                             | 15.1                                                             | 17.0                                                             | 20.1                                                             | 23.6                                                             | 26.4                                                             | 27.0                                                             | 24.3                                                             | 20.6                                                             | 16.4                                                             | 13.7                                                             | 19.2                                                             |
| Temp. mín. media (°C)                                                      | 8.9                                                              | 9.7                                                              | 11.4                                                             | 13.6                                                             | 16.7                                                             | 20.2                                                             | 23.0                                                             | 23.7                                                             | 21.0                                                             | 17.2                                                             | 12.8                                                             | 9.9                                                              | 15.7                                                             |
| Temp. mín. abs. (°C)                                                       | 1                                                                | 3                                                                | 5                                                                | 9                                                                | 10                                                               | 14                                                               | 17                                                               | 12                                                               | 9                                                                | 7                                                                | 3                                                                | 2                                                                | 1                                                                |
| Precipitación total (mm)                                                   | 30.6                                                             | 21                                                               | 25.2                                                             | 23.9                                                             | 14.5                                                             | 5.3                                                              | 1.1                                                              | 3.4                                                              | 39.3                                                             | 29.5                                                             | 35.5                                                             | 30.9                                                             | 260.2                                                            |
| Fuente: Agencia Estatal de Meteorología (medias y precipitación 1991-2020) |                                                                  |                                                                  |                                                                  |                                                                  |                                                                  |                                                                  |                                                                  |                                                                  |                                                                  |                                                                  |                                                                  |                                                                  |                                                                  |

| Parámetros climáticos promedio de Castillo de Galeras (230 m s. n. m.) (1970-1980) | Parámetros climáticos promedio de Castillo de Galeras (230 m s. n. m.) (1970-1980) | Parámetros climáticos promedio de Castillo de Galeras (230 m s. n. m.) (1970-1980) | Parámetros climáticos promedio de Castillo de Galeras (230 m s. n. m.) (1970-1980) | Parámetros climáticos promedio de Castillo de Galeras (230 m s. n. m.) (1970-1980) | Parámetros climáticos promedio de Castillo de Galeras (230 m s. n. m.) (1970-1980) | Parámetros climáticos promedio de Castillo de Galeras (230 m s. n. m.) (1970-1980) | Parámetros climáticos promedio de Castillo de Galeras (230 m s. n. m.) (1970-1980) | Parámetros climáticos promedio de Castillo de Galeras (230 m s. n. m.) (1970-1980) | Parámetros climáticos promedio de Castillo de Galeras (230 m s. n. m.) (1970-1980) | Parámetros climáticos promedio de Castillo de Galeras (230 m s. n. m.) (1970-1980) | Parámetros climáticos promedio de Castillo de Galeras (230 m s. n. m.) (1970-1980) | Parámetros climáticos promedio de Castillo de Galeras (230 m s. n. m.) (1970-1980) | Parámetros climáticos promedio de Castillo de Galeras (230 m s. n. m.) (1970-1980) |
| Mes                                                                                | Ene.                                                                               | Feb.                                                                               | Mar.                                                                               | Abr.                                                                               | May.                                                                               | Jun.                                                                               | Jul.                                                                               | Ago.                                                                               | Sep.                                                                               | Oct.                                                                               | Nov.                                                                               | Dic.                                                                               | Anual                                                                              |
| ---------------------------------------------------------------------------------- | ---------------------------------------------------------------------------------- | ---------------------------------------------------------------------------------- | ---------------------------------------------------------------------------------- | ---------------------------------------------------------------------------------- | ---------------------------------------------------------------------------------- | ---------------------------------------------------------------------------------- | ---------------------------------------------------------------------------------- | ---------------------------------------------------------------------------------- | ---------------------------------------------------------------------------------- | ---------------------------------------------------------------------------------- | ---------------------------------------------------------------------------------- | ---------------------------------------------------------------------------------- | ---------------------------------------------------------------------------------- |
| Temp. media (°C)                                                                   | 11.7                                                                               | 11.9                                                                               | 12.3                                                                               | 13.8                                                                               | 16.5                                                                               | 19.9                                                                               | 23.2                                                                               | 23.9                                                                               | 21.9                                                                               | 18.2                                                                               | 14.8                                                                               | 12.1                                                                               | 15.4                                                                               |
| Precipitación total (mm)                                                           | 36.5                                                                               | 15.7                                                                               | 25.6                                                                               | 23.1                                                                               | 23.8                                                                               | 7.0                                                                                | 5.7                                                                                | 8.2                                                                                | 15.6                                                                               | 50.8                                                                               | 29.4                                                                               | 34.0                                                                               | 265.4                                                                              |
| Fuente: 'El Campo de Cartagena. Clima e hidrología de un medio semiárido'.         |                                                                                    |                                                                                    |                                                                                    |                                                                                    |                                                                                    |                                                                                    |                                                                                    |                                                                                    |                                                                                    |                                                                                    |                                                                                    |                                                                                    |                                                                                    |

### Playas
El litoral cartagenero es uno de los menos urbanizados de todo el Mediterráneo español, con sólo un 0,67 % de costa urbanizable. Al estar la ciudad situada en un litoral muy abrupto, sólo se pueden citar dos playas en las cercanías del entramado urbano: Cala Cortina, y La Algameca Chica.
En entornos naturales se pueden visitar sus dos zonas protegidas: hacia el oeste, las playas de Cabo Tiñoso, entre las que se encuentran la playa de El Portús, dotada de un complejo turístico nudista, y el resto de playas protegidas, más salvajes, como la playa de Fatares, y hacia el este las playas que se ubican en el parque regional de Calblanque y Cala Reona.
En entornos urbanos encontramos: hacia el litoral de poniente, sobre el Mar Mediterráneo, los pueblos de La Azohía e Isla Plana; hacia el este, a orillas del mar Menor, Los Urrutias, Los Nietos, Islas Menores, Mar de Cristal, Playa Honda, Playa Paraíso (con un campin), y parte de La Manga del Mar Menor, también bañada por el mar Mediterráneo, al igual que cabo de Palos.
El municipio posee, cerca de entornos urbanos, por un lado, siete playas con la distinción de bandera azul, siendo sólo superada por Fuengirola en número; y por otro lado, posee 12 playas certificadas con la «Q de calidad turística», siendo el municipio español con más playas poseedoras de este título.
Cartagena es muy conocida por su buceo. La belleza y buena conservación de los fondos marinos la ha convertido en uno de los destinos preferidos para la práctica del submarinismo en España. Destacan lugares como la reserva marina de Cabo de Palos e Islas Hormigas, o la zona de cabo Tiñoso (al oeste de la ciudad). La zona se caracteriza por su gran diversidad biológica y el buen estado de conservación de sus fondos. Son muy destacables las grandes praderas de posidonia así como las colonias de corales que conforman el hábitat de numerosas especies vegetales y animales. Asimismo, se pueden encontrar vestigios de otras épocas, desde pecios romanos a barcos hundidos durante la Guerra Civil.

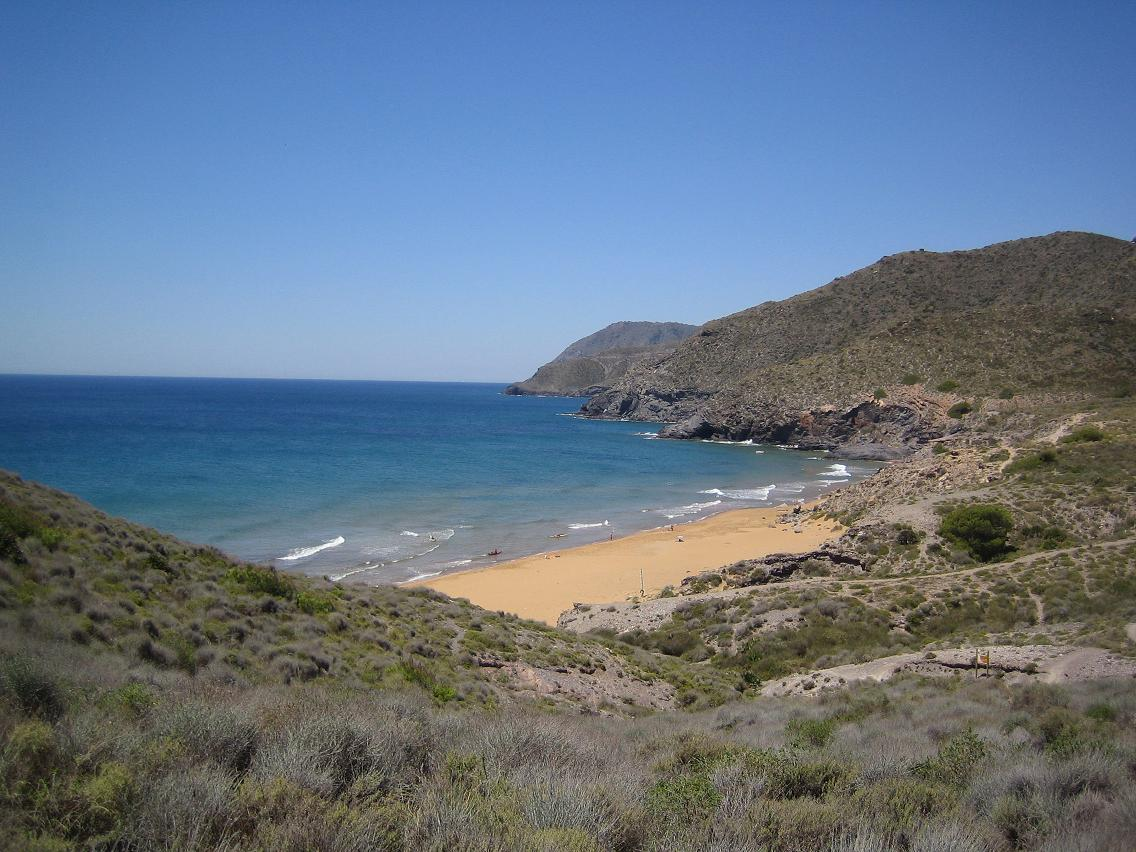
Cala en el Parque Natural de Calblanque
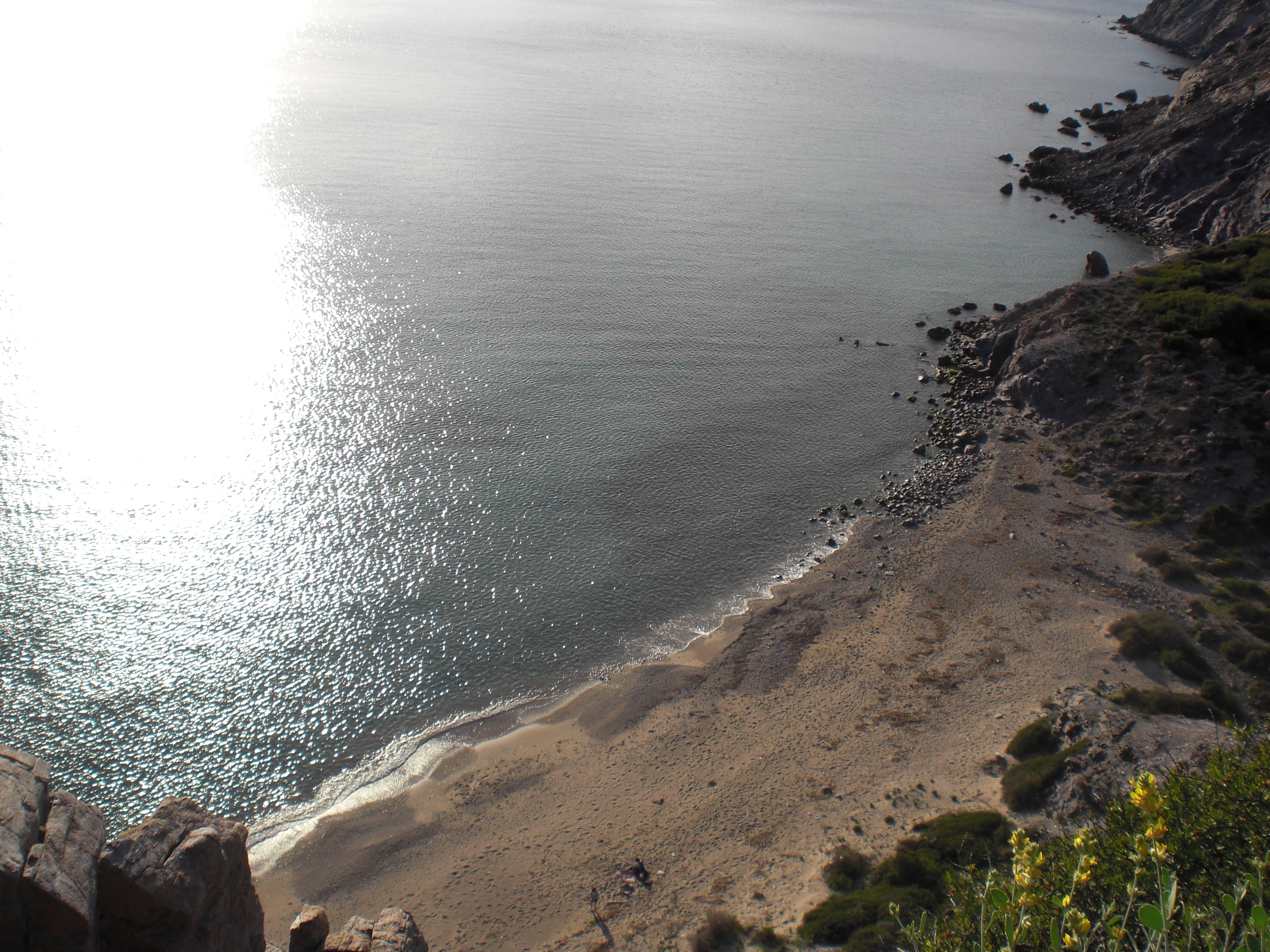
Playa salvaje de Fatares, entre Cabo Tiñoso y la Algameca
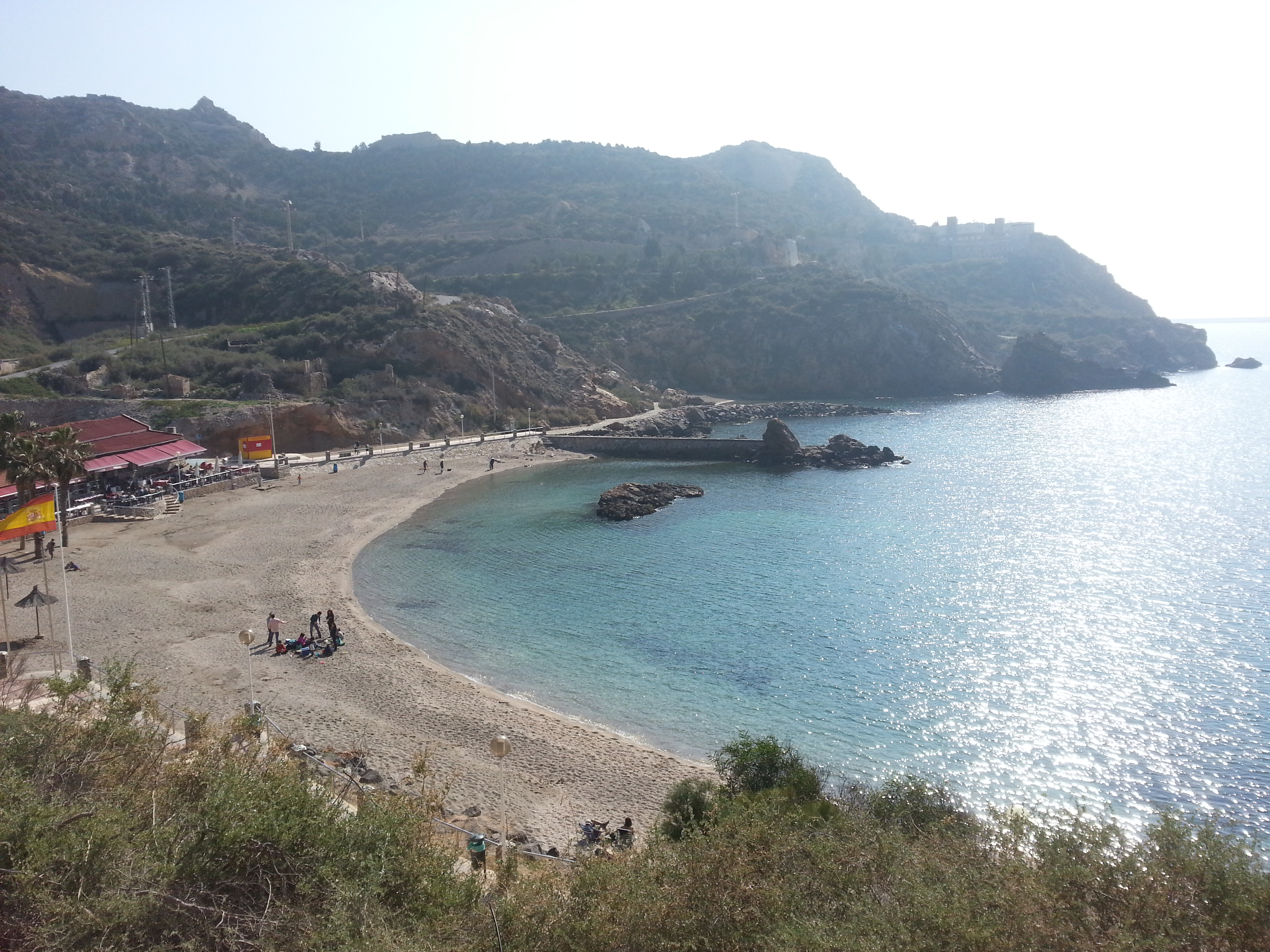
Cala Cortina, playa urbana

### Flora

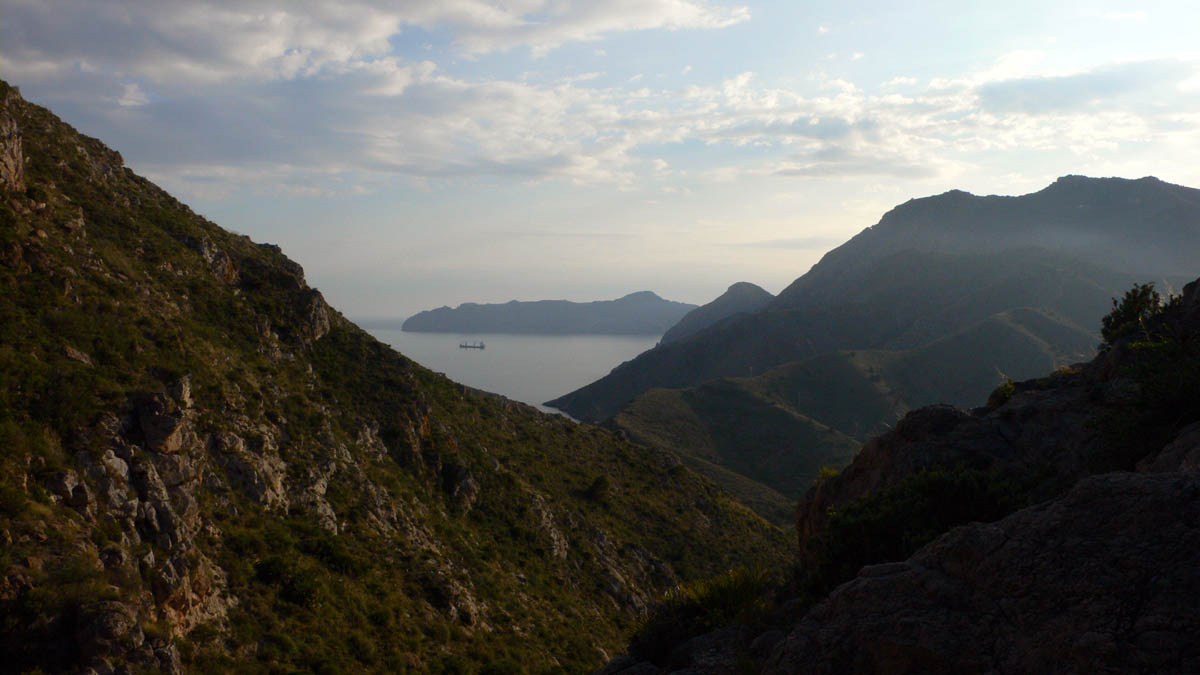
Sierra de la Muela y Cabo Tiñoso

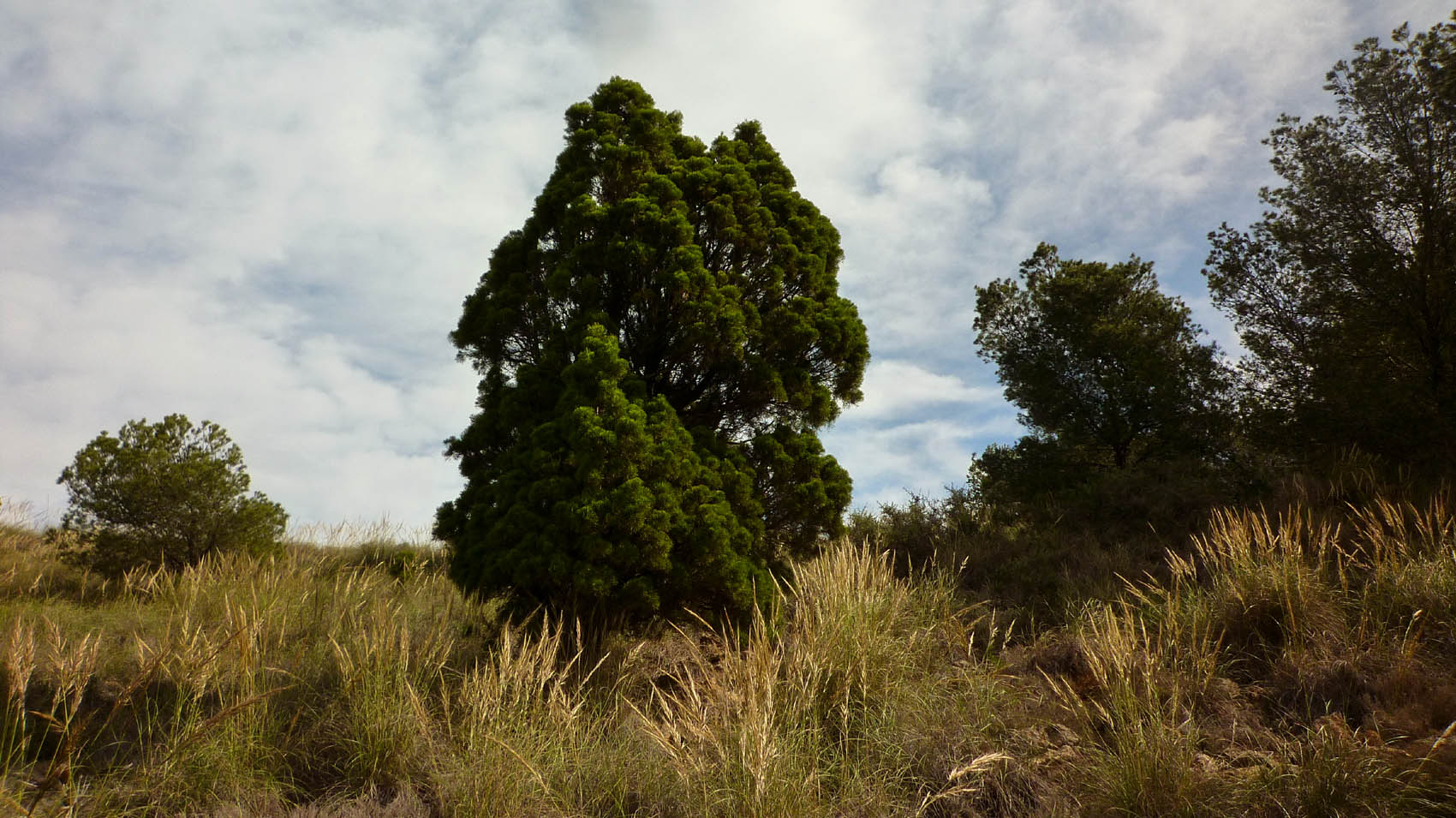
Tetraclinis articulata (Sabina mora o ciprés de Cartagena) en Calblanque

El territorio de Cartagena, a pesar de la intensa explotación minera, turística e industrial que ha sufrido durante siglos, alberga una extraordinaria riqueza y diversidad natural, con un alto grado de endemismos botánicos. Una parte importante de su territorio se encuentra protegida legalmente con diversas figuras de protección.
Las sierras litorales de Cartagena concentran una de las mayores biodiversidades botánicas de la península ibérica. Están presentes especies tanto europeas como africanas. Entre los iberoafricanismos del municipio, se encuentra el ciprés de Cartagena (Tetraclinis articulata), una conífera que sólo crece en el norte de África, la isla de Malta y Cartagena.
Hay un número elevado de endemismos botánicos, algunos en grave peligro de extinción, como la siempreviva de Cartagena, el rabogato del Mar Menor, la zamarrilla de Cartagena, la manzanilla de Escombreras, el garbancillo de Tallante, la varica de San José y la jara de Cartagena.
Se encuentran en este municipio también especies vegetales más ampliamente distribuidas como el romero, el tomillo, el palmito (Chamaerops humilis), el esparto y el espino negro (Rhamnus lycoides).

### Fauna

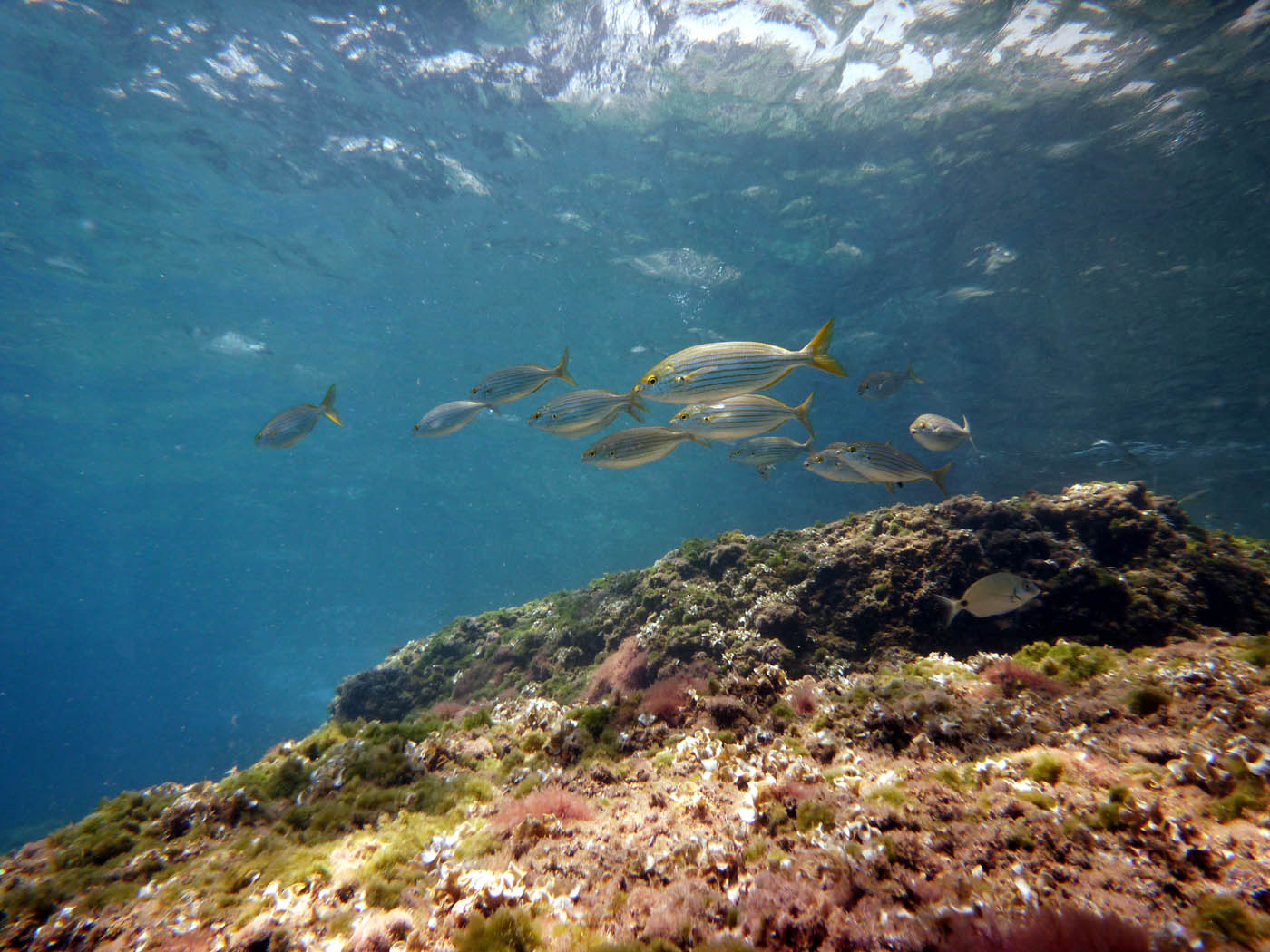
Banco de salpas en El Portús

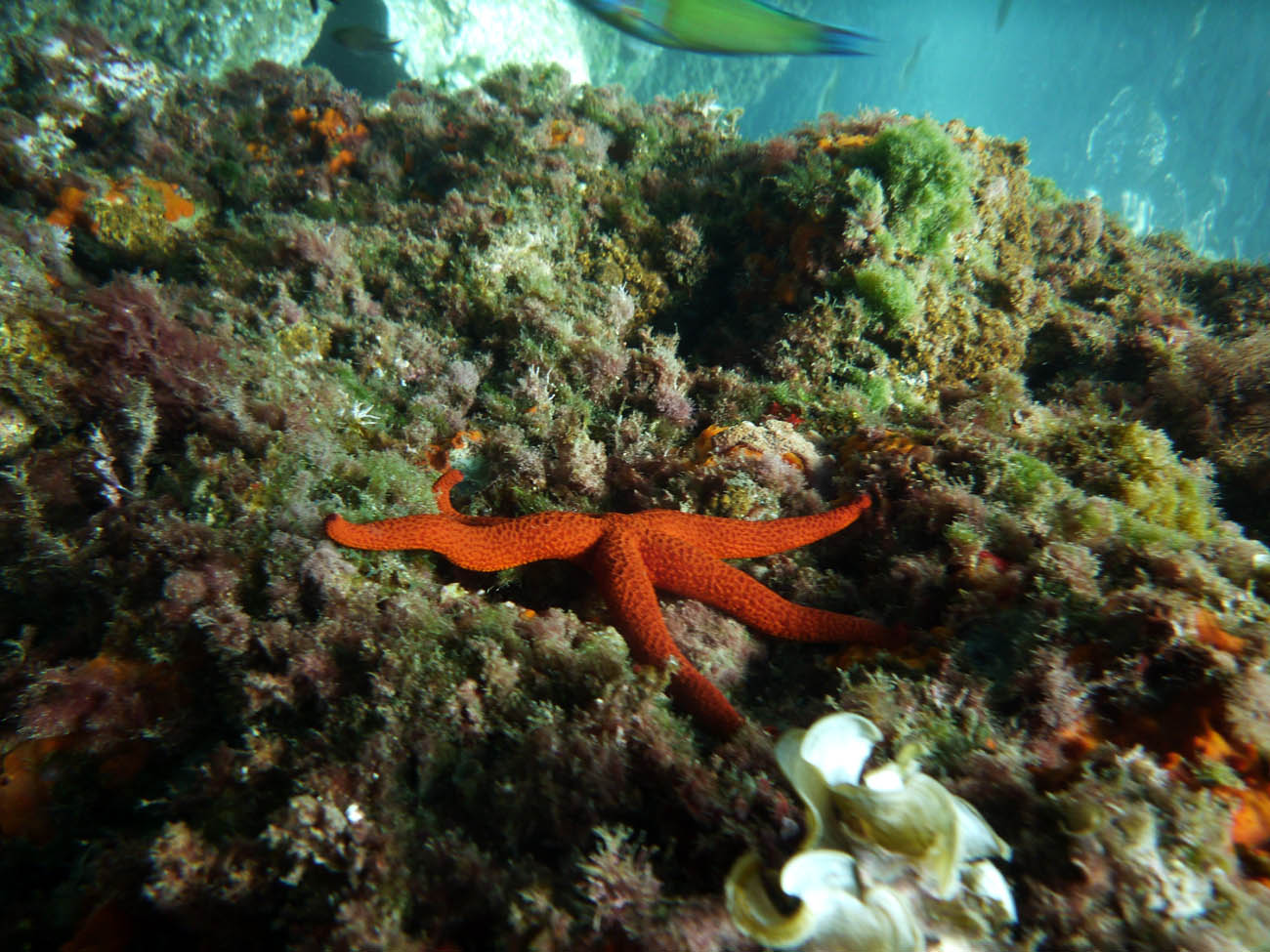
Echinaster sepositus en El Portús, zona de cabo Tiñoso

Entre las especies animales hay que reseñar algunas amenazadas o en peligro de extinción como el halcón peregrino, el búho real, el águila real y el águila perdicera, la tortuga mora, el murciélago grande de herradura y, sobre todo, el fartet, pez endémico del sureste de España. En el monte Roldán se ha documentado además desde hace unos treinta años la presencia del camaleón común, no estando claro si se trata de una especie autóctona o introducida.
Además de los anteriores, también se cuenta con la presencia del flamenco, el zorro, el conejo, el tejón, la garduña, la gineta y el gato montés. Son también frecuentes los jabalíes.
En las aguas del mar Menor, la fauna ha variado en las dos últimas décadas. Por un lado, han aflorado las medusas, que constituyen una auténtica plaga durante el verano, mientras que las especies tradicionales del lugar, como el caballito de mar, la anguila o el langostino del Mar Menor, son cada día más difíciles de encontrar. Se cree que la principal causa de este problema es el desarrollo de la agricultura intensiva en el Campo de Cartagena, cuyas aguas pluviales desembocan, cargadas de fertilizantes, en su mayoría en el mar Menor, nutriendo a la población de medusas, animales fijadores de nitrógeno.

### Vías pecuarias
La red de vías pecuarias del municipio de Cartagena está constituida por un total de 18 coladas que suman un total de 197 kilómetros:
- Colada de Quitapellejos
- Colada de la Cuesta del Cedacero
- Colada del Puerto del Saladillo
- Colada del Mar Menor
- Colada de Algameca
- Colada del Cabezo de los Moros
- Colada del Cabezo Beaza
- Colada de Perín
- Colada del Puerto del Judío
- Colada del Cabezo Rajao
- Colada de Fontes
- Colada de la Rambla de Trujillo
- Colada de Cantarranas
- Colada de la Fuente Jordana
- Colada de La Carrasquilla
- Colada de Cuesta Blanca
- Colada de Fuente Álamo
- Colada de Torre Pacheco

### Espacios naturales protegidos

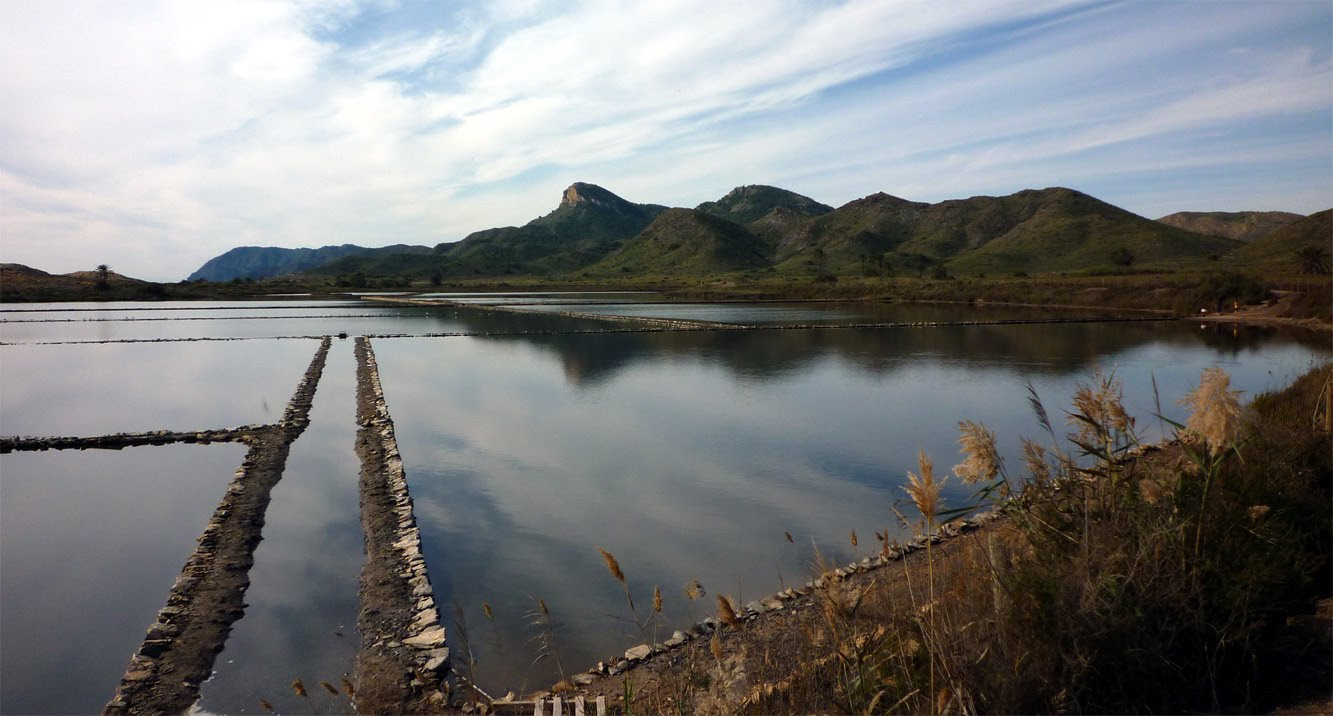
Parque natural de Calblanque

Los espacios protegidos en el término municipal de Cartagena son:
- Mar Menor. Designado por Naciones Unidas como Zona Especialmente Protegida de Importancia para el Mediterráneo.[39] Además se trata del Humedal RAMSAR número 706, por tanto es un humedal de importancia internacional.[40]
- Espacios abiertos e islas del Mar Menor. Es un paisaje protegido que incluye, dentro del término municipal cartagenero, la isla del Ciervo, la Redonda y la del Sujeto. También se incluyen tres montes: el Carmolí, San Ginés y Cabezo del Sabinar; así como Las Amoladeras; el saladar de Lo Poyo y las salinas de Marchamalo.
- Calblanque, Monte de las Cenizas y Peña del Águila. Declarado parque natural y LIC.
- Sierra de la Muela, Cabo Tiñoso y Roldán. Declarado parque natural, LIC y ZEPA.
- Sierra de la Fausilla. Declarado como ZEPA.
- Islas e Islotes del Litoral Mediterráneo. Dentro del término municipal cartagenero incluye las Islas Hormigas, la Isla de Las Palomas y la Isla de Escombreras, algunas de ellas declaradas ZEPA.
- Cabezos del Pericón y Sierra de los Victorias. Protegidos como LIC entre los términos municipales de Cartagena y Fuente Álamo de Murcia.

## Historia

### Prehistoria y Edad Antigua

La Hispania romana tras la división provincial de Diocleciano

Existe constancia de asentamientos prehistóricos en todo el término municipal de Cartagena, como los aparecidos en el yacimiento de Las Amoladeras en La Manga.
Por toda la costa son también numerosos los restos arqueológicos, como el del poblado ibérico de Los Nietos en el Mar Menor, así como pecios de barcos fenicios que documentan una intensa actividad industrial y comercial por toda la zona de la sierra minera desde al menos el siglo VI a. C..
Por lo que respecta al asentamiento urbano de la ciudad de Cartagena, las referencias más antiguas podrían corresponder a la ciudad de Mastia, un poblamiento ibero o tartésico del cual se tienen noticias desde el siglo VI a. C. y que tradicionalmente se ha asociado a la ciudad de Cartagena.
La primera constancia cierta de poblamiento en la ciudad corresponde al año 227 a. C., en el que el general cartaginés Asdrúbal el Bello funda la ciudad de Qart Hadasht (Ciudad Nueva), con el mismo nombre que su ciudad de origen, después de derrotar al íbero Orisón, asegurándose así el control de los ricos yacimientos minerales del Sureste.
Qart Hadasht se convertiría en la capital del reino cartaginés fundado por Aníbal en Hispania, y de esta ciudad partió con sus elefantes en la célebre expedición a Italia, que le llevaría a cruzar los Alpes, al comenzar la segunda guerra púnica en el año 218 a. C.

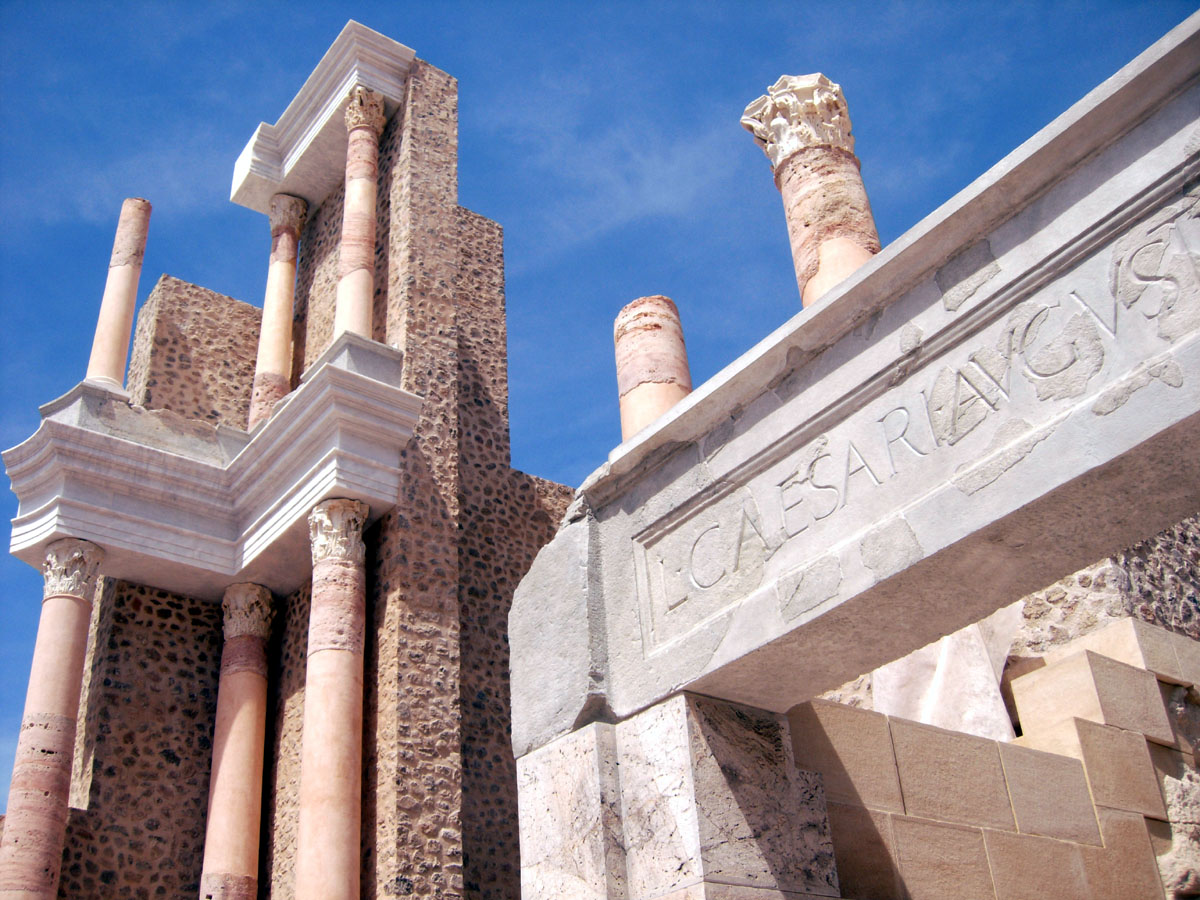
Teatro romano de Cartagena

El general romano Escipión el Africano tomó Cartagena en el año 209 a. C., siendo posesión romana desde entonces con el nombre de Carthago Nova, y una de las ciudades romanas más importantes de Hispania. En el 44 a. C., Carthago Nova fue la tercera ciudad en Hispania, tras Tarraco y Corduba, en ser elevada a rango de colonia romana con el nombre de Colonia Vrbs Iulia Nova Carthago (C.V.I.N.C) constituida por ciudadanos de derecho romano. En este proceso de romanización, el emperador Augusto la reurbanizó dotándola de un gran foro y un monumental teatro romano. Durante el gobierno de Tiberio, se creó el conventus iuridicus carthaginensis con capital en la ciudad, dentro de la provincia Tarraconense.
En el año 297, el emperador Diocleciano constituyó la provincia romana Carthaginense segregada de la Tarraconense, estableciendo la capital en la ciudad de Cartagena.
Hacia el 425, la ciudad fue saqueada por los vándalos antes de pasar éstos a África. La ciudad debió reponerse del ataque vándalo de alguna manera, pues en 461, el emperador Mayoriano reunió en la ciudad una flota de 45 barcos con la intención de invadir y recuperar para el imperio el reino vándalo del norte de África. La batalla de Cartagena se saldó con una gran derrota de la armada romana que fue totalmente destruida.

### Edad Media
Alta Edad Media

Hispania bizantina

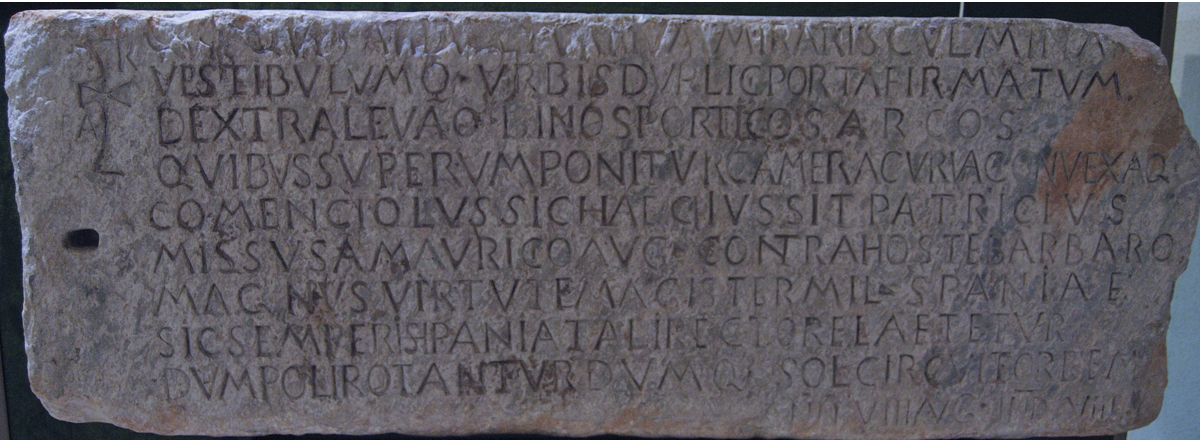
Lápida de Comenciolo, en el Museo Arqueológico Municipal

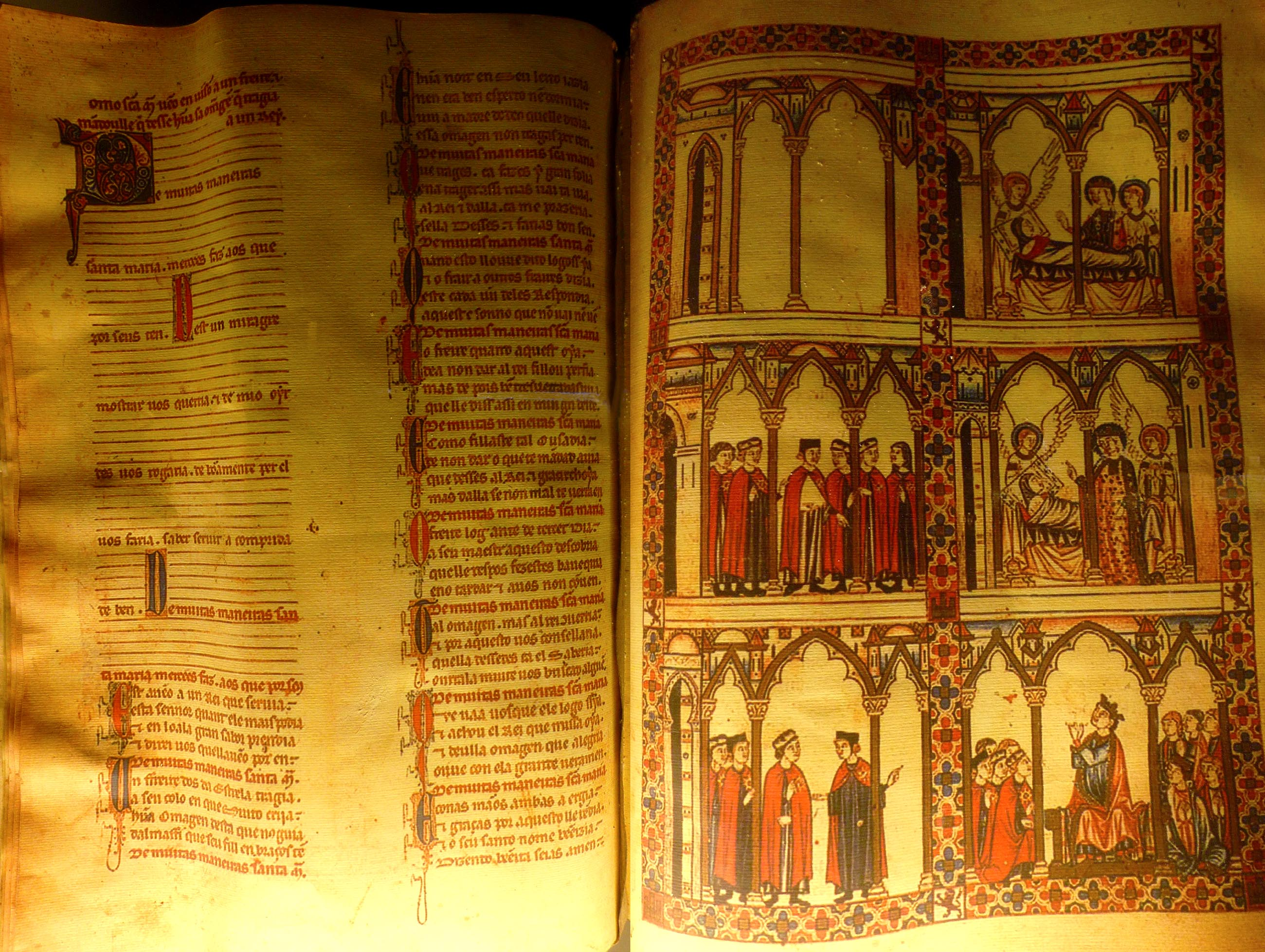
Facsímil de la Cantiga 78 del Códice de Florencia donde se representa a la Orden de Santa María

Tras la caída del Imperio romano de Occidente y el establecimiento de los reinos germanos en España, hacia 550 Cartagena fue conquistada por el emperador bizantino Justiniano I. Aunque no existen datos fiables sobre la organización de dichos territorios, existe cierto consenso acerca de que Cartagena, con el nombre de Cartago Spartaria se convirtió en 615 en la capital de la provincia bizantina de Spania.
Hacia el 622, los visigodos, dirigidos por el rey Suintila, tomaron y, según cuenta san Isidoro destruyeron y asolaron por completo la ciudad, causando una profunda decadencia. Sin embargo, este comentario quizás pecó de exagerado, ya que en 675, Munulo, obispo de Cartagena, aparece firmando una de las actas de los concilios de Toledo, lo que demuestra que en ese momento había un obispo con su sede en la ciudad.
Durante la dominación árabe, Cartagena experimentó una cierta recuperación y contó con una mezquita y una alcazaba fortificada sobre el actual cerro de la Concepción, siendo conocida en esa época con el nombre de Qartayannat al-Halfa.
Baja Edad Media
En el año 1243 el emir Ibn Hud al-Dawla pactó en el tratado de Alcaraz la capitulación de la taifa de Murcia como un protectorado castellano. El arraez de Cartagena no reconoció la capitulación, y el infante Alfonso, primogénito del rey Fernando III de Castilla, tomó finalmente la plaza en 1245 con la intervención una flota procedente de Santander, a mando del almirante Ruy García de Santander. Esta conquista puso a Cartagena fuera del régimen de protectorado y recibió el Fuero de Córdoba. En 1250 se restauró la diócesis de Cartagena y en 1270 se creó la Orden de Santa María de España para la defensa naval de la Corona de Castilla, que estableció su sede principal en Cartagena. El traslado, unos pocos años después de la Reconquista, de la sede episcopal a Murcia supuso un notable freno para el desarrollo urbano, económico y poblacional de la ciudad de Cartagena.
En la campaña de Jaime II de Aragón para conquistar el reino de Murcia, que había recibido como donación de Alfonso de la Cerda a cambio de favorecer sus pretensiones al trono castellano, Cartagena fue tomada en 1296. En la Sentencia Arbitral de Torrellas de 1304 se acordó que Cartagena se incorporara al reino de Valencia, pero al quedar como un exclave, el rey aragonés renunció a ella en el Tratado de Elche en 1305.
Durante la guerra de los Dos Pedros, Cartagena fue una base naval para hostigar la Corona de Aragón. Con todo, las iniciativas de reyes como Pedro I de Castilla no terminaron de desarrollar arquitectónicamente el crecimiento urbano de una ciudad que aún contaba con pocos habitantes.

### Edad Moderna
En 1464 el rey Enrique IV de Castilla concedió a Pedro Fajardo y Quesada el señorío de la ciudad de Cartagena con su castillo y los derechos de jurisdicción y cobro de tributos, situación que se mantuvo hasta los Reyes Católicos. En 1503, la reina Isabel ordenó la restitución de la ciudad de Cartagena con todos sus derechos a la Corona.
Siglos XVI y XVII
A partir de los reinados de Carlos I y Felipe II se potenciará notablemente el papel militar y defensivo de Cartagena. Como base de las galeras reales y como enclave militar se refuerzan las murallas y se construyen algunas fortificaciones costeras, como el Fuerte de Navidad. Sin embargo, el crecimiento demográfico se vio bruscamente alterado en varias ocasiones debido a sufrir durante estos siglos varias epidemias de peste bubónica que asolaron virulentamente la ciudad, siendo especialmente grave la de 1648, en la que murieron alrededor de 14 000 personas en tres meses.
El puerto de Cartagena se convirtió en principal base militar de la política mediterránea de los reyes de España con respecto a sus posesiones en Italia y de contención del poderío turco y berberisco.
Durante estos siglos la principal modificación urbana la constituye la fundación de diversos conventos, en los que órdenes como los dominicos, los agustinos o los franciscanos se establecerían en la ciudad, toda vez que las reiteradas peticiones del concejo a la diócesis para contar con más parroquias eran sistemáticamente rechazadas. Los conventos configuran un paisaje urbano distinto y las órdenes que los regentan canalizan la vida cultural, religiosa e incluso sanitaria de Cartagena durante la totalidad del siglo XVII.
Siglo XVIII

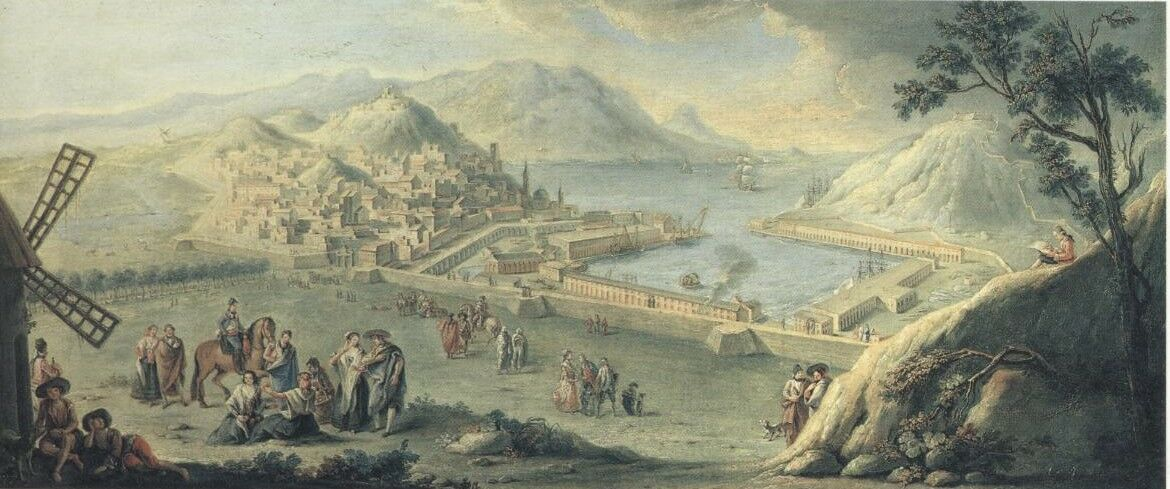
Manuel de la Cruz: Vista de Cartagena, 1786, óleo sobre lienzo, Madrid, Palacio de la Moncloa

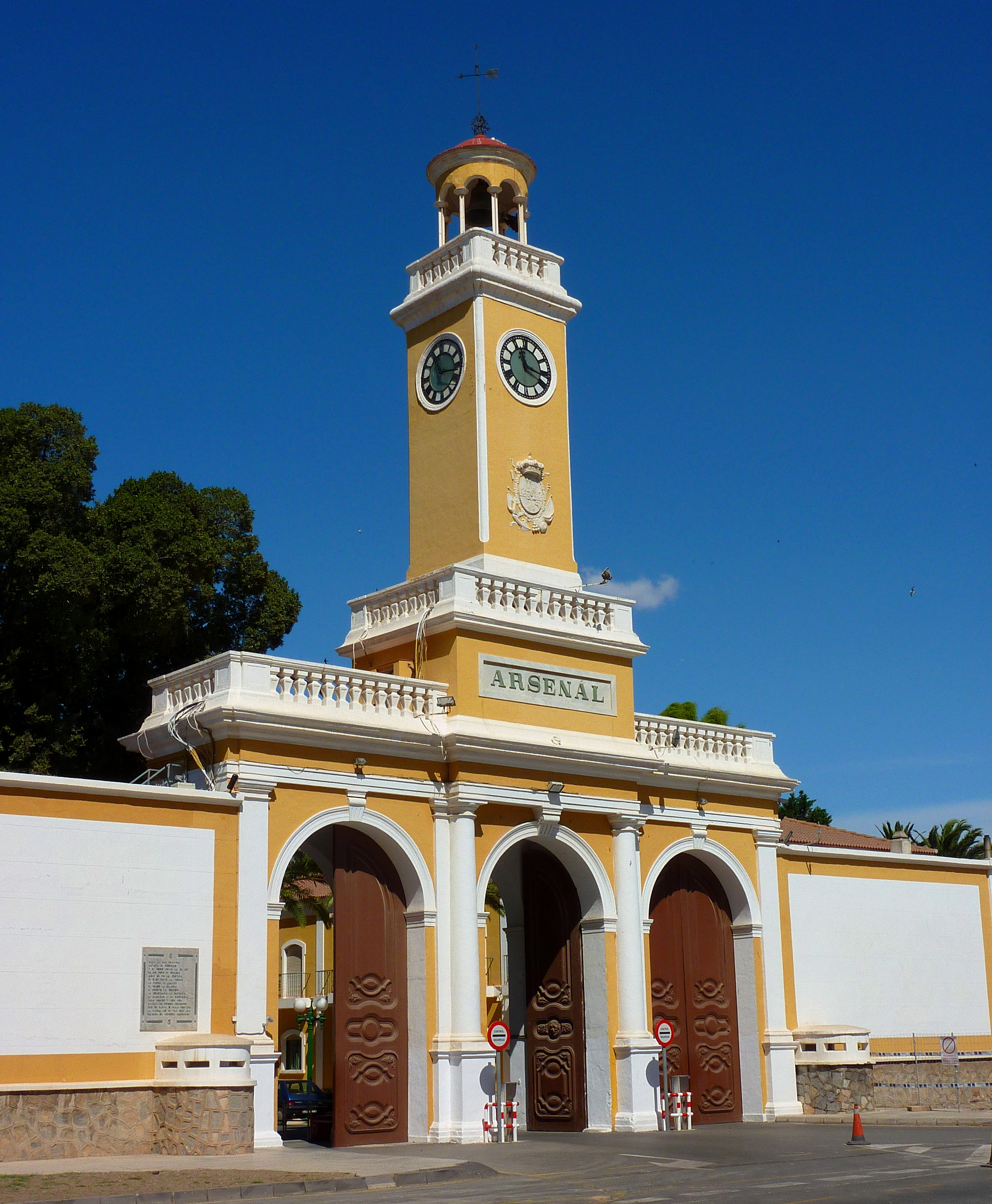
Puerta del Arsenal Militar

Aunque durante la guerra de Sucesión la ciudad se decanta por la causa de los Austrias, Cartagena experimentó una gran recuperación con el establecimiento de la Casa de Borbón. En este período, Cartagena se convierte en la capital del Departamento Marítimo del Mediterráneo en 1726, que se subdividiría en 1748 en provincias marítimas, de forma que Cartagena quedó también como capital de su propia provincia marítima. Por otro lado, se amplió notablemente el espacio urbano con la construcción de una nueva muralla que multiplicó la superficie comprendida en su interior y se construyeron numerosas obras de carácter militar, fundamentalmente el Arsenal y los diversos castillos que la rodean, así como el Hospital de Marina, actual sede de la Universidad Politécnica de Cartagena.
La explosión demográfica que acontece en la ciudad durante el siglo alcanza su máximo en los últimos años del mismo, quintuplicando la población de inicios de la centuria hasta rebasar los 50 000 habitantes.

### Edad Contemporánea
En 1799 se produjo una reforma fiscal en España, creándose a tal efecto las provincias marítimas. Junto con las de Alicante, Asturias, Cádiz, Málaga y Santander, se creó la de Cartagena, segregándola solo a efectos fiscales, de forma que no se le otorgaron otras atribuciones como fomento o ejército, pero su duración fue efímera, al extinguirse en 1805.
Los franceses fracasaron el 23 de enero de 1812 en su intento de tomar la ciudad, quedando el puerto de Cartagena como una importante fuente de avituallamiento de las fuerzas anglo-españolas durante la Guerra de la Independencia.
El proceso de desamortización provoca el cierre de la totalidad de los conventos existentes en Cartagena, y con ello varias modificaciones en la trama urbana, con la apertura de jardines y plazas. Debido al rápido desarrollo de la minería durante el siglo XIX, los poblados de El Garbanzal, Herrerías, Roche y Portmán decidieron segregarse de Cartagena a fin de fusionarse en municipio y ayuntamiento propios con el nombre de Villa de El Garbanzal (1 de enero de 1860). Si bien más tarde, en 1868, decidieron cambiar su nombre al actual, La Unión.
Con todo, el acontecimiento más importante del siglo XIX es la revolución cantonal que tuvo lugar entre julio de 1873 y enero de 1874 durante la Primera República Española. Durante este período la ciudad se levantó contra el gobierno central en defensa de las tesis federalistas bajo la dirección de Antonete Gálvez, siendo Cartagena la última ciudad en resistir del Cantón Murciano y de la Federación española.

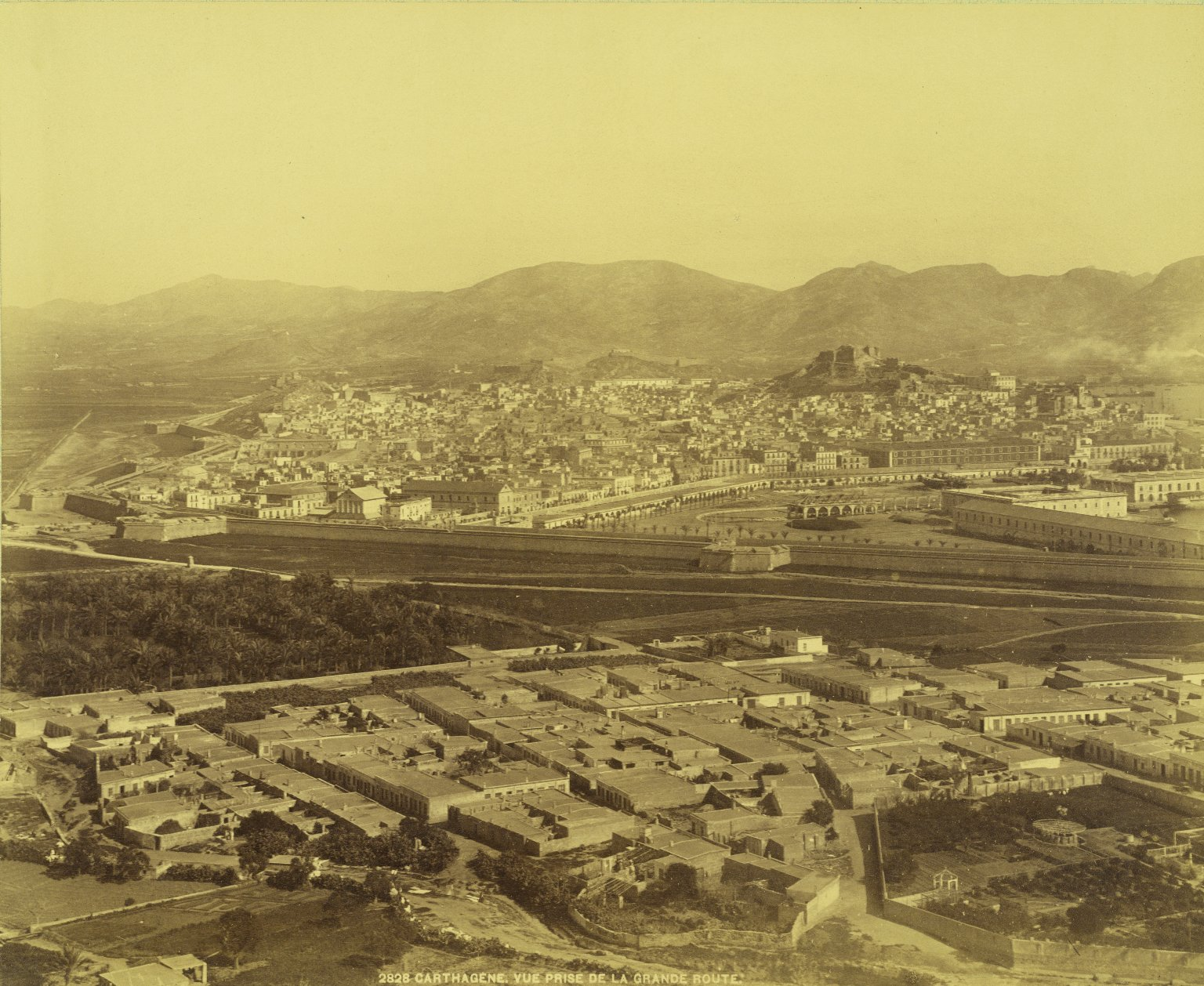
Vista de la ciudad a finales del, en la que se puede apreciar su expansión

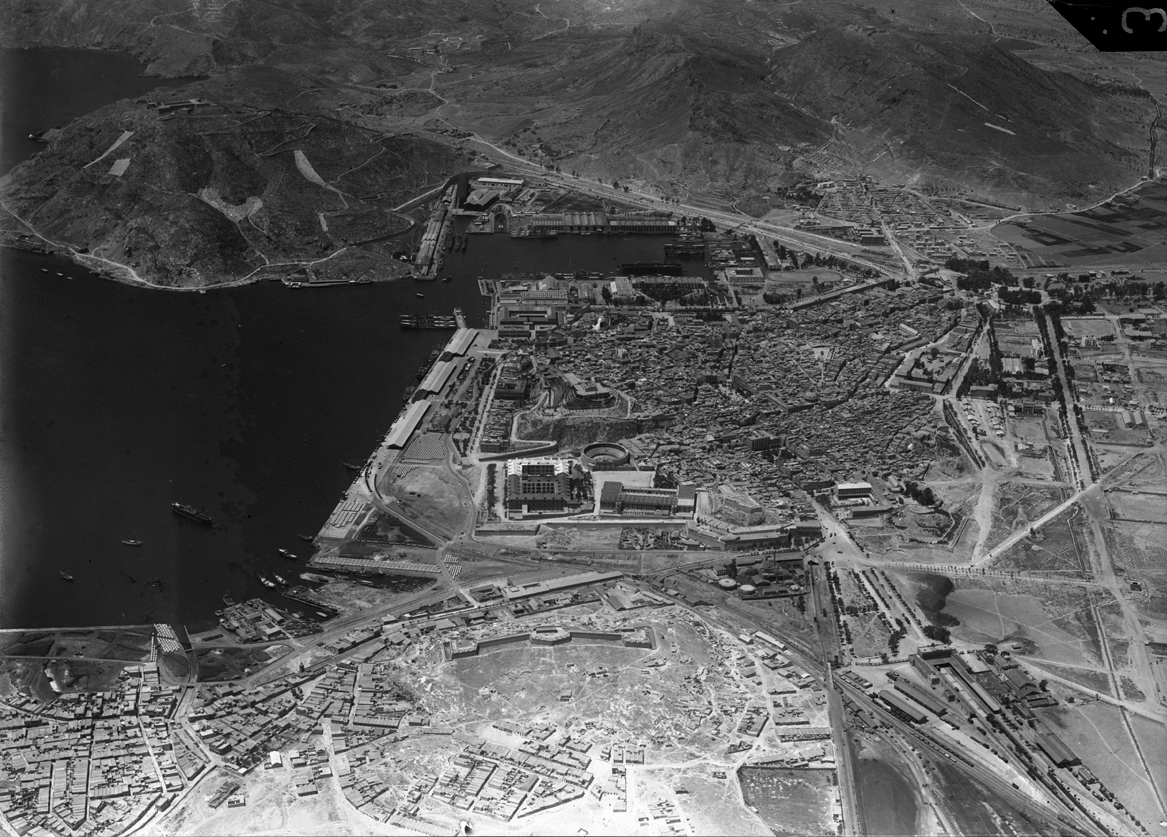
Imagen aérea de Cartagena tomada el 18 de junio de 1936, un mes antes del inicio de la guerra civil

La pérdida de las últimas colonias tras el desastre de 1898 tuvo notable incidencia en Cartagena, tanto por la necesidad de reconstruir una pérdida flota marítima como por el resurgimiento de la minería en la sierra minera de Cartagena-La Unión que se dio a comienzos del siglo XX en toda la comarca y que tendría la más directa de sus consecuencias en la construcción de numerosas edificaciones de estilo modernista, así como en la creación de la Caja de Ahorros y Monte de Piedad de Cartagena, una de las cajas precursoras de la Caja Mediterráneo, integrada actualmente en el Banco Sabadell.
Especialmente importante fue la creación del Banco de Cartagena en 1900. El Banco creció rápidamente y tuvo sucursales y oficinas por todo el país. En 1908 absorbió al Banco de Andalucía. Poco después de la creación del Banco de Cartagena se agitó la idea de establecer en la ciudad un Bolsín Oficial para facilitar las operaciones crediticias y la transmisión de acciones. Aunque la operación no se llevó a término, revela bien a las claras la pujanza mercantil e industrial de Cartagena en la época. El Banco de Cartagena llegó a tener 23 sucursales: Cartagena (sede central), Alicante, Elche, Murcia, Lorca, Orihuela, Alcoy, Sevilla, Cádiz, San Fernando, Puerto de Santa María, Isla Cristina, Huelva, Ayamonte, Melilla, La Unión, Totana, Mazarrón, Águilas, Cieza, Caravaca, Yecla y Hellín. Mientras en la zona del Levante había sucursales en las localidades más o menos importantes, en Andalucía había menos sucursales, sólo en las ciudades importantes, de las que a su vez dependían un gran número de oficinas. Por ejemplo, de la sucursal de Sevilla, dependían 56 oficinas en Andalucía, 23 en Extremadura y dos en Castilla la Nueva. En 1923, el Banco se integró en el Banco Internacional de la Industria y el Comercio, este fue absorbido en 1943 por el Banco Central, actualmente integrado en el Banco Santander.
También la vida cultural de Cartagena vivió un notable desarrollo a comienzos del siglo XX hasta el estallido de la guerra civil española de 1936-1939. En esos años Cartagena fue la única base naval que quedó bajo control de la República, y la última ciudad, junto con Alicante, en ser ocupada por el ejército sublevado, el 31 de marzo de 1939.
La segunda mitad del siglo XX estuvo marcada por el desarrollo de la industria energética y de fertilizantes, así como la construcción naval. En este desarrollo industrial sobresaldrían empresas como REPESA, CEPSA, Explosivos Río Tinto, ENFERSA, Abonos Complejos del Sureste, ENPETROL, etc. La zona de Escombreras fue el núcleo principal donde se instalaron numerosas plantas industriales, articulándose un importante complejo petroquímico. Sin embargo, este teijido industrial conoció un importante proceso de reconversión durante las últimas décadas del siglo, lo que sumió la ciudad en una profunda crisis, hoy superada.
Actualmente Cartagena forma parte de la comunidad autónoma de la Región de Murcia, y es sede de la Asamblea Regional.

## Demografía
Cartagena cuenta con una población de 219 777 habitantes (INE 2024).
| Gráfica de evolución demográfica de Cartagena entre 1842 y 2021 |
| |
| Población de derecho según los censos de población del INE Población de hecho según los censos de población del INEEntre el censo de 1857 y el anterior, varía el término del municipio porque incorpora a 305006 (Palma) Entre el censo de 1860 y el anterior este municipio independiza a 30041 (La Unión) |

Mapa diputacional de Cartagena

Según el nomenclátor del año 2021, la población del municipio se reparte entre la entidad singular de población Cartagena y otras 23 entidades colectivas de población o diputaciones. Por otro lado, según el Plan General Municipal de Ordenación, la población del área urbana central de Cartagena, denominada también «ciudad consolidada», se reparte entre la capital municipal y las diputaciones que la circundan:
| Diputaciones del área urbana - Cartagena (Casco urbano): 56 049 hab. - San Antonio Abad: 44 871 hab. - El Plan: 36 190 hab. - Canteras: 10 208 hab. - Santa Lucía: 6 969 hab. - La Magdalena: 3 998 hab. - San Félix: 2 683 hab. - Santa Ana: 2 475 hab. - Miranda: 1 439 hab. - Hondón: 1 093 hab. | Diputaciones del área periurbana - Rincón de San Ginés: 11 340 hab. - El Algar: 8 201 hab. - La Palma: 5 904 hab. - Pozo Estrecho: 5 245 hab. - La Aljorra: 5 018 hab. - Alumbres: 3 457 hab. - El Albujón: 2 998 hab. - El Beal: 2 381 hab. - Lentiscar: 2 148 hab. - Perín: 1 718 hab. - Los Puertos: 1 541 hab. - Campo Nubla: 298 hab. - Los Médicos: 136 hab. - Escombreras: 57 hab. |

Según el INE 2007, el 12,75 % de los habitantes de Cartagena eran de nacionalidad extranjera. Mientras que en 2011, según el padrón municipal de habitantes, ese porcentaje ya asciende al 14,95 % con 32 148 habitantes. En 2021, esta supone un 11,08 %. Destacando principalmente, según la información del padrón de población, la inmigración procedente de Marruecos: 11 959, Reino Unido: 2233 y Ecuador: 912.
Su área metropolitana, basada en su comarca natural e integrada, además de Cartagena, por los municipios de La Unión, Fuente Álamo de Murcia, Los Alcázares, San Javier, Torre-Pacheco, San Pedro del Pinatar y Mazarrón, contaba en 2012 con 409 586 habitantes.

## Economía

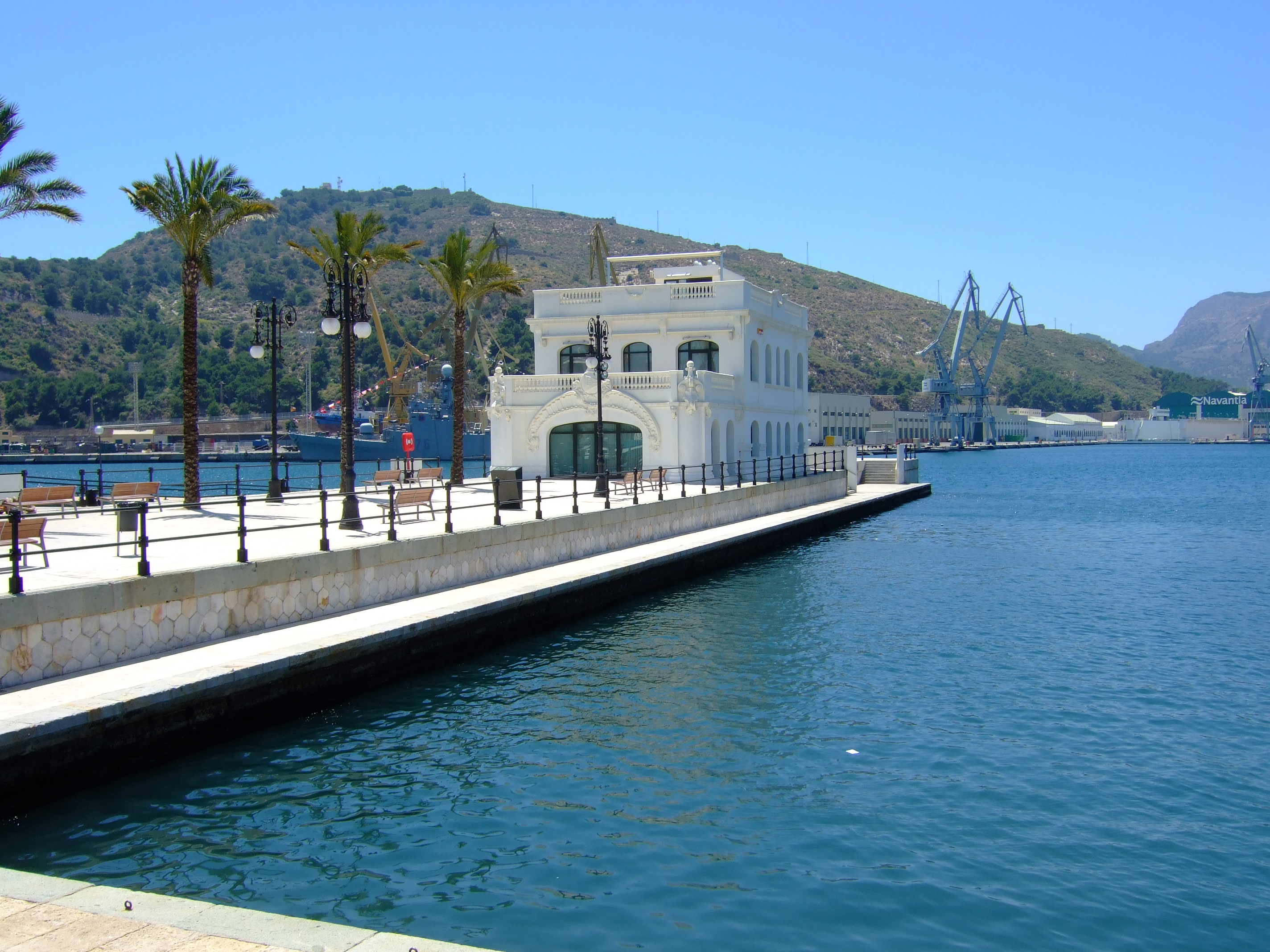
Antiguo club de regatas, al fondo astilleros de Navantia

Algunos de los factores económicos de desarrollo de la economía cartagenera parten de usos seculares. Es el caso de la pesca, que si hoy no tiene la pujanza de otros tiempos, sigue estando presente en barrios como el de Santa Lucía y especialmente la agricultura, desarrollada en las zonas de la comarca del Campo de Cartagena, comprendidas por las diputaciones situadas al norte del término municipal y los municipios limítrofes. La economía del Campo de Cartagena supone el 25 % del Valor Añadido Bruto (VAB) —un indicador económico similar al PIB, que excluye los impuestos— de toda la región. El regadío genera 47 400 empleos y un valor de 2800 millones de euros anuales, suponiendo el 37 % del PIB de la comarca.

«Sin el regadío del Campo de Cartagena la estructura socioeconómica de la Región de Murcia se vería seriamente comprometida, afectaría a sectores clave, como son las exportaciones de productos agroindustriales, y se produciría una crisis social de dimensiones similares a la de los años 80 del siglo pasado»
Joaquín Melgarejo, Universidad de Alicante. Valoración Económica de las actividades agrarias en el Campo de Cartagena.

Es importante también la industria licorera, con algunos de sus productos presentes tanto a nivel nacional como internacional, como el Licor 43.
También tiene una amplia tradición la construcción naval, ligada a la ciudad desde la creación del Arsenal de Cartagena en el siglo XVIII. Actualmente la empresa Navantia, cuyo cometido es la construcción de buques militares, perpetúa en Cartagena esta actividad económica.
La presencia militar también dispone de una destacada influencia en la vida económica de Cartagena, si bien sin alcanzar las cotas de otros tiempos. En la actualidad es sede, entre otros regimientos o funciones militares, del Almirantazgo de Acción Marítima, la Base de Submarinos de la Armada Española, de los buques de cazaminas y dragaminas, del Tercio de Levante de Infantería de Marina o del Regimiento de Artillería Antiaérea n.º 73. En la actualidad, Cartagena es la principal base naval del país en número de buques con 22 unidades, por delante de Cádiz y Ferrol.
Pero si hay un sector predominante en la industria cartagenera es el de las empresas energéticas. El valle de Escombreras alberga varias empresas de producción y transformación de energía, como Repsol, Enagás o Iberdrola En abril de 2012 tuvo lugar la ampliación de la refinería de Escombreras, la mayor inversión industrial de la historia en España.
Las empresas del Valle de Escombreras suponen el principal polo industrial de la región y, según un estudio económico encargado por ellas a la Universidad Politécnica de Cartagena, generaron en 2019 el 7,1 % del VAB (Valor añadido bruto) y el 39,2 % de todo el sector económico industrial regional. El 14% del gas que entró en España en 2022 lo hizo por Cartagena; así mismo, el 20% del gas de todas las plantas regasificadoras de España se produce en Cartagena.
Dentro del ámbito de la industria es también destacable, por su volumen, el complejo de fabricación de plásticos de la empresa SABIC.
En los últimos años ha alcanzado también un notable desarrollo el sector terciario, fundamentalmente ligado al turismo. Junto a las empresas de hostelería tanto de la ciudad como de las playas de Cartagena, se creó un organismo: Puerto de Culturas dedicado a la promoción de este sector, que cuenta con una creciente presencia en la vida económica de la ciudad. Según el estudio de Exceltur realizado en 2022, Atlas de la contribución municipal del turismo en España, Cartagena, en el puesto 42, es el único municipio de la región entre los 100 primeros destinos de España por su relevancia turística y contribución social. En la actualidad, su término municipal supone casi el 30 % de las plazas hoteleras de toda la región. En La Manga del Mar Menor, el municipio de Cartagena aporta 2.734 plazas, más del 60 % de toda la oferta hotelera de la zona. El teatro romano de Cartagena es el monumento y espacio museístico más visitado de la Región, llegando en 2019 a los 251 633 visitantes y concentrando más del 40 % de las visitas de todos los museos de ámbito regional.
Actualmente, es el cuarto puerto a nivel nacional en tráfico de mercancías tras Algeciras, Valencia y Barcelona y por delante de Tarragona, Bilbao o Huelva. Así mismo, es el puerto más importante de España en importación y tráfico de graneles líquidos y el tercero en graneles sólidos  El 60 % de la exportación y el 80 % de las importaciones de la Región de Murcia se realizan a través del Puerto de Cartagena. En los últimos años el sector terciario en la ciudad está creciendo debido a la gran cantidad de llegadas de cruceros, siendo de los puertos nacionales que más crecen en este sentido. La llegada de cruceristas a Cartagena, que ha crecido un 150 % en diez años, batió su récord de escalas y pasajeros en 2019 con la llegada de 167 buques y 250 000 visitantes, respectivamente. Este volumen representa el 63,8 % del movimiento total de pasajeros de cruceros en los puertos del sudeste peninsular (Puertos de Cartagena, Alicante y Almería).

## Administración y política

### Gobierno municipal

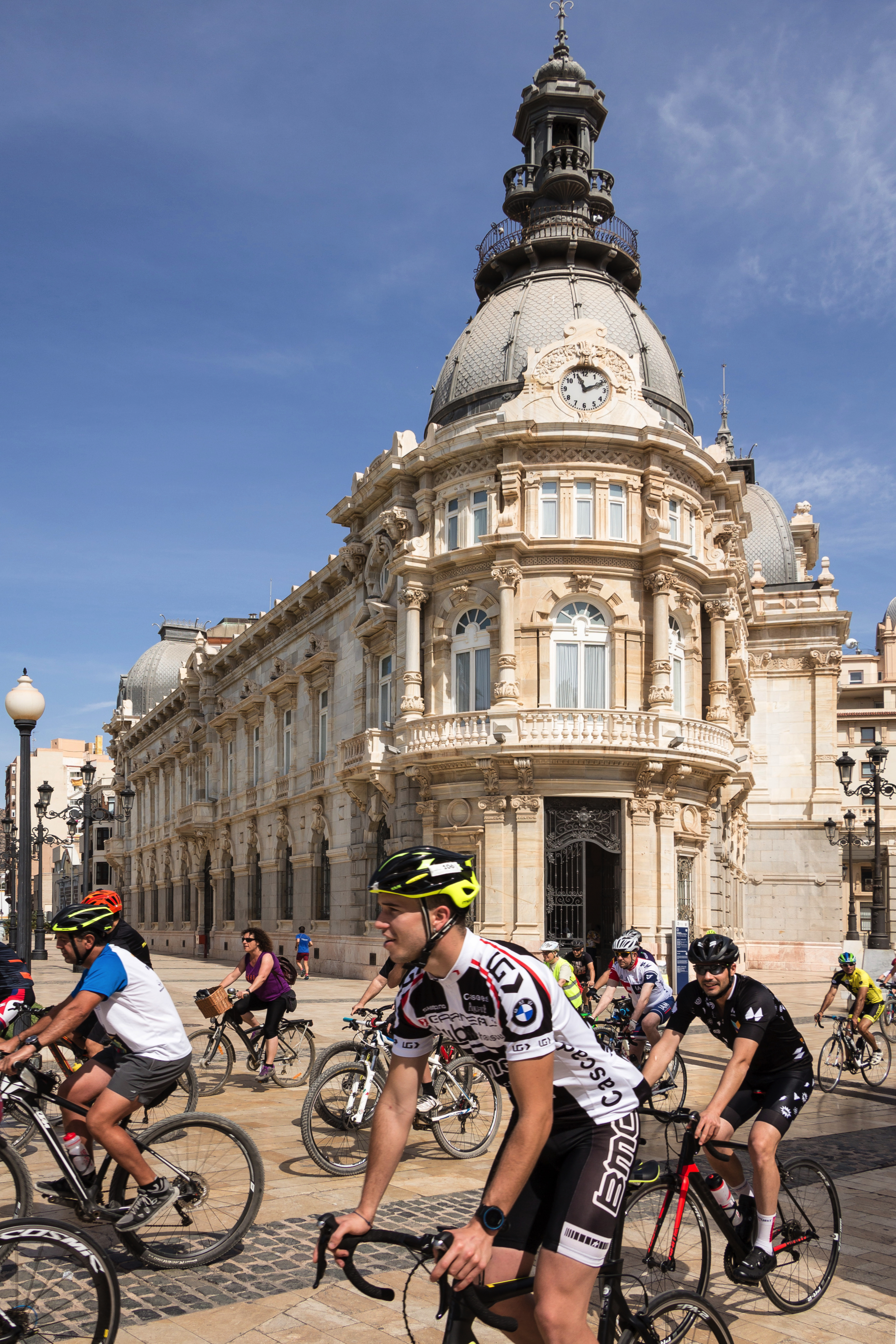
Palacio consistorial

Como el resto de municipios españoles, Cartagena se rige por su propio ayuntamiento, compuesto por una corporación municipal integrada por 27 concejales elegidos democráticamente cada cuatro años en las correspondientes elecciones municipales. Las primeras elecciones locales del actual período democrático se celebraron en 1979. Desde entonces Cartagena ha contado con siete alcaldes: cinco del Partido Socialista (PSOE); uno del Partido Cantonal; uno de Movimiento Ciudadano y seis del Partido Popular, entre los cuales se cuenta Pilar Barreiro, primera mujer alcaldesa de Cartagena y única en repetir mandato (1995-2015), y la actual alcaldesa Noelia Arroyo.
| Periodo   | Nombre                     | Partido | Partido                                               |
| --------- | -------------------------- | ------- | ----------------------------------------------------- |
| 1979-1983 | Enrique Escudero de Castro |         | Partido Socialista de la Región de Murcia (PSRM-PSOE) |
| 1983-1987 | Juan Martínez Simón        |         | Partido Socialista de la Región de Murcia (PSRM-PSOE) |
| 1987-1991 | Antonio Vallejo Alberola   |         | Partido Cantonal (PCAN)                               |
| 1991-1995 | José Antonio Alonso Conesa |         | Partido Socialista de la Región de Murcia (PSRM-PSOE) |
| 1995-2015 | Pilar Barreiro Álvarez     |         | Partido Popular (PP)                                  |
| 2015-2017 | José López Martínez        |         | Movimiento Ciudadano de Cartagena (MC Cartagena)      |
| 2017-2021 | Ana Belén Castejón         |         | Partido Socialista de la Región de Murcia (PSRM-PSOE) |
| 2021-act. | Noelia Arroyo              |         | Partido Popular (PP)                                  |

La Ley de Grandes Ciudades de España, modificó la estructura y el funcionamiento del Ayuntamiento de Cartagena, por lo que desde su entrada en vigor, en 2004, además de las competencias que desarrollan el alcalde, los tenientes de alcalde y los concejales delegados, existen directores generales en varias áreas y configura nuevos órganos, como el Consejo Económico Administrativo de la ciudad.
| Partido político                                      | 2023   | 2023  | 2023       | 2019   | 2019  | 2019       | 2015   | 2015  | 2015       | 2011   | 2011  | 2011       | 2007   | 2007  | 2007       |
| Partido político                                      | Votos  | %     | Concejales | Votos  | %     | Concejales | Votos  | %     | Concejales | Votos  | %     | Concejales | Votos  | %     | Concejales |
| Partido Popular (PP)                                  | 31 972 | 34,32 | 10         | 22 212 | 25,47 | 7          | 26 710 | 30,74 | 10         | 48 881 | 58,18 | 19         | 46 258 | 55,28 | 16         |
| Movimiento Ciudadano de Cartagena (MC)                | 23 947 | 25,70 | 8          | 23 934 | 27,44 | 8          | 14 700 | 16,92 | 5          | 4633   | 5,51  | 1          | 6308   | 7,54  | 2          |
| Partido Socialista de la Región de Murcia (PSRM-PSOE) | 12 294 | 13,19 | 4          | 18 902 | 21,67 | 6          | 15 498 | 17,84 | 6          | 14 692 | 17,49 | 5          | 25 778 | 30,80 | 9          |
| Vox                                                   | 11 753 | 12,61 | 4          | 6938   | 7,95  | 2          | 961    | 1,11  | 0          | —      | —     | —          | —      |       |            |
| Sí Cartagena                                          | 5074   | 5,44  | 1          | —      | —     | —          | —      | —     | —          | —      | —     | —          | —      | —     | —          |
| Ciudadanos (CS)                                       | 1056   | 1,13  | 0          | 7143   | 8,19  | 2          | 10 177 | 11,71 | 3          | —      | —     | —          | —      | —     | —          |
| Podemos-Izquierda Unida (IU)                          | 3705   | 3,97  | 0          | 6041   | 6,92  | 2          | 3024   | 3,48  | 0          | 5032   | 5,99  | 2          | 3543   | 4,23  | 0          |
| Cartagena Sí Se Puede (CTSSP)                         | —      | —     | —          | —      | —     | —          | 9900   | 11,39 | 3          | —      | —     | —          | —      | —     | —          |

### Organización territorial
Los 558,3 km² de su término municipal se estructuran en diversas localidades y caseríos dispersos que se agrupan en las denominadas diputaciones. Dentro de ellas hay numerosos barrios, barriadas y caseríos. Además el casco urbano cuenta con numerosos barrios. 
Los barrios de Cartagena se agrupan en las siguientes diputaciones: Casco Antiguo, San Antonio Abad, El Plan, La Magdalena, Canteras, Santa Lucía, San Félix y El Hondón. Otros núcleos de población del término municipal se agrupan en las siguientes diputaciones: Rincón de San Ginés, El Algar, La Palma, Pozo Estrecho, El Albujón, La Aljorra, Perín, El Beal, Santa Ana, Miranda, Lentiscar, Los Puertos de Santa Bárbara, Campo Nubla, Alumbres, Escombreras, Los Médicos, El Plan, La Magdalena. 

### Capital legislativa de la Región de Murcia

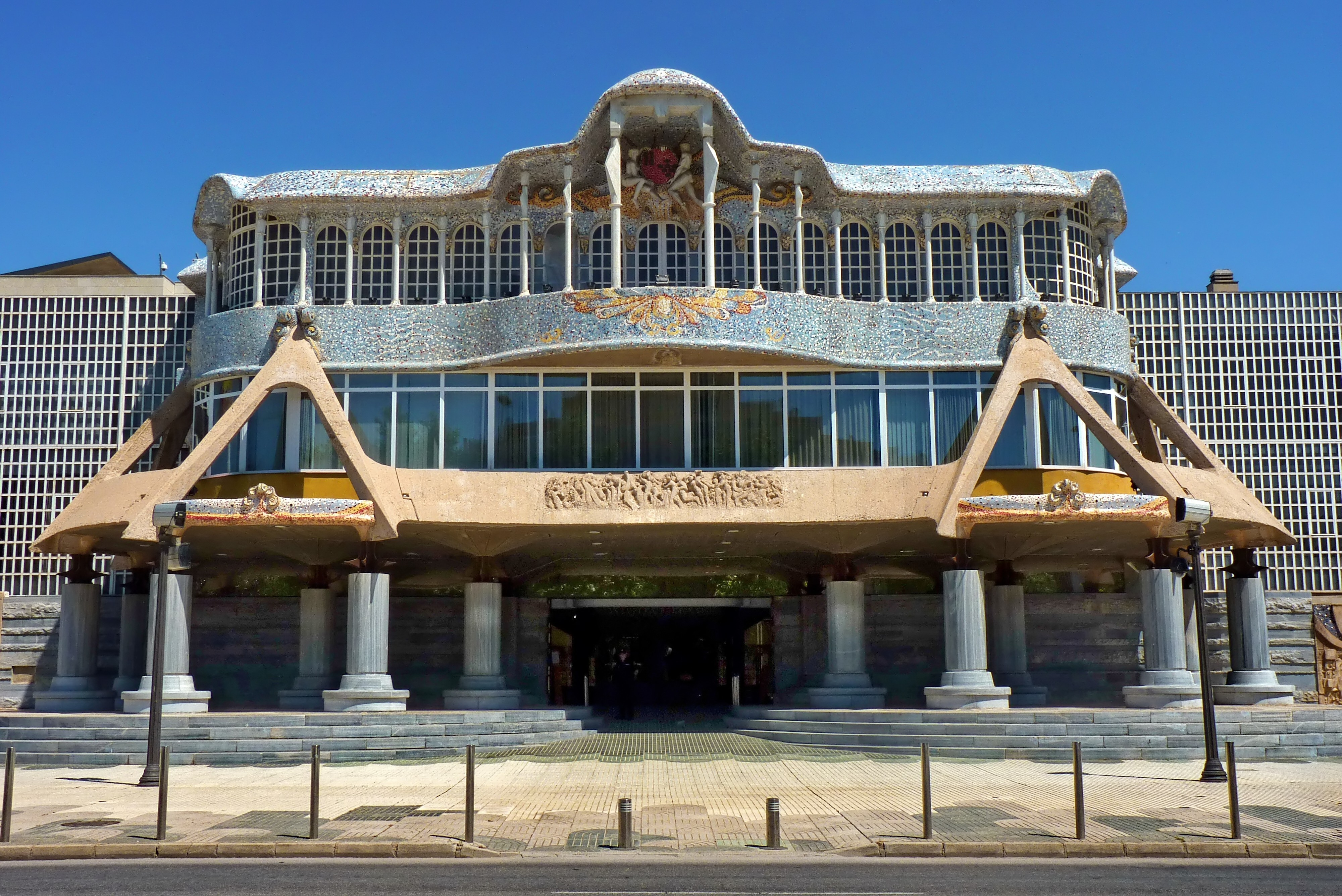
Asamblea Regional

El Estatuto de Autonomía de la Región de Murcia de 1982 estableció que la Asamblea Regional de Murcia, el parlamento autonómico, estaría ubicado en Cartagena. Es denominada como «capital legislativa» de la Región en el preámbulo de la ley 5/2005.

### Otros ámbitos de gobierno
La comunidad autónoma de la Región de Murcia, a la que está adscrita Cartagena, no tiene una estructura descentralizada, por lo que sus órganos ejecutivos no poseen delegaciones o cargos específicos para la ciudad o su entorno, limitando su presencia a un edificio administrativo. Al ser la comunidad autónoma de carácter uniprovincial, no existen diputaciones provinciales.
En Cartagena hay delegaciones de los siguientes organismos estatales:
- Agencia Tributaria. C/ Campos, 2.
- Delegación de Economía y Hacienda. C/ Campos, 2.
- Aduana. C/ Real, 1.
- Autoridad Portuaria de Cartagena. Plaza Héroes de Cavite, s/n.
- Tesorería General de la Seguridad Social. C/ Ángel Bruna, 20-22.
- Instituto Nacional de la Seguridad Social. C/ Caridad, n 13.
- Jefatura Local de Tráfico. C/ Gisbert, 15.
- Instituto Social de la Marina. Paseo Alfonso XII.
- Capitanía Marítima de Cartagena (Ministerio de Fomento). C/ Pez Espada, 1.
- Mancomunidad de los Canales del Taibilla. C/ Mayor, 1.
- Administración de Justicia: Cartagena cuenta con 6 juzgados de primera instancia, 5 juzgados de instrucción, 3 juzgados de lo penal, 3 juzgados de lo social, 1 juzgado de lo contencioso-administrativo, 1 juzgado de violencia sobre la mujer y una sección de la Audiencia Provincial de Murcia. Desde 2022 la ciudad es sede del Juzgado de Lo Mercantil 4 de la Región de Murcia, que dará servicio a los partidos judiciales de Cartagena y San Javier[97] Así mismo cuenta con Registro Civil, Oficina Fiscal y una sede del Instituto de Medicina Legal.[98]
- Comisaría del Cuerpo Nacional de Policía.
- Ministerio de Defensa: La ciudad cuenta con una oficina delegada y es sede del ALMART (Almirante de Acción Marítima) de la Armada.

No existen delegaciones de todos los ministerios o de otros organismos públicos del Estado, dependiendo la gestión de las materias de competencia central de las delegaciones existentes en Murcia.

### Cartagenerismo
El cartagenerismo es un movimiento social, político e ideológico de España que persigue el reconocimiento de un territorio autónomo centrado en Cartagena y su comarca, el Campo de Cartagena, que incluye los municipios de La Unión, Los Alcázares, San Javier, San Pedro del Pinatar, Torre Pacheco, Fuente Álamo, Mazarrón y algunas pedanías del sur de Murcia, como Lobosillo, y que forman su área metropolitana, así como la defensa de la identidad cartagenera y de su entorno.
Es una vertiente de pensamiento que aglutina tanto a ciudadanos de izquierda como de centro y derecha, dentro de la cual pueden distinguirse básicamente dos corrientes, el provincialismo y el regionalismo.
En el ayuntamiento, ha habido algún partido político representante de este movimiento en 7 de las 9 legislaturas de la democracia.
El territorio resultante, tendría una extensión similar a la provincia de Guipúzcoa, una población de 409 586 habitantes, superior a la de 15 provincias españolas y la comunidad autónoma de La Rioja, y su capital, Cartagena, tiene más población que 33 capitales de provincia. Además le corresponderían 4 escaños en el Congreso de los Diputados y 4 en el Senado.
Según la empresa demoscópica Murcia-electoral, el 86 % de los cartageneros son partidarios de una nueva provincia Así mismo, según Electomanía, dentro de una corriente más minoritaria en el cartagenerismo, el 7,5 % serían partidarios de formar una región autónoma separada de la Región de Murcia A nivel regional, un 39,8 % sería partidario de una autonomía biprovincial, frente al 60,15 % que lo rechaza.

## Servicios

### Educación

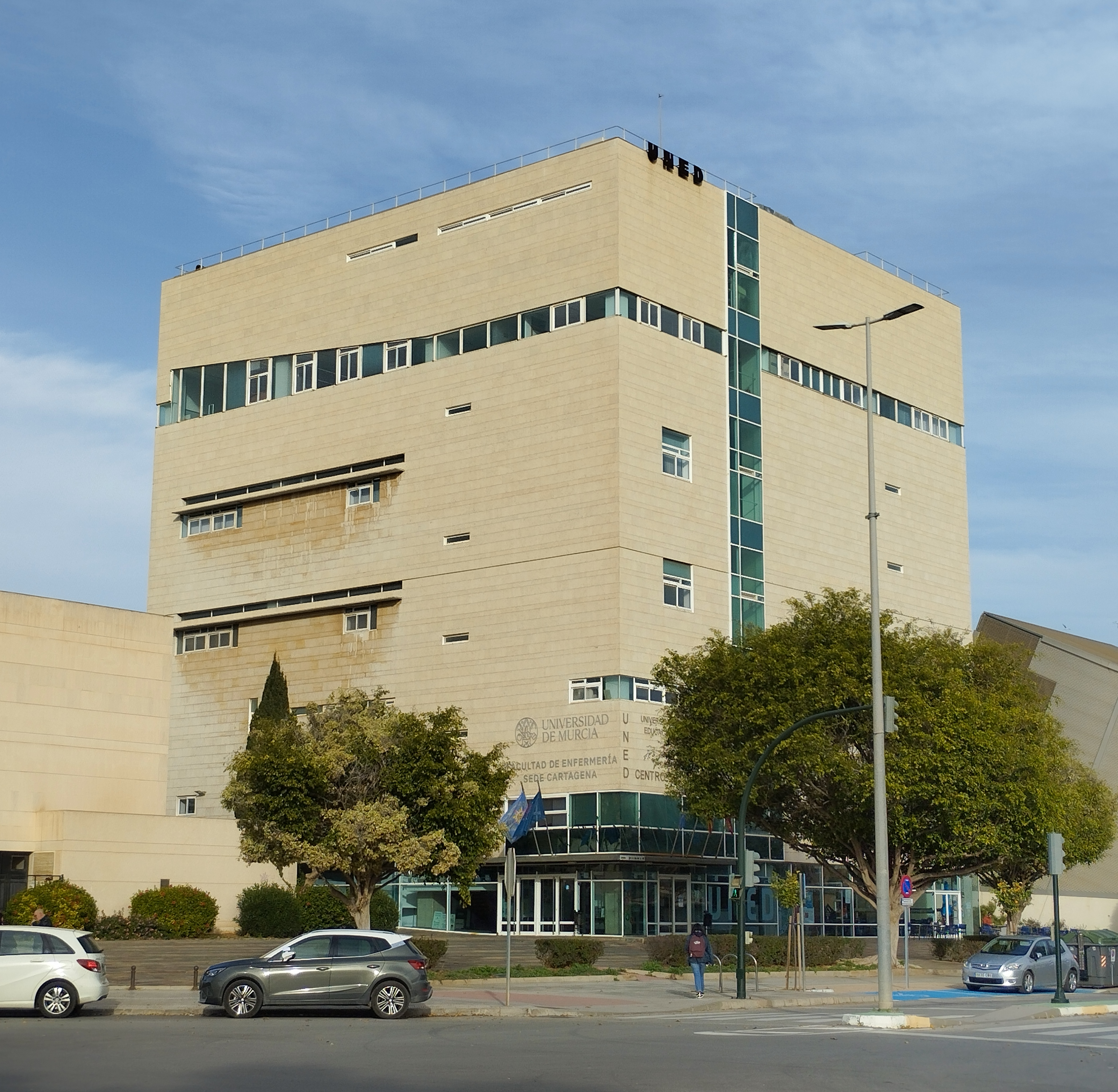
Sede de la Universidad Nacional de Educación a Distancia (UNED)

Actualmente, hay cinco universidades con sede en Cartagena: la Universidad Politécnica de Cartagena, la Universidad Católica San Antonio, la Universidad Nacional de Educación a Distancia, la Universidad Internacional Menéndez Pelayo y la Universidad de Murcia.
Universidad Politécnica de Cartagena

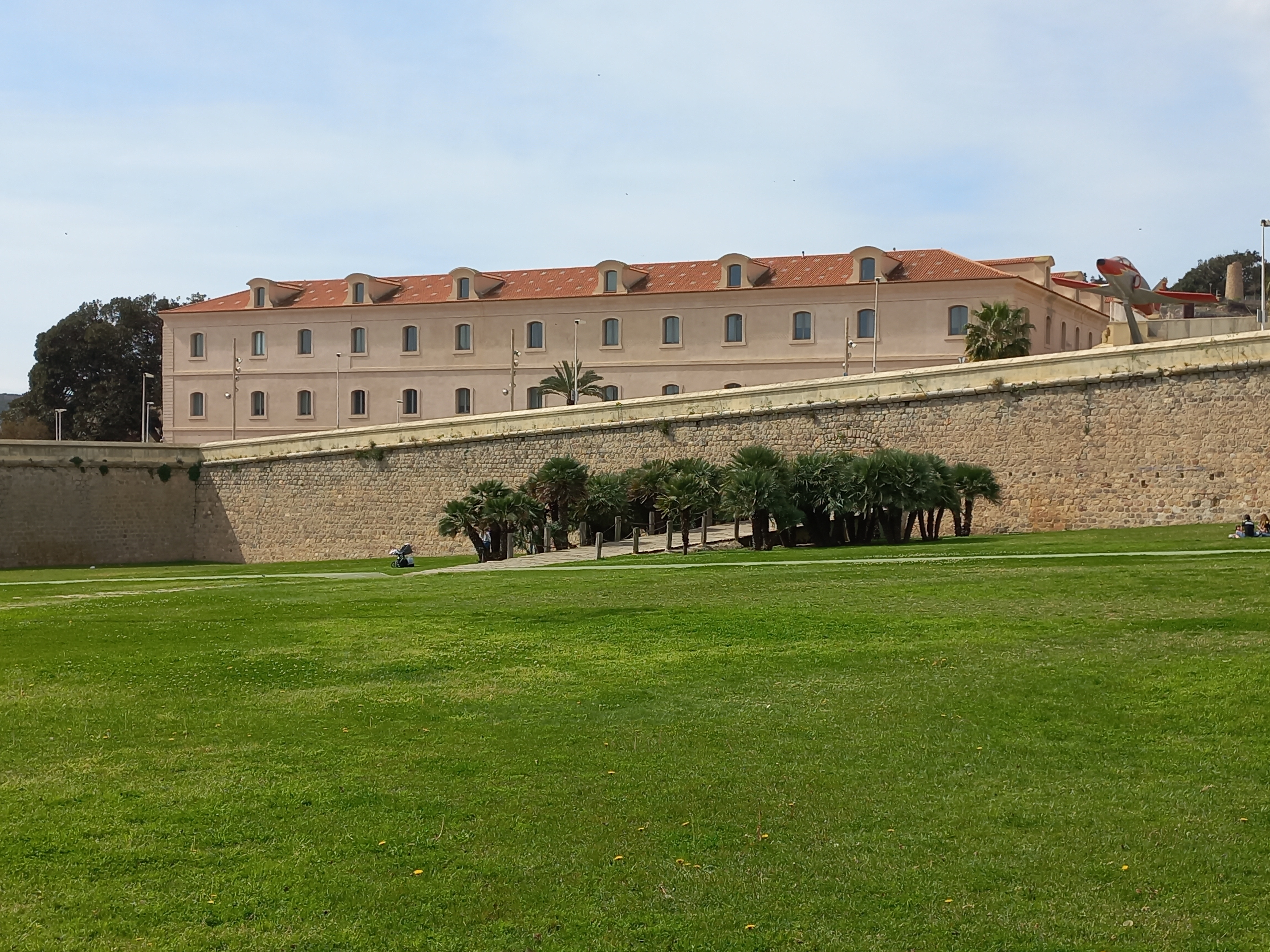
Universidad Politécnica de Cartagena (Escuela Técnica Superior de Ingeniería Industrial)

La Universidad Politécnica de Cartagena (UPCT) es una universidad pública que cuenta con unas escuelas fundamentalmente de índole tecnológica y empresarial. Se creó en 1998, partiendo de la base de los centros y titulaciones impartidas en el Campus de Cartagena que hasta entonces estaban adscritas a la Universidad de Murcia.
La primera Escuela, la más antigua de la Región en funcionamiento, fue la de Minería (actual Escuela Técnica Superior de Ingeniería de Caminos, Canales y Puertos y de Ingeniería de Minas) creada en el año 1883. A ésta le siguieron la de Industria en 1901, la de Empresariales en 1921, la de Ingeniería Técnica Naval en 1977, la de Ingeniería Técnica Agrícola en 1983, Ingeniería de Telecomunicación en 1998 y por último en 2008 se crea la escuela de Arquitectura e Ingeniería de la Edificación.
En el curso 2017/18, la UPCT cuenta con 3 campus, 25 departamentos, 21 edificios universitarios, 15 grados, 20 titulaciones de máster, más de 1000 empleados (650 de personal docente e investigador), unos 7000 estudiantes y numerosas instalaciones de lectura, investigación, deportivas y residenciales.
El primer campus de la UPCT, el de Alfonso XIII, nació como recinto universitario desde el primer momento. Sin embargo, la UPCT ha seguido una política de restauración de edificios en ruina y/o desuso, principalmente militares, situados en el Casco Antiguo de la ciudad. De esta manera ha ayudado a regenerar parte del tejido urbano más degradado de diferentes zonas del centro de Cartagena.
Los distintos campus con los que cuenta son:
- Campus de Alfonso XIII, campus originario en el centro de la ciudad, situado en la avenida del mismo nombre.
- Campus de la Muralla del Mar, compuesto por el Hospital de Marina, el Cuartel de Antigones y otros edificios como el de I+D+I o la Casa del Estudiante.
- Campus del CIM, Cuartel de Instrucción de Marinería. El edificio data del siglo XVIII, y actualmente alberga la Facultad de Ciencias de la Empresa y el Museo Naval.
- Centro de Desarrollo e Innovación Tecnológica, CEDIT en el Parque Tecnológico de Fuente Álamo. Alberga el Cloud Incubator HUB especializado en la creación de startups relacionadas con las nuevas tecnologías.[104]

#### Universidad Católica San Antonio

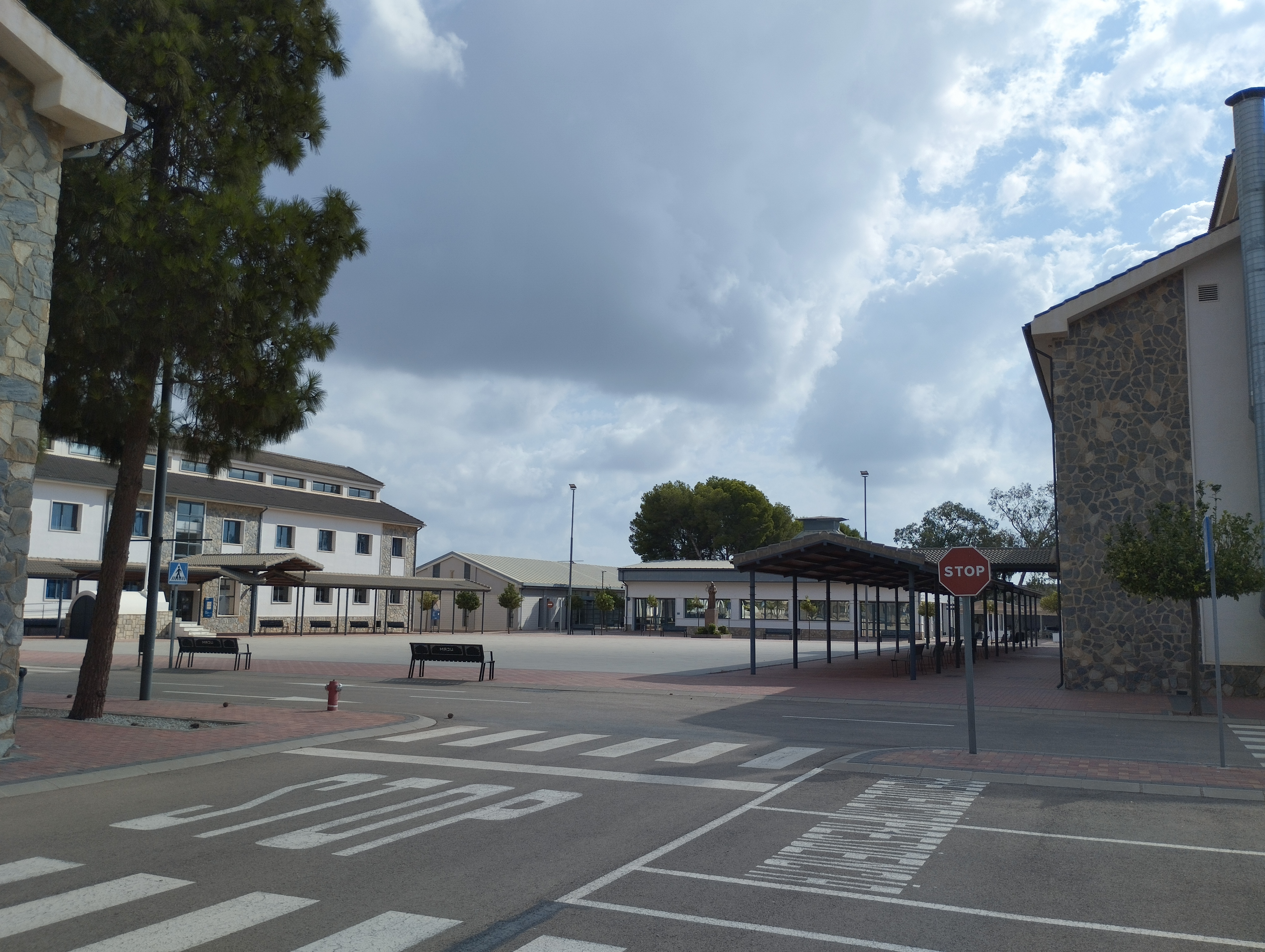
Campus de la UCAM en la Barriada Hispanoamérica

En octubre de 2014 la Universidad Católica San Antonio (UCAM) inauguró su campus en Cartagena, en la Barriada Hispanoamérica, en la zona norte de la ciudad. El Campus se ubica en un antiguo acuartelamiento militar, cuyas obras de rehabilitación comenzaron en 2006.
En el curso 2017/18, el Campus de Cartagena de la UCAM ofrece los grados en Derecho, Enfermería, Educación Infantil, Educación Primaria, Ciencias de la Actividad Física y del Deporte, Turismo, Criminología y Fisioterapia. También ofrece dos másteres y varios títulos de FP superior. Cuenta con unos 1200 estudiantes, 3 aularios y varias instalaciones deportivas. Su intención es implantar en el futuro otros grados, como Medicina. Además, ha anunciado la construcción de una ciudad olímpica, en la parte todavía no rehabilitada del antiguo cuartel, de una escuela náutica superior y de un Centro de Formación Profesional Superior Dual.

#### Universidad Nacional de Educación a Distancia
La sede del Centro Asociado de la Universidad Nacional de Educación a Distancia (UNED) en la Región de Murcia se emplaza en Cartagena (Cl. Ingeniero de la Cierva, s/n). Se estableció en 1982 como centro de referencia para toda la Región de Murcia y actualmente cuenta con extensiones en Yecla, Lorca y el Noroeste. En el curso 2015/2016, el número de alumnos matriculados se acercó a los 4700, con 145 Profesores-Tutores y 27 grados impartidos. También oferta cursos presenciales de idiomas, así como de otras materias.

#### Universidad Internacional Menéndez Pelayo
La Sede Institucional del Centro Permanente de la Universidad Internacional Menéndez Pelayo (UIMP), en Cartagena, se sitúa en el edificio de la Cámara Oficial de Comercio, Industria y Navegación de Cartagena, en el Muelle de Alfonso XII, en un envidiable entorno, en pleno paseo marítimo de la ciudad.
Además de las instalaciones propias de la Cámara, la UIMP cuenta también con las correspondientes al Auditorio y Palacio de Congresos El Batel, el Palacio Molina y el Museo del Teatro Romano, todas ellas cedidas para su uso por el Ayuntamiento de la ciudad.

#### Universidad de Murcia
Permite estudiar en la ciudad los grados en Educación Infantil, Educación Primaria y Relaciones Laborales y Recursos Humanos, a través del Centro Universitario ISEN, centro concertado adscrito a la Universidad de Murcia que cuenta con unos 1200 estudiantes y que ha estrenado campus en el curso 2016/17 en el edificio donde anteriormente se encontraba el Museo Naval.
Asimismo se puede estudiar el Grado en Enfermería en Cartagena en una escuela heredera de la que funcionaba desde 1952 en el hospital Santa María de Rosell y adscrita a la Universidad de Murcia, desde 1996. En 1998, la Ley de creación de la UPCT estipuló su adscripción a la nueva universidad, junto a la escuela de Relaciones Laborales, cosa que a día de hoy no ha sucedido.
También dispone de un Centro de Transferencia Tecnológica (CTT), en el Parque Tecnológico de Fuente Álamo. Alberga una incubadora para empresas de base tecnológica de reciente creación.

### Sanidad

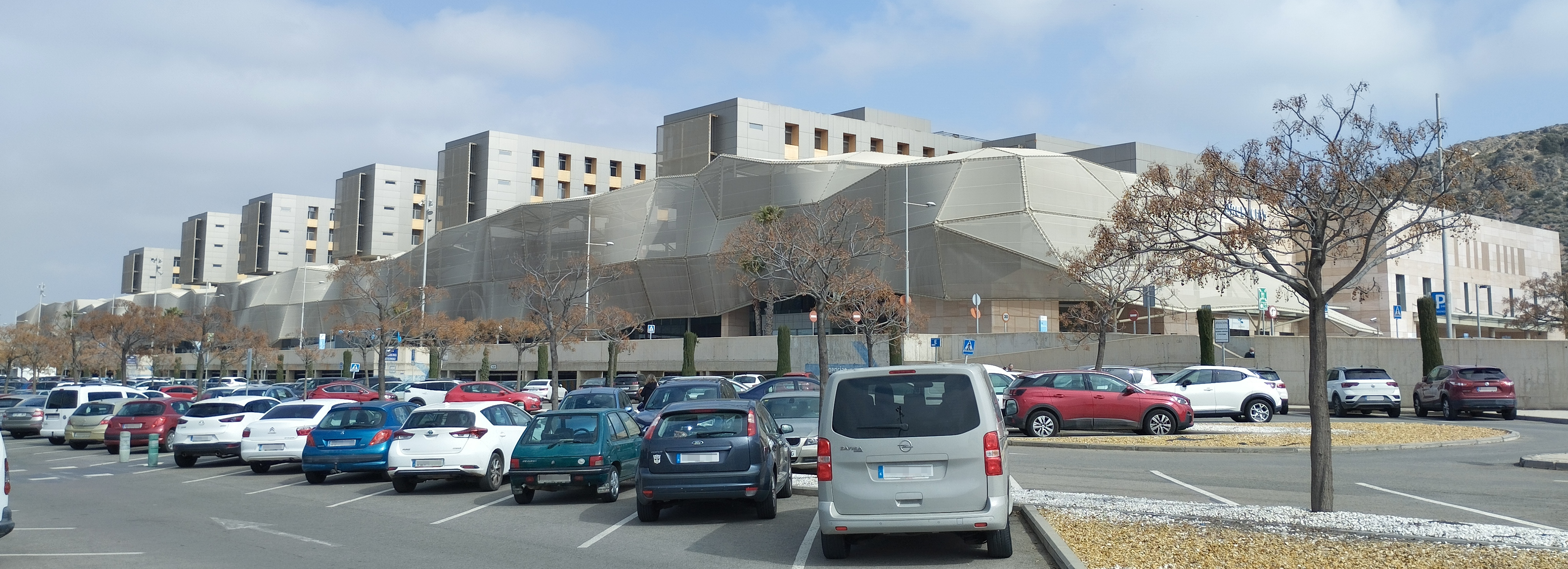
Hospital Santa Lucía

En el ámbito sanitario la ciudad dispone de las siguientes instalaciones:
- Hospital General Universitario Santa María del Rosell
- Hospital General Universitario Santa Lucía
- Hospital Naval del Mediterráneo (Pendiente de venta)
- Hospital de Caridad (Hospital de los Pinos)
- Hospital Nuestra Señora del Perpetuo Socorro (dueño del Hospital Central de Cartagena), hospital privado
- Hospital Virgen de la Caridad, privado

Además cuenta con una red de centros de salud y consultorios.

### Transporte

#### Ferrocarril
En Cartagena existen dos estaciones de ferrocarril, una convencional y otra de ferrocarril de vía estrecha.

##### Red nacional

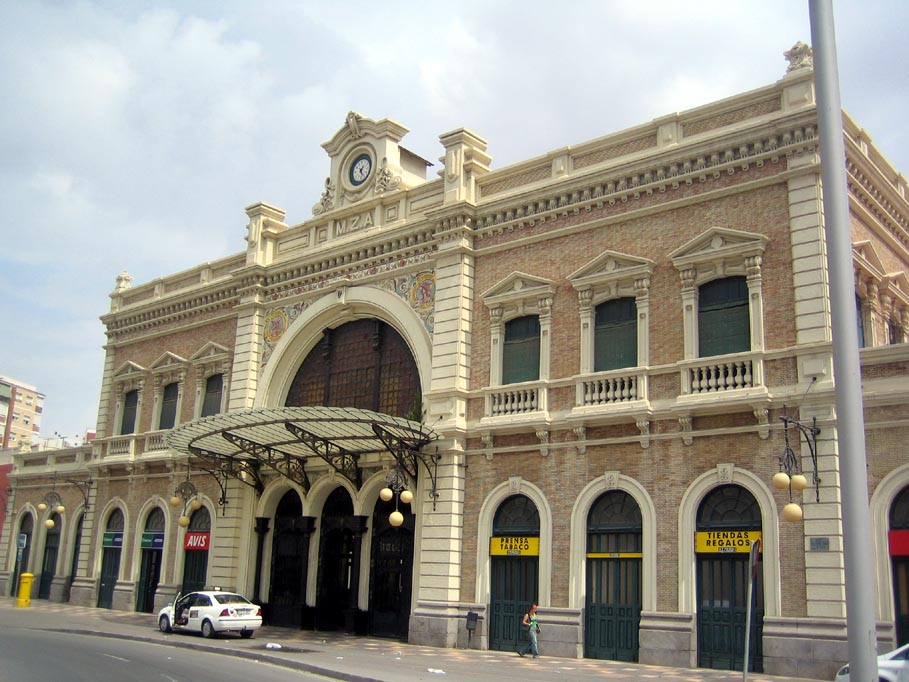
Estación de trenes de Larga y Media Distancia

En su estación mayor, Renfe tiene establecidos en la actualidad servicios Intercity hasta Barcelona. Asimismo existen servicios de Proximidad que comunican la ciudad con Murcia, y de Media Distancia con Valencia y Zaragoza.
Los servicios Alvia a Madrid, se encuentran temporalmente suspendidos debido a las obras de integración ferroviaria en la estación de Murcia del Carmen.
El proyecto de alta velocidad que comunicaría Madrid con Levante tiene proyectada la llegada de un tren AVE a Cartagena a través de Murcia cuyas obras, en su trayecto con Murcia aún no han comenzado.

##### Ferrocarril métrico

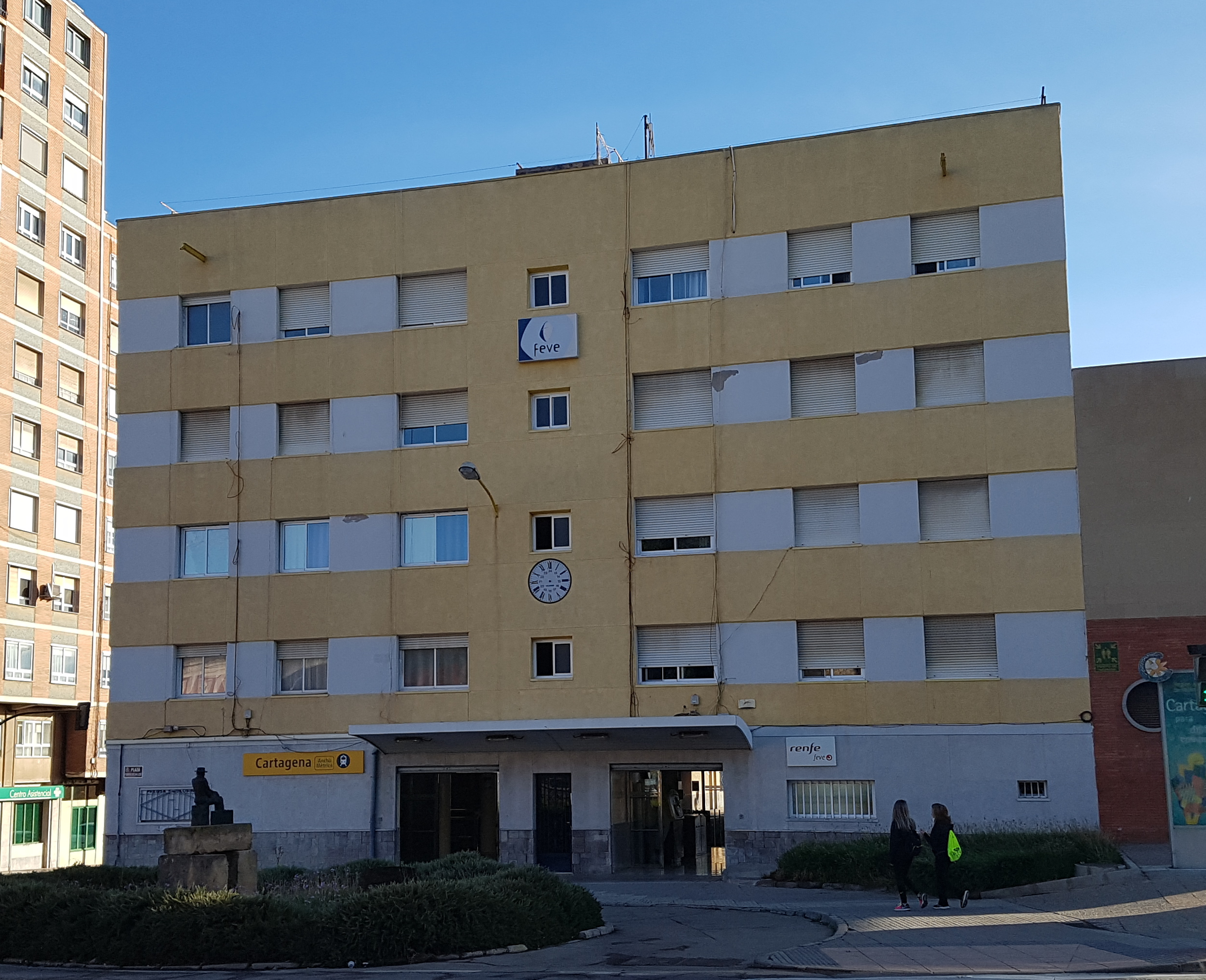
Estación de Cartagena AM

La línea C-4f, operada por las Cercanías Murcia/Alicante, une Cartagena misma con Los Nietos.
Se ha planteado el alargamiento de la línea gestionada por Renfe Cercanías AM, hasta San Pedro del Pinatar por un lado y Cabo de Palos por otro.

#### Autobús

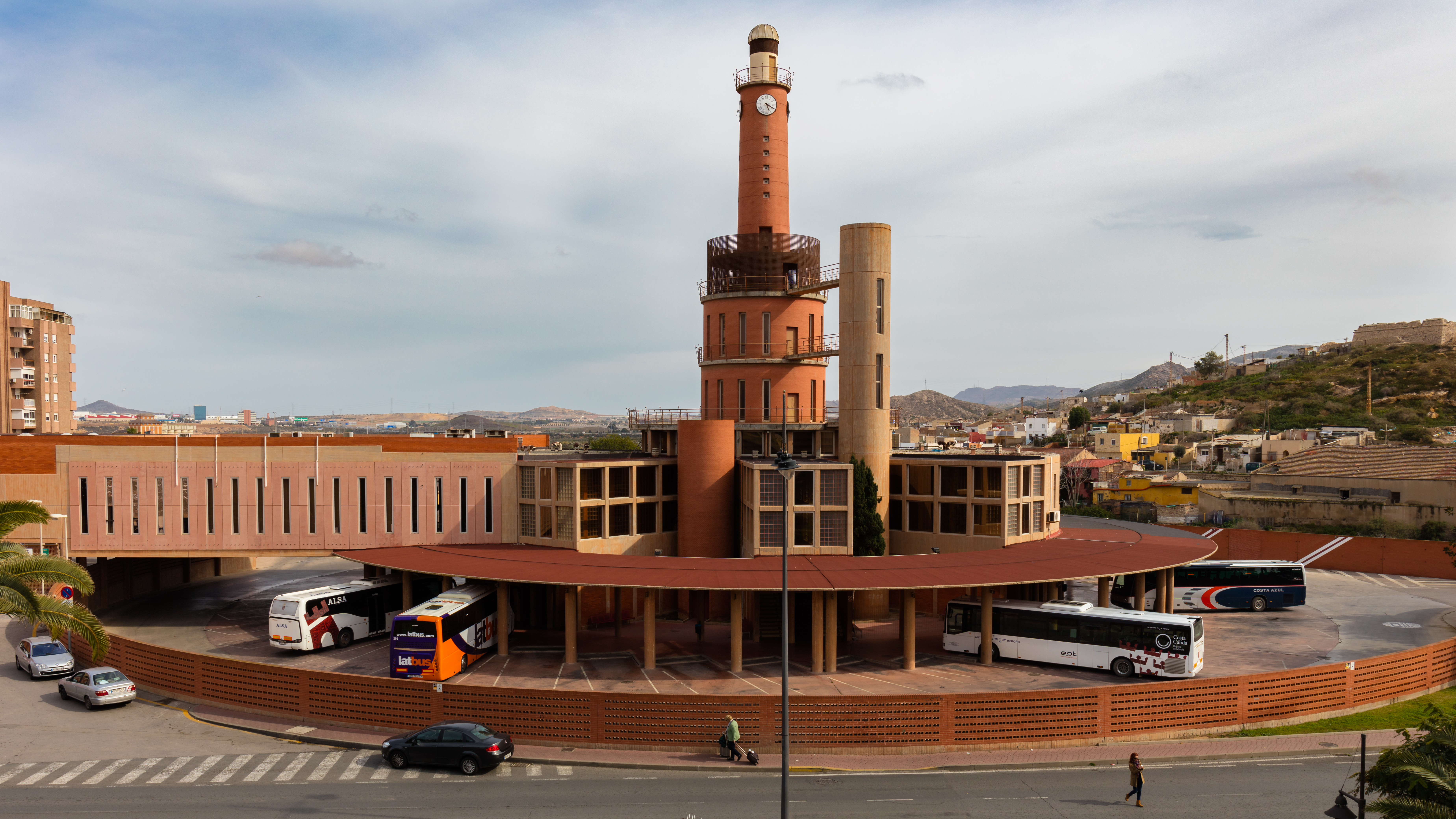
Estación de autobuses

##### Transporte urbano

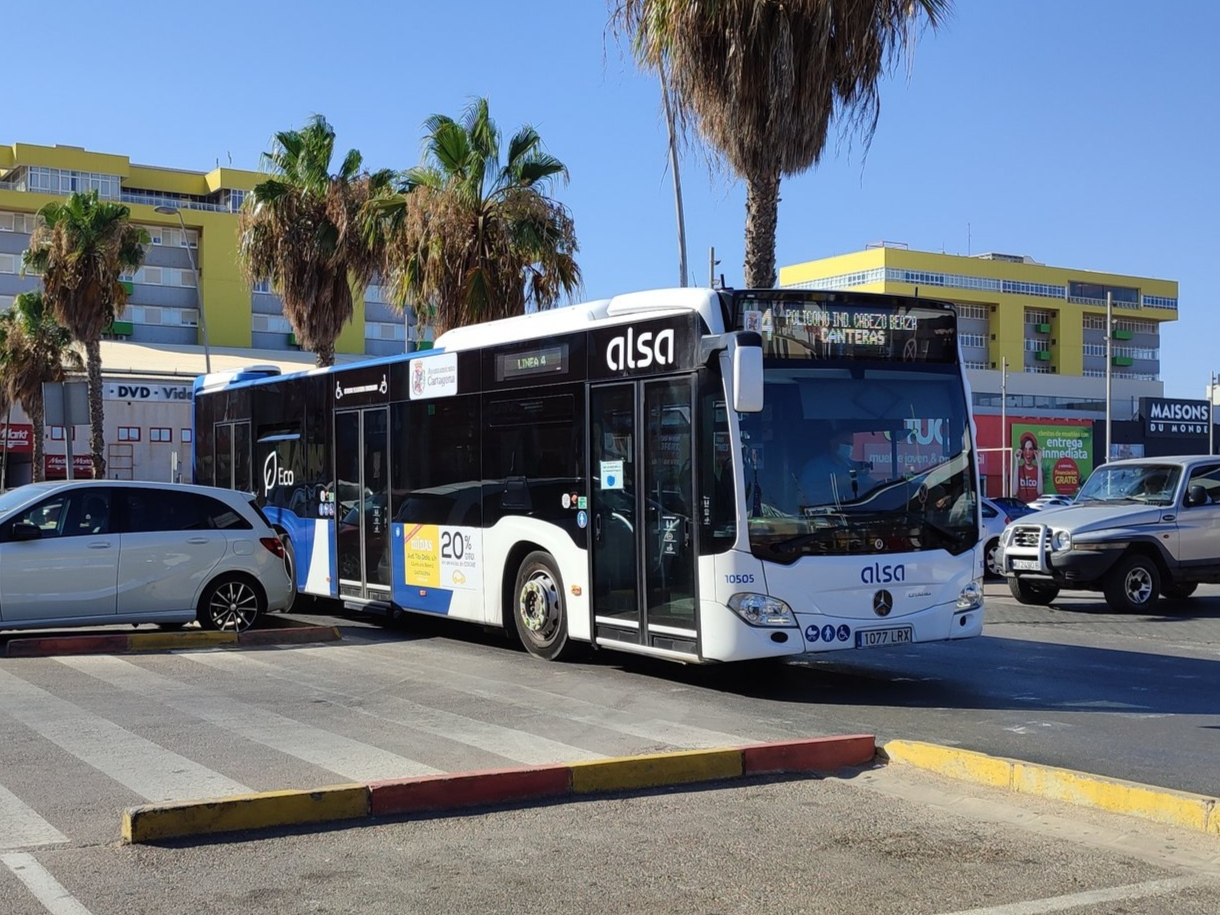
Un autobús urbano junto al Espacio Mediterráneo

Cartagena cuenta con una empresa de autobuses públicos denominada Transportes Urbanos de Cartagena (TUCARSA), gestionada y administrada, mediante concesión pública, por la mercantil ALSA, que a su vez explota determinadas líneas regulares interurbanas.

##### Transporte interurbano

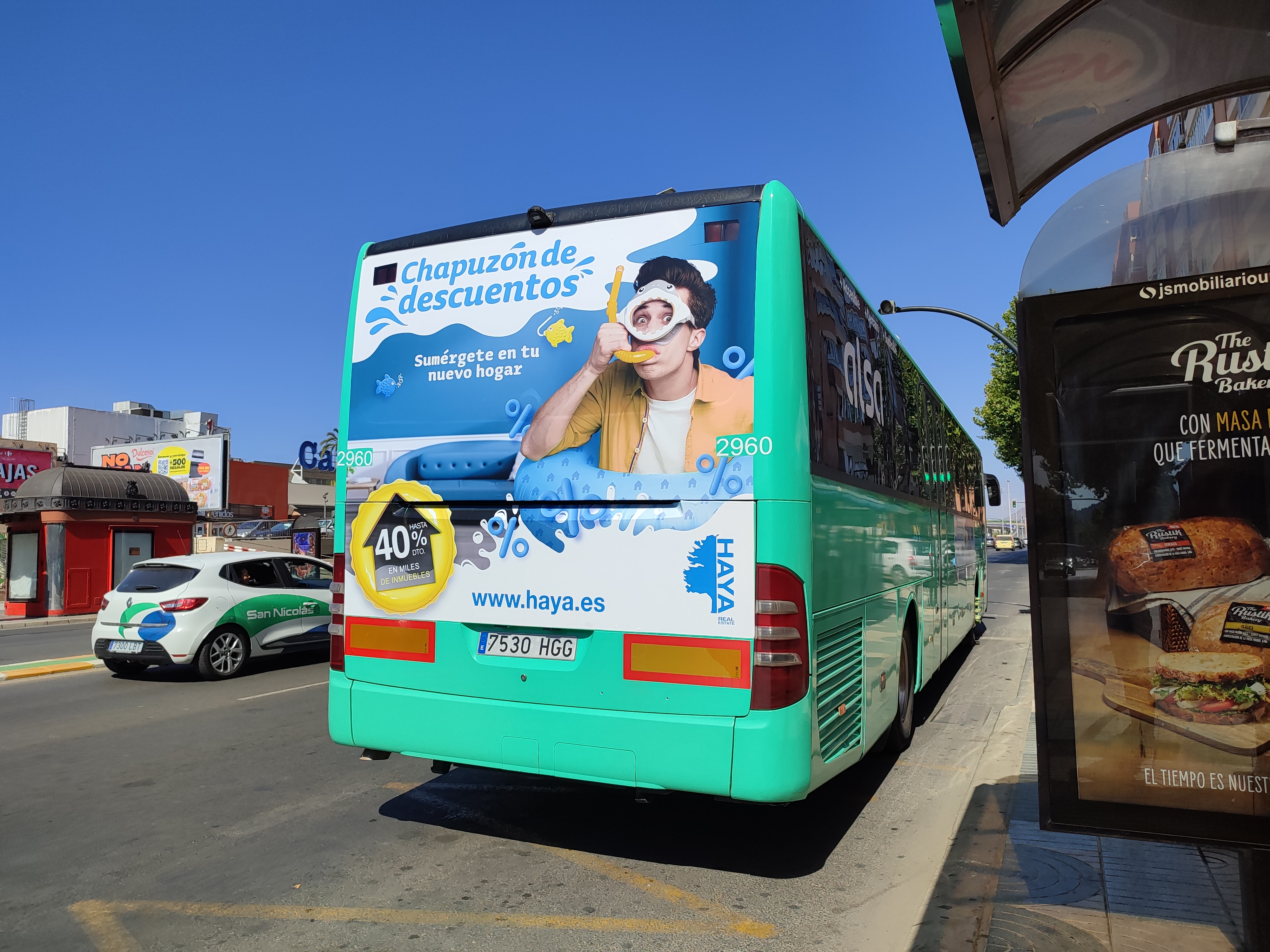
Un autobús interurbano de Movibus frente al Hospital Rosell

En Cartagena, se prestan servicios de autobús interurbano a través de las siguientes concesiones:
- RMU-004: Metropolitana de Cartagena-Mar Menor (TUCARSA)
- MUR-005: Cartagena-Puerto Lumbreras (TUCARSA)
- MUR-083: Cartagena-Murcia (Interbus)

La concesión RMU-004 se enmarca dentro del sistema de líneas interurbanas Movibus, creado por la Consejería de Fomento e Infraestructuras el 3 de diciembre de 2021, como parte de la renovación de la red de líneas regionales. Se espera la implantación del resto de nuevas concesiones a finales de 2025.

##### Trayectos nacionales
Desde la estación de autobuses de la ciudad existe comunicación por línea regular con los principales núcleos urbanos del resto de la región y de España, así como con algunas ciudades extranjeras.

#### Carretera

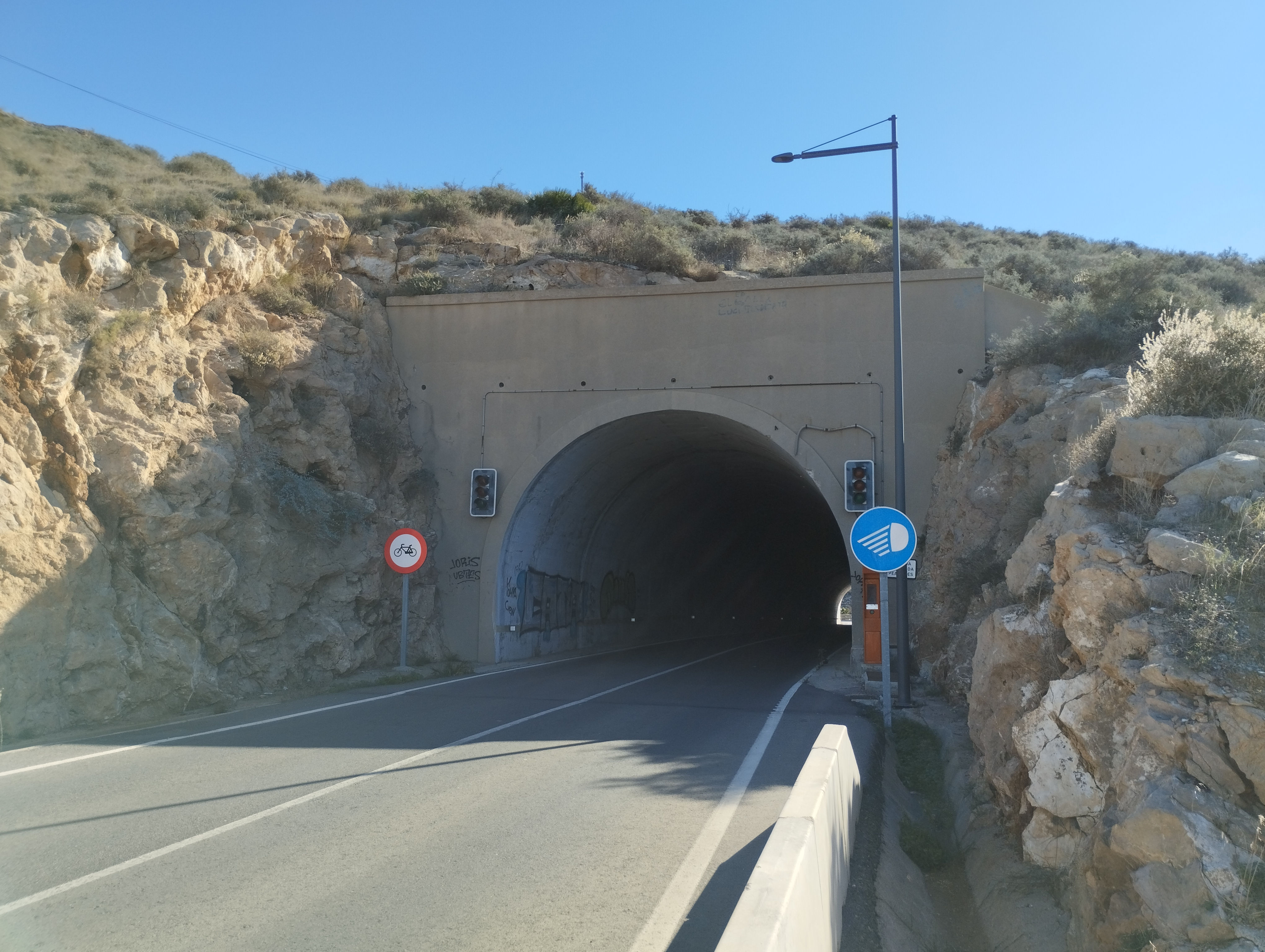
Túnel de Escombreras

Las siguientes autovías y autopistas tienen parte de su trazado en el municipio:
- Autovía de Murcia (A-30) (antigua carretera nacional N-301): discurre entre Cartagena, Murcia y Albacete en dirección a Madrid y enlaza con la autovía del Mediterráneo (A-7/E-15) en Murcia.
- Autopista del Mediterráneo (AP-7): discurre entre Crevillente-Cartagena-Vera.
- CT-31. Autovía urbana. Acceso oeste desde la autovía del Mediterráneo (A-7/E-15).
- CT-32. Autovía urbana. Acceso este desde Los Beatos, AP-7 E-15 y RM-12.
- CT-33. Autovía urbana. Acceso a la Dársena de Cartagena, desde A-30.
- CT-34. Autovía urbana. Acceso a la Dársena de Escombreras, desde A-30 y CT-32.

Red de carreteras de la Región de Murcia
Red de primer nivel:
- RM-12.Carretera desdoblada autonómica a La Manga del Mar Menor. Enlaza con la autovía del Mediterráneo (A-7/E-15) y con la CT-32.
- RM-36. Carretera desdoblada autonómica. Ronda Transversal de Cartagena. Enlace con RM-332 y RM-F36.
- RM-332. Carretera autonómica. Águilas RM-11 a Cartagena RM-36.
- RM-602. Carretera atonómica. Miranda A-30 a Los Cánovas. Enlace con RM-2.

Red de segundo nivel:
- RM-605. La Aljorra RM-602 a Los Dolores. Enlace con RM-E18 y RM-E16.
- RM-311. El Albujon RM-E33 a Los Beatos AP-7 E-15, RM-12 y CT-32. Enlace con A-30, RM-F36 y RM-F35.
- RM-E17. Tallante RM-332 a Camposol RM-3 RM-E27.
- RM-F35. Cartagena a San Javier. Enlace con RM-311 y RM-F30.
- RM-F36. Cartagena RM-36 a Torre Pacheco RM-F30. Enlace con RM-311.

#### Aeropuerto
Cartagena se encuentra situada a 28 kilómetros del Aeropuerto Internacional de la Región de Murcia, emplazado en la comarca del Campo de Cartagena, y conocido popularmente como Aeropuerto de Corvera, por su cercanía a esta localidad. Pertenece al municipio de Murcia, siendo el aeropuerto que da servicio a la Región de Murcia desde enero de 2019. Es el único que opera vuelos civiles tras quedar el Aeropuerto de Murcia-San Javier para uso exclusivamente militar. El aeródromo posee numerosas rutas internacionales con diversos países de Europa a través de vuelos regulares ya sean estacionales o anuales, además de vuelos chárter, y una ruta nacional. Es el principal competidor del Aeropuerto de Alicante-Elche situado a 117,9 km de Cartagena.
Al aeropuerto se accede desde la ciudad principalmente por la autovía A-30 dirección Murcia, tomando la salida 164 dirección aeropuerto.

#### Puertos

Bandera de la provincia marítima de Cartagena

Es capitanía de la provincia marítima de Cartagena y está gestionado por la Autoridad Portuaria de Cartagena (Organismo Público Puertos del Estado, Ministerio de Fomento de España).

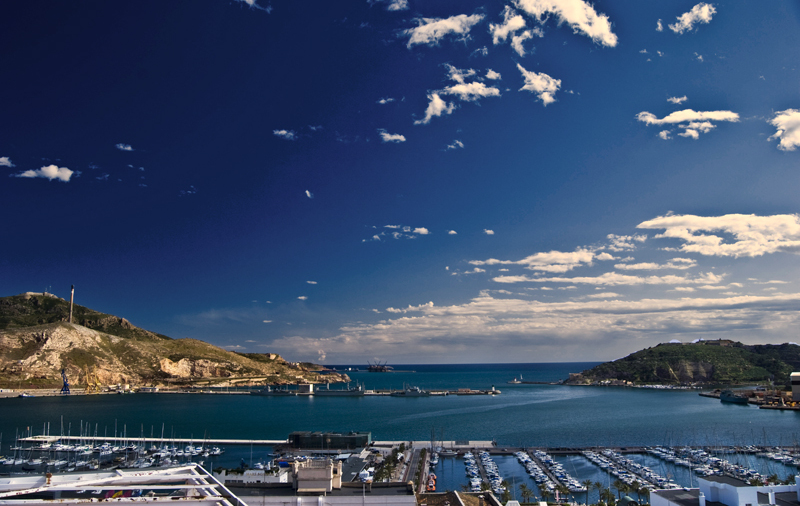
Puerto

El puerto de Cartagena posee dos dársenas independientes y separadas entre sí una distancia de 5 km por carretera y 1.5 millas por mar. Las dársenas son la de Cartagena y la de Escombreras. Actualmente desde el Gobierno de Cartagena, están estudiando aumentar de manera significativa este puerto, debido a la gran demanda que este está registrando, así como el hecho de que recientemente es desembarque de cruceros.
El 60 % de la exportación y el 80 % de las importaciones de la Región de Murcia se realizan a través del puerto de Cartagena.
Cartagena se sitúa en 4.ª posición de los puertos españoles por movimiento de mercancías, tras los puertos de Algeciras, Valencia y Barcelona.

## Patrimonio

### Monumentos
Gracias a su posición estratégica en el Mediterráneo levantino, Cartagena ha sido habitada desde tiempos muy remotos por diversas civilizaciones que han dejado marca en su rico patrimonio cultural a lo largo de su historia.

#### Ruta arqueológica

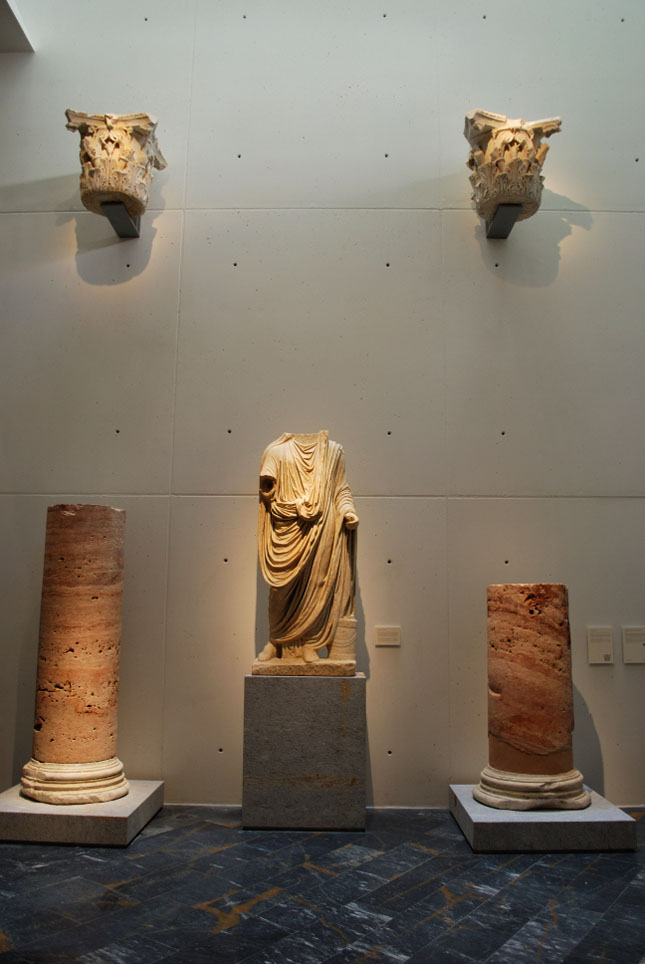
Museo del Teatro Romano

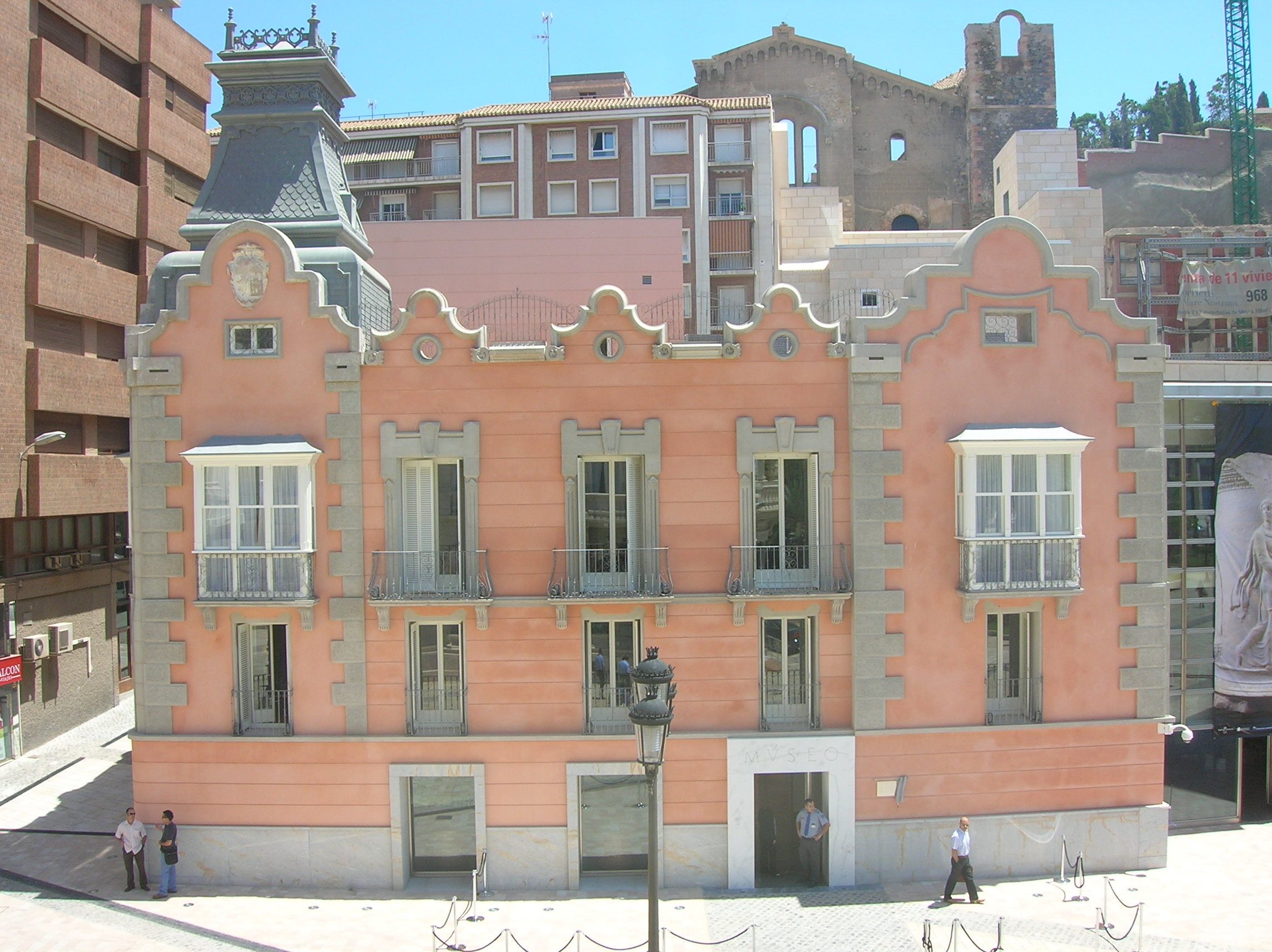
Palacio Pascual de Riquelme

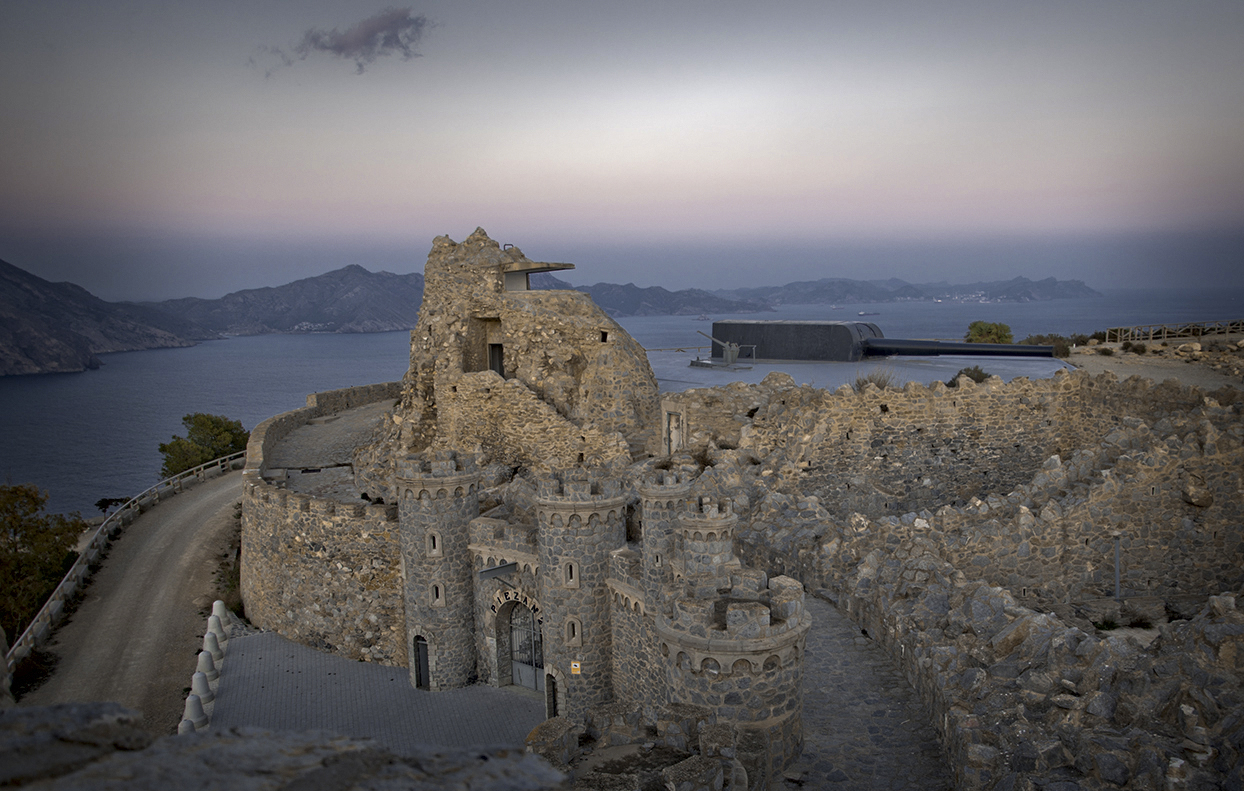
Batería de Castillitos, cabo Tiñoso

Algunas de las construcciones realizadas por distintas civilizaciones en este municipio son:
- 'Teatro romano'. Su construcción se inició a finales del siglo I a. C. Es el monumento y espacio museístico más visitado de la Región de Murcia. Sobre el teatro se yerguen las ruinas de la Catedral de Santa María la Vieja, destruida durante la guerra civil española. Data de finales del siglo XIII. En julio de 2008 se inauguró el Museo del Teatro Romano, obra del arquitecto Rafael Moneo, en la que se muestran diversos detalles del teatro, su excavación y recuperación.
- 'Augusteum'. Sede del colegio de sacerdotes del emperador Augusto en la ciudad.
- 'Barrio y Museo del Foro Romano': Conjunto de edificios romanos descubiertos en 1968. Es visitable un tramo de calzada, el decumano máximo de la ciudad, parte de unas termas bajoimperiales, un edificio colegial, un santuario dedicado a la diosa Isis y la curia, sede del senado local. En primavera de 2021 se ha inaugurado el nuevo museo del foro romano de Cartago Nova.
- 'Muralla púnica', construida en 227 a. C., con la fundación de la ciudad, uno de los escasos restos del pasado cartaginés de la ciudad, y única muralla púnica en territorio europeo.
- Casa de la Fortuna. Vivienda romana del siglo I a. C. que conserva mosaicos y pintura mural.
- 'Muralla bizantina'. Conservada en un sótano cerca del teatro, e interpretada erróneamente como una muralla del s. VI, ha sido identificada recientemente como parte del cierre del pórtico del teatro romano, sobre una edificación previa.
- Castillo de la Concepción (Centro de Interpretación de la Historia de Cartagena), conocido como el «Castillo de los Patos», fue construido en el siglo XIII. Alrededor de este se extiende el Parque Torres, creado a comienzos del siglo XX tras el derribo de las viviendas que se situaban en el cerro de la Concepción.
- 'Anfiteatro romano' se encuentra en proceso de excavación arqueológica.
- 'Catedral de Santa María la Vieja' o de Nuestra Señora de la Asunción. Del siglo XIII, reformada por Víctor Beltrí en el siglo XIX y parcialmente destruida durante la Guerra Civil.
- Castillos y fortalezas: Atalaya, Concepción, Despeñaperros, Galeras, Moros y San Julián, entre otros.
- Baterías militares de costa: Fuerte de Navidad, Santa Ana, Trincabotijas Alta y Baja, Castillitos, Roldán, La Parajola (desde donde se hundió el buque Castillo de Olite), entre otras.

En las afueras de la ciudad son visitables la Torre Ciega, un monumento sepulcral romano, la villa romana del Paturro en Portmán, y las canteras romanas. En la diputación de El Beal se encuentra el monasterio de San Ginés de la Jara, levantado por la Orden Franciscana en el siglo XVI. Con su desamortización en el siglo XIX comenzó un proceso de deterioro y actualmente, a pesar de ser declarado Bien de Interés Cultural, se encuentra en un lamentable estado de conservación y ha sido incluido en la Lista roja de patrimonio en peligro.

#### Ruta barroca y neoclásica
El Campus Muralla del Mar, antiguo 'Hospital de Marina', fue uno de los primeros trabajos llevados a cabo tras la transformación de la ciudad en la principal base naval española en el Mediterráneo, es hoy sede de la Universidad Politécnica de Cartagena. En las cercanías está el Pabellón de Autopsias donde solían impartirse las clases de anatomía.
Otras construcciones barrocas o neoclásicas de origen militar son la 'muralla de Carlos III', la 'Escuela de Guardiamarinas', Capitanía (1740 y posteriormente reformado), el 'Arsenal' y en especial su puerta, que es lo único que puede ver todo el público, y el 'Parque de Artillería', sede del Museo Histórico Militar.
La 'Basílica de la Caridad', construida en el siglo XIX, es una de las más importantes de la ciudad en tanto que es el templo dedicado a la Patrona de la ciudad, la Virgen de la Caridad. Su interior, de planta circular, está dominado por una gran cúpula, y alberga una buena muestra de pinturas y esculturas del Barroco español e italiano, así como pinturas de Manuel Ussel de Guimbarda. Existen así mismo, iglesias barrocas y neoclásicas que son las del Carmen, Santo Domingo y Santa María de Gracia.
También es de destacar el Faro de Cabo de Palos.

#### Ruta modernista y ecléctica

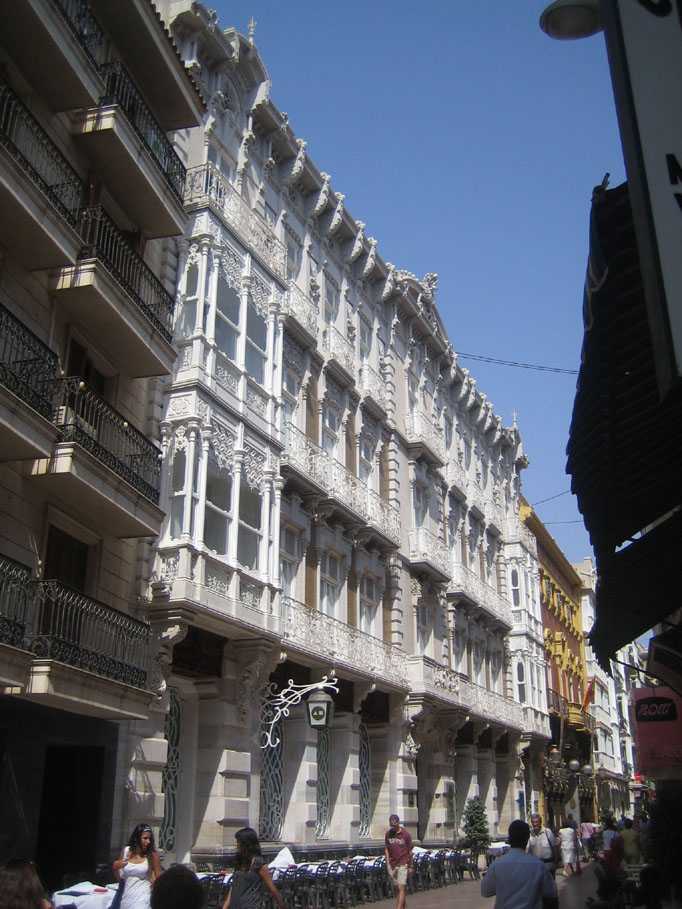
Casa Cervantes en la calle Mayor

La gran cantidad de edificios modernistas que fueron construidos en la ciudad, la sitúan entre las principales de España en este tipo de arte. Estos edificios modernistas datan de finales del siglo XIX y comienzos del siglo XX, cuando la burguesía se instaló en la ciudad debido al crecimiento de la industria minera local. Destacan muy especialmente los construidos por el arquitecto modernista Víctor Beltrí, entre los que se pueden señalar:
- Gran Hotel
- Palacio de Aguirre
- Casa Maestre
- Casa Llagostera
- Palacio Consistorial
- Casino
- Casa Cervantes

Otras obras también sobresalientes del modernismo en la ciudad son la Casa Clares, el Palacio Pedreño, la Casa Dorda o la Casa Zapata, y la estación de ferrocarril de Cartagena, que contiene sobresalientes puertas de hierro y columnas en la fachada, y dentro puede contemplarse todavía la taquilla de billetes, marcos de las puertas, lámparas y techumbre originales.

#### Ruta contemporánea

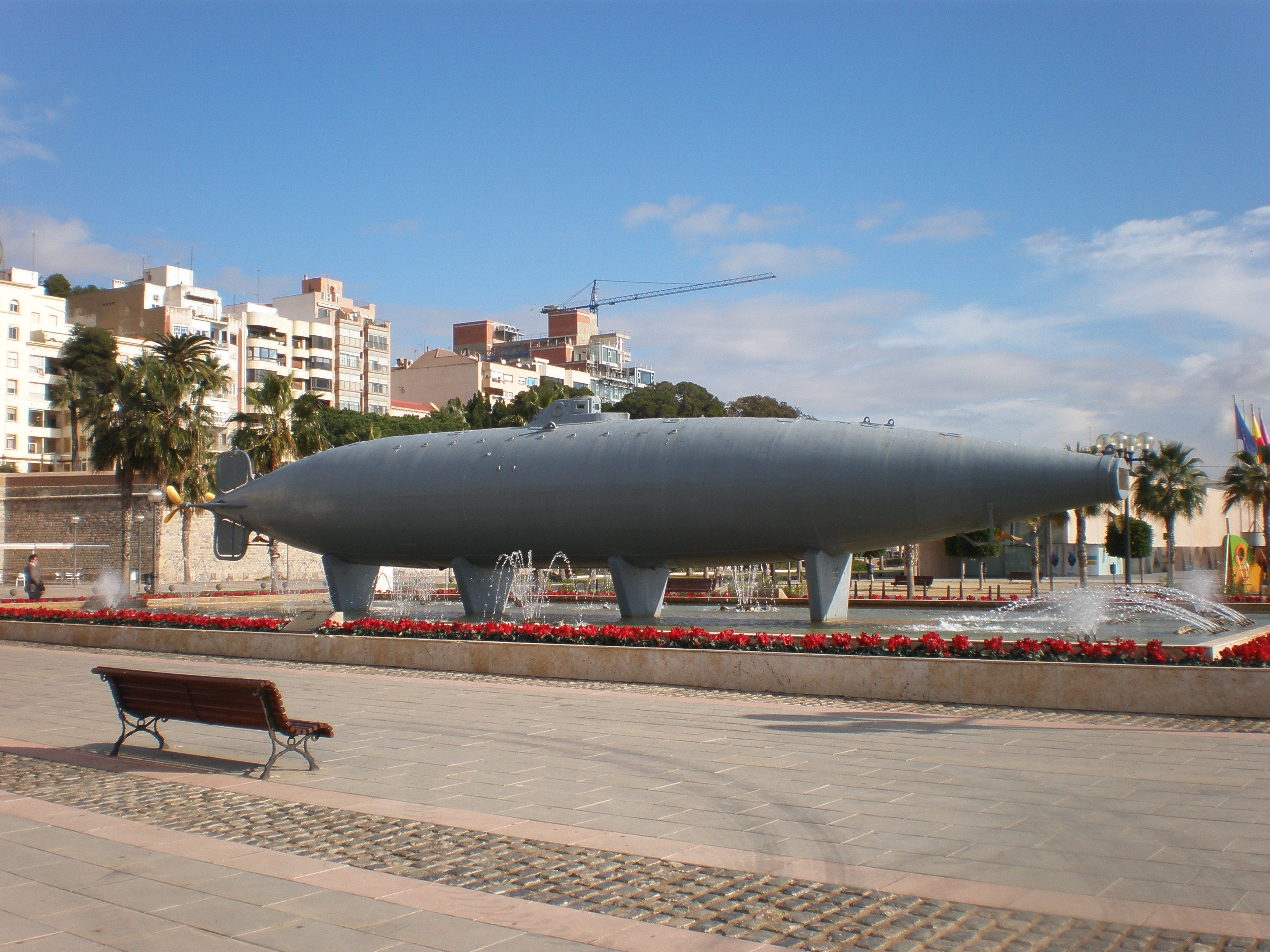
Submarino Peral de Isaac Peral, construido en 1888, en antiguo emplazamiento

Estos son algunas construcciones realizadas en los siglos XIX y XX con relevancia cultural:
- El 'auditorio y palacio de congresos El Batel', obra de José Selgas y Lucía Cano. Una infraestructura cultural situada en el cantil del puerto y premiada en la XII Bienal Española de Arquitectura y Urbanismo en la categoría de Símbolos Cívicos.[126]
- El 'Refugio-Museo de la Guerra Civil'. Se trata de un refugio antiaéreo con capacidad de cobijo para más de 5000 personas, recuperado como centro de interpretación sobre la guerra civil española.
- El 'Submarino Peral', primer submarino autopropulsado. Se expone en el antiguo taller de calderería del Arsenal de Cartagena, una sala dependiente del Museo Naval de Cartagena.[127]
- El 'Monumento a los Héroes de Cavite y Santiago de Cuba' (1923) se erigió en honor a los marinos españoles fallecidos en 1898 durante las guerras de Cuba y Filipinas.
- El Ascensor panorámico, que permite acceder al Parque Torres y al Refugio-Museo de la Guerra Civil.
- La sede de la 'Asamblea Regional de Murcia'.

## Cultura

### El habla
El dialecto local es afín a las modalidades del murciano, con algunos catalanismosy vestigios aragoneses del Reino de Murcia, como atestiguan los topónimos Calblanque (Cap Blanc), Calnegre (Cap Negre), Carmolí (Cap del Molí), El Gorguel, entre otros.

### Museos

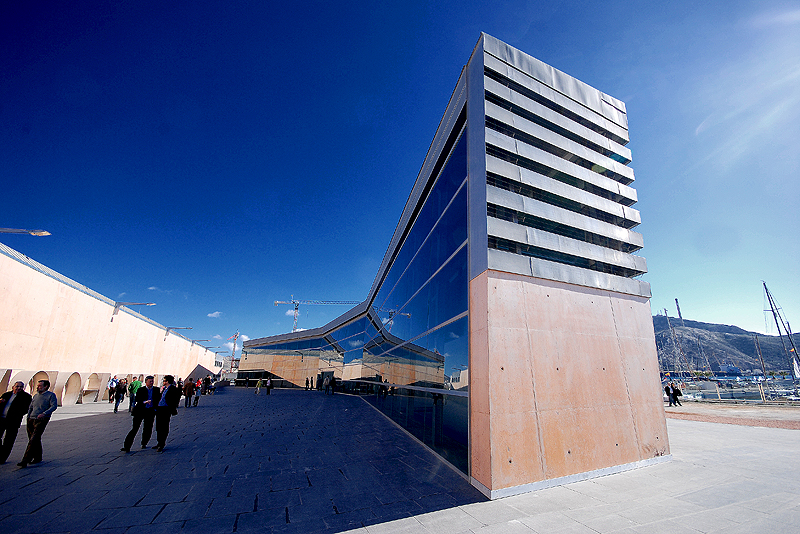
Sede del Museo Nacional de Arqueología Subacuática (ARQUA)

La oferta museística de Cartagena es diversa, aunque entre ellos predominan los que reflejan diversos aspectos de la historia de la ciudad. Los principales museos de Cartagena son:
- Museo Arqueológico Municipal Enrique Escudero de Castro, ubicado en el ensanche de la ciudad y se levanta sobre una necrópolis tardorromana.
- Museo Nacional de Arqueología Subacuática (ARQUA), situado en el muelle de Alfonso XII se produjo la inauguración de la nueva sede en noviembre de 2008. Dedicado a la conservación e investigación del patrimonio subacuático español.
- Museo Regional de Arte Moderno (MURAM), con sede en el Palacio de Aguirre e inaugurado en 2009.
- Museo Naval, dedica sus instalaciones a conservar y mostrar los eventos más destacables de la Armada Española en el mar Mediterráneo. Tiene su sede en el edificio del CIM, sede también de la Facultad de Ciencias de la Empresa de la UPCT.
- Museo de Artillería de Cartagena, comparte con el Archivo Municipal el espacio del antiguo Parque de Artillería.
- Museo Carmen Conde - Antonio Oliver, situado en el Centro Cultural de la ciudad, en su interior, además de la obra de este matrimonio de escritores, se encuentran numerosos objetos de su colección particular.
- Museo Etnográfico del Campo de Cartagena, se encuentra en la diputación de Los Puertos de Santa Bárbara.
- Palacio de Molina, sede de una sala municipal de exposiciones y taller de restauración municipal.

Asimismo, cada año se celebra la actividad cultural de la Noche de los Museos, en la que permanecen abiertos al público hasta tarde con el objetivo de aproximarse a un nuevo público.

### Arte
Existen leyendas de algunos autores de la Antigüedad (como Silio Itálico, Justino, Estrabón o Trogo Pompeyo), que sostienen que Teucro fue el fundador de la actual ciudad de Cartagena sobre el 1184 a. C. (tras ser desterrado por su padre). Según otros autores, puede que Teucro arribara a las actuales costas cartageneras, pero que la ciudad ya estuviese fundada con anterioridad por decisión del legendario rey Testa (sobre el 1412 a. C.) con el nombre de Contesta.

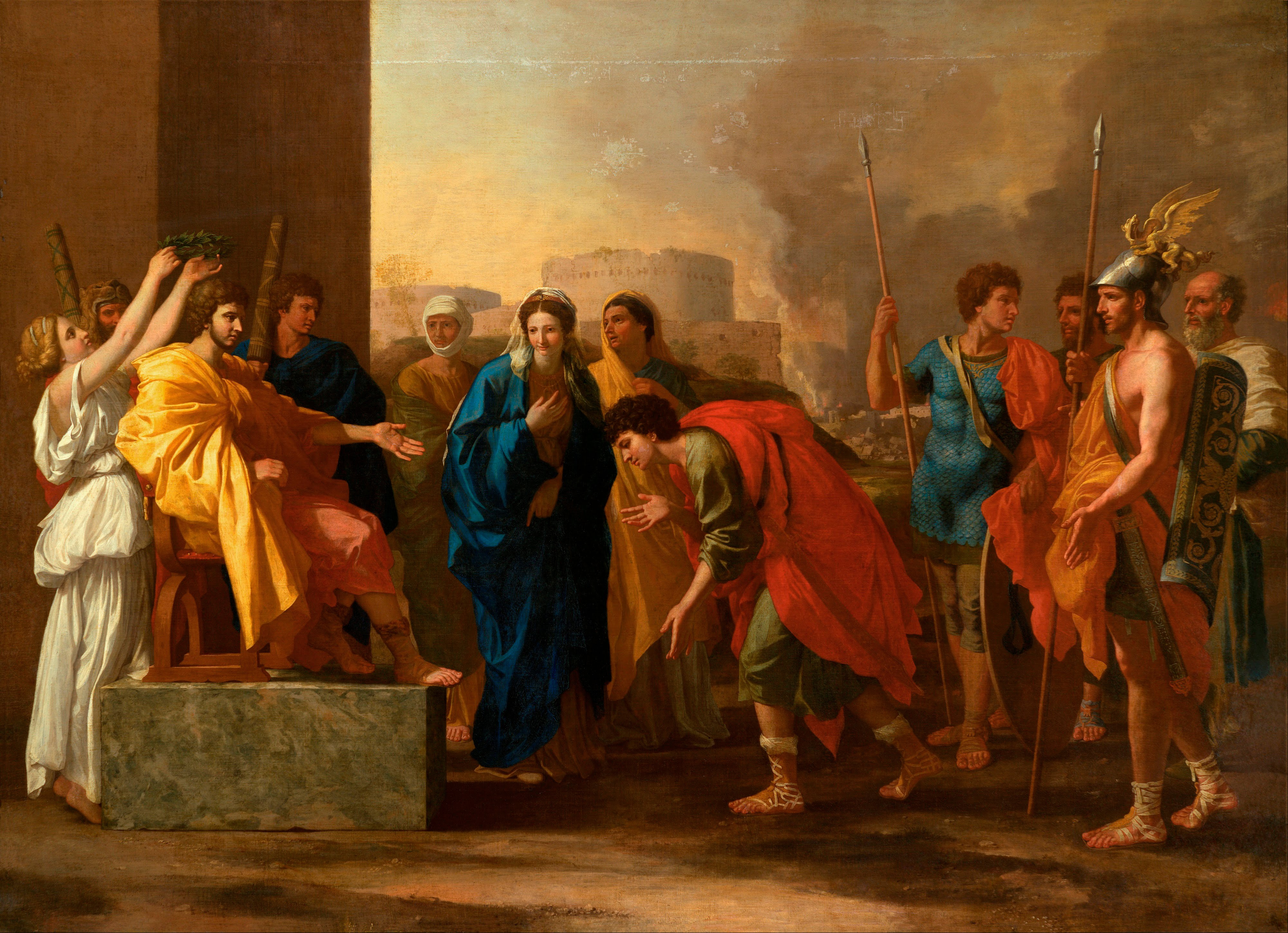
La clemencia de Escipión, cuadro del pintor francés Nicolas Poussin. Museo Pushkin (Moscú)

La clemencia de Escipión es el relato legendario y mitológico de la toma de la ciudad de Carthago Nova por el general romano Escipión el Africano, narrado por los historiadores Polibio y Tito Livio, y que se convirtió en uno de los temas preferidos de la poesía, la literatura, la escultura y la ópera de tema histórico del Renacimiento y el Barroco. Así mismo, puede encontrarse este motivo en multitud de representaciones pictóricas.

#### Literatura
Miguel de Cervantes, en su obra Viaje del Parnaso (1614), realizó una breve descripción de la ciudad de Cartagena que se haría popular con los años, tras ser colocados estos versos en lugar preferente en el puerto de la ciudad.

Con esto, poco a poco llegué al puerto,
al que los de Cartago dieron nombre,
cerrado a todos vientos y encubierto,
a cuyo claro y singular renombre
se postran cuantos puertos el mar baña,
descubre el sol y ha navegado el hombre.
Miguel de Cervantes. Viaje del Parnaso, 1614

Otros libros han tenido como escenario principal la ciudad de Cartagena. Quizá los más conocidos sean: Míster Witt en el cantón de Ramón J. Sender, en el que se reflejan los hechos acaecidos durante la revolución cantonal de 1873, La carta esférica del académico cartagenero Arturo Pérez-Reverte, De Cartago a Sagunto de Benito Pérez Galdós, Misión Olvido de María Dueñas, Africanus: el hijo del cónsul de Santiago Posteguillo, La Primera Catedral de Mariano Ruiz Guasch y Ciudad Humana de Carlos J. Lluch.

#### Cine
En el año 2012, se estrenó la película La chispa de la vida, del afamado director Álex de la Iglesia. Se rodó en la ciudad y tuvo como escenario principal el Teatro romano, y en ella participaron actores de éxito como Salma Hayek, José Mota, Fernando Tejero, Blanca Portillo y Santiago Segura, entre otros.
Otras películas españolas que se han rodado en el término municipal, concretamente en La Manga son: La vida sigue igual (1969), dirigida por Eugenio Martín y protagonizada por Julio Iglesias; En un lugar de la Manga (1970), dirigida por Mariano Ozores y protagonizada por Manolo Escobar y Concha Velasco y la película erótica o de destape Al sur del edén (1982) dirigida por Ismael González.
La lista completa de película rodadas en Cartagena y su término municipal se puede consultar aquí: Categoría: Películas rodadas en Cartagena

### Fiestas y festivales

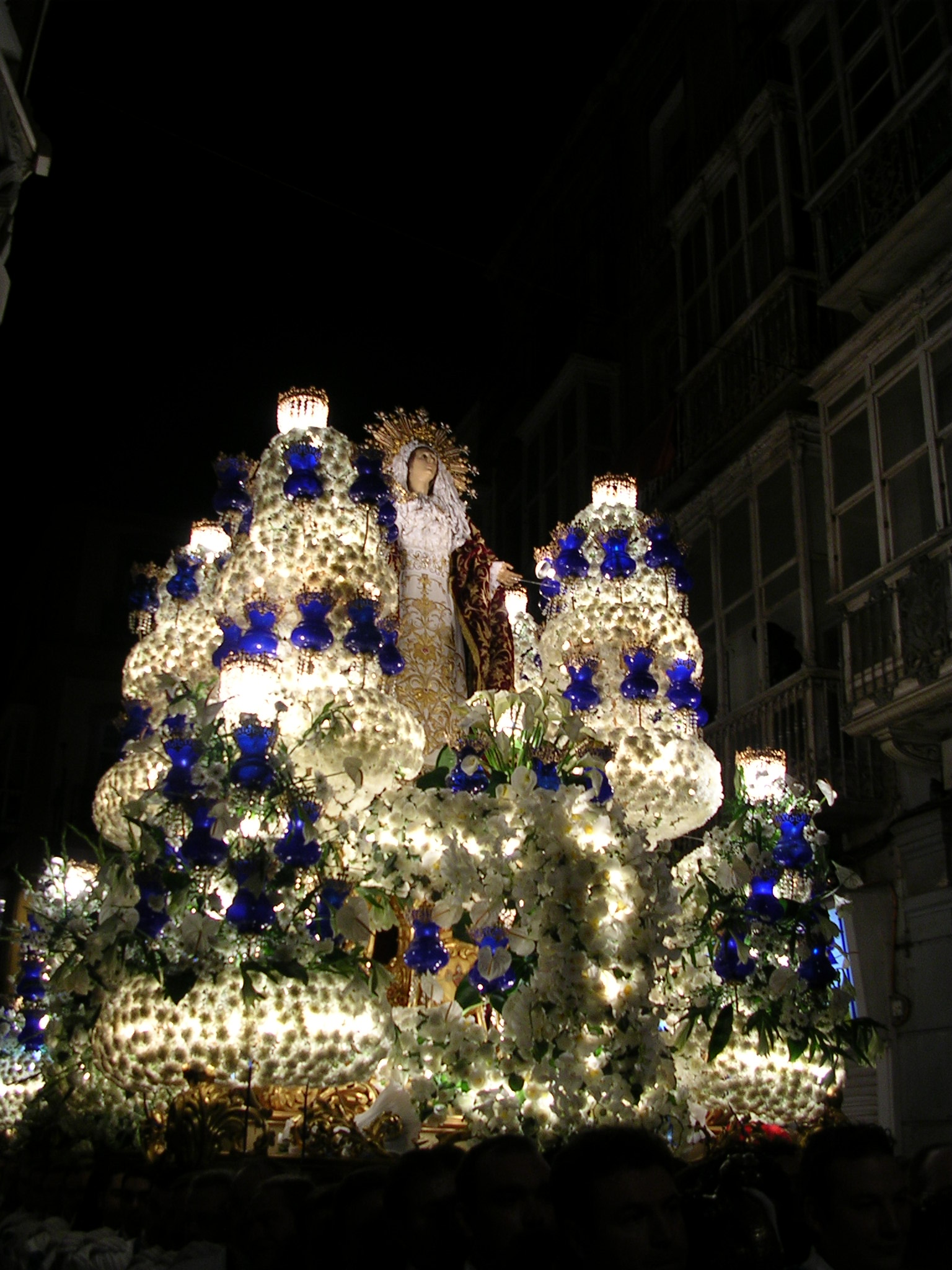
Miércoles Santo, Cofradía California

En este municipio se celebran las siguientes festividades más tradicionales y los festivales implantados más recientemente:
- Semana Santa en Cartagena. Declarada de Interés Turístico Internacional.[133] La más antigua de las celebraciones cartageneras y la que concentra un mayor número de visitantes tiene lugar cada Semana Santa durante los diez días comprendidos entre el Viernes de Dolores y el Domingo de Resurrección. Cuatro cofradías ponen en la calle sus procesiones, caracterizadas por el orden de sus participantes, la luz, el colorido y la espectacularidad de los tronos cartageneros.
- Carthagineses y Romanos. Declaradas de Interés Turístico Internacional. Se celebran durante la segunda quincena de septiembre para conmemorar la conquista de la antigua ciudad cartaginesa de Qart Hadasht por los romanos. Durante diez días se entra de lleno en la historia de la antigua Cartagena.
- Carnaval de Cartagena. Declarado de Interés Turístico Regional. Se celebra, como es tradicional en los carnavales de la geografía española en febrero, el fin de semana anterior al Miércoles de Ceniza.
- La Mar de Músicas. Festival de músicas del mundo que viene celebrándose desde 1995 cada mes de julio.
- Festival de Jazz. Se celebra durante el mes de noviembre desde 1980.
- Festival Internacional de Cine de Cartagena (FICC). Se celebra durante el mes de diciembre. Anteriormente conocido como Semana Internacional de Cine Naval y del Mar.
- Mucho Más Mayo (M+M). Festival de arte emergente que se celebra durante el mes de mayo.
- Trovalia. Festival internacional de poesía oral improvisada que se celebra durante el mes de agosto. Sustituye al Certamen Nacional del Trovo.

### Deporte

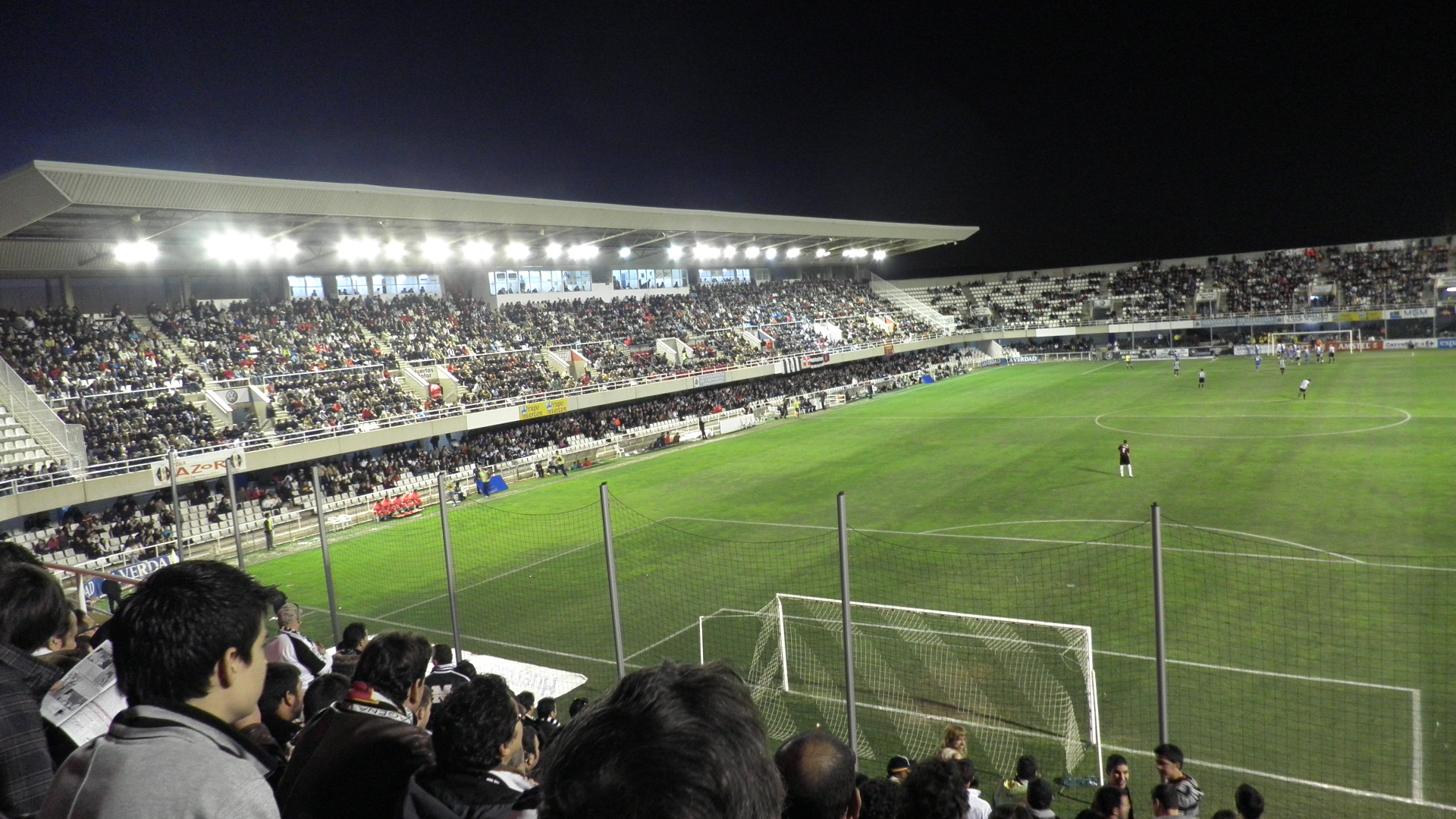
Estadio del Fútbol Club Cartagena de la Segunda División A

Cartagena cuenta con diversos equipos en competiciones de nivel nacional. Entre los más destacados está el Fútbol Club Cartagena, el cual milita en la Segunda División de España, el Futsal Cartagena, en la Liga Nacional de Fútbol Sala o el UCAM Tenis de Mesa en la Superdivisión Femenina de Tenis de Mesa, único en participar en competiciones europeas, y que ha sido campeón de la copa ETTU de Europa. En este mismo deporte, en categoría masculina, destaca el UCAM-Floymape Cartagena que juega desde hace varios años en la Superdivisión Masculina y ha disputado varias veces el play-off por el título. En rugby la ciudad está representada por el Club De Rugby Universitario Cartagena.
Se ha convertido en una sede importante en albergar eventos internacionales de Vela, convirtiéndose su campo de regatas en uno de los más importantes de Europa al albergar la regata Circuito Audi MedCup durante varios años. Hay varios clubes náuticos en la ciudad, el más importante de los cuales es el Real Club de Regatas de Cartagena, destacando también el Club Náutico Los Nietos que es el más grande del Mar Menor. En sus aguas se han celebrado numerosos eventos, como Campeonatos de España e incluso Campeonatos del Mundo de Vela en algunas modalidades.

#### Instalaciones deportivas

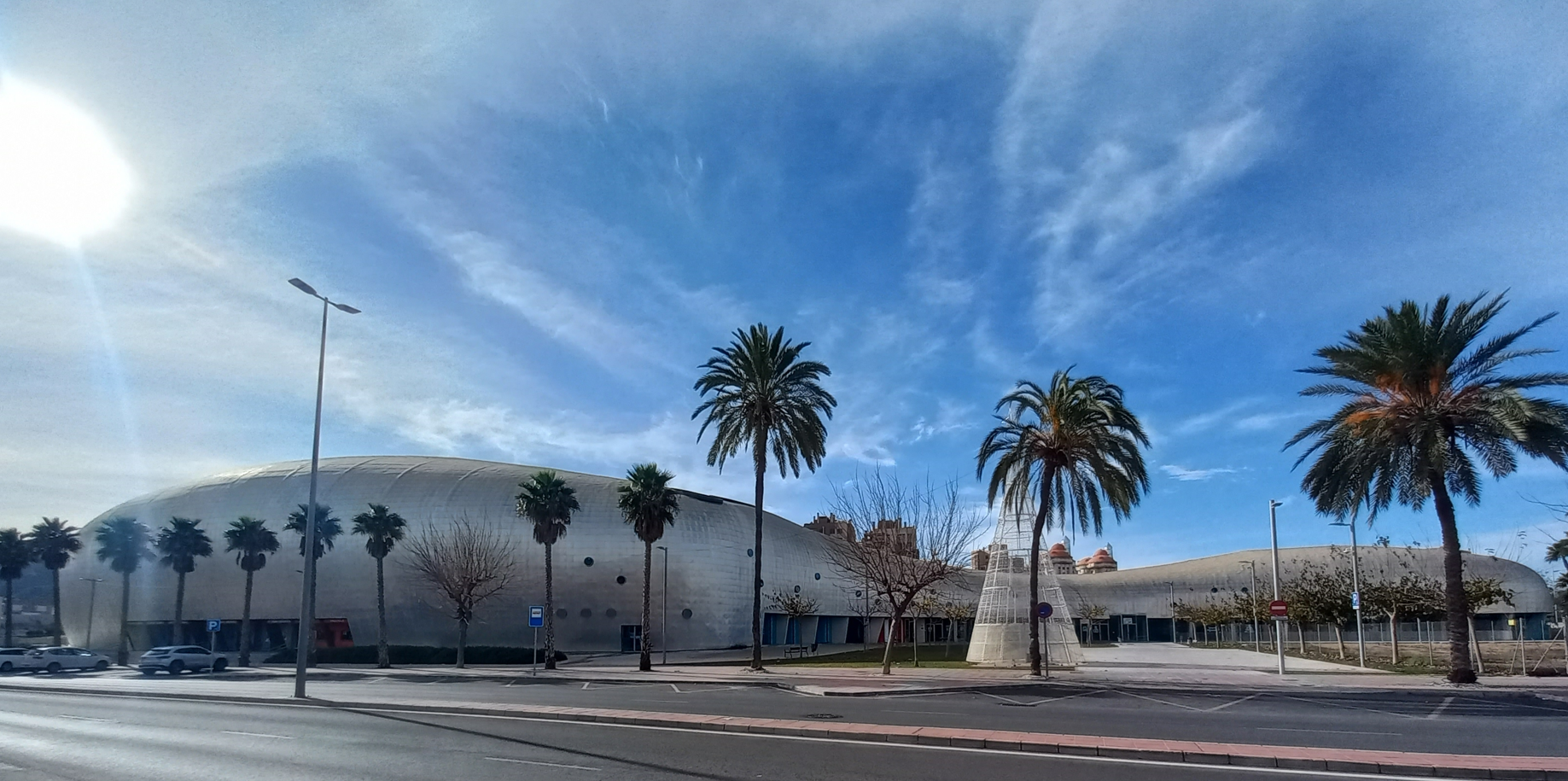
Palacio de los deportes de Cartagena

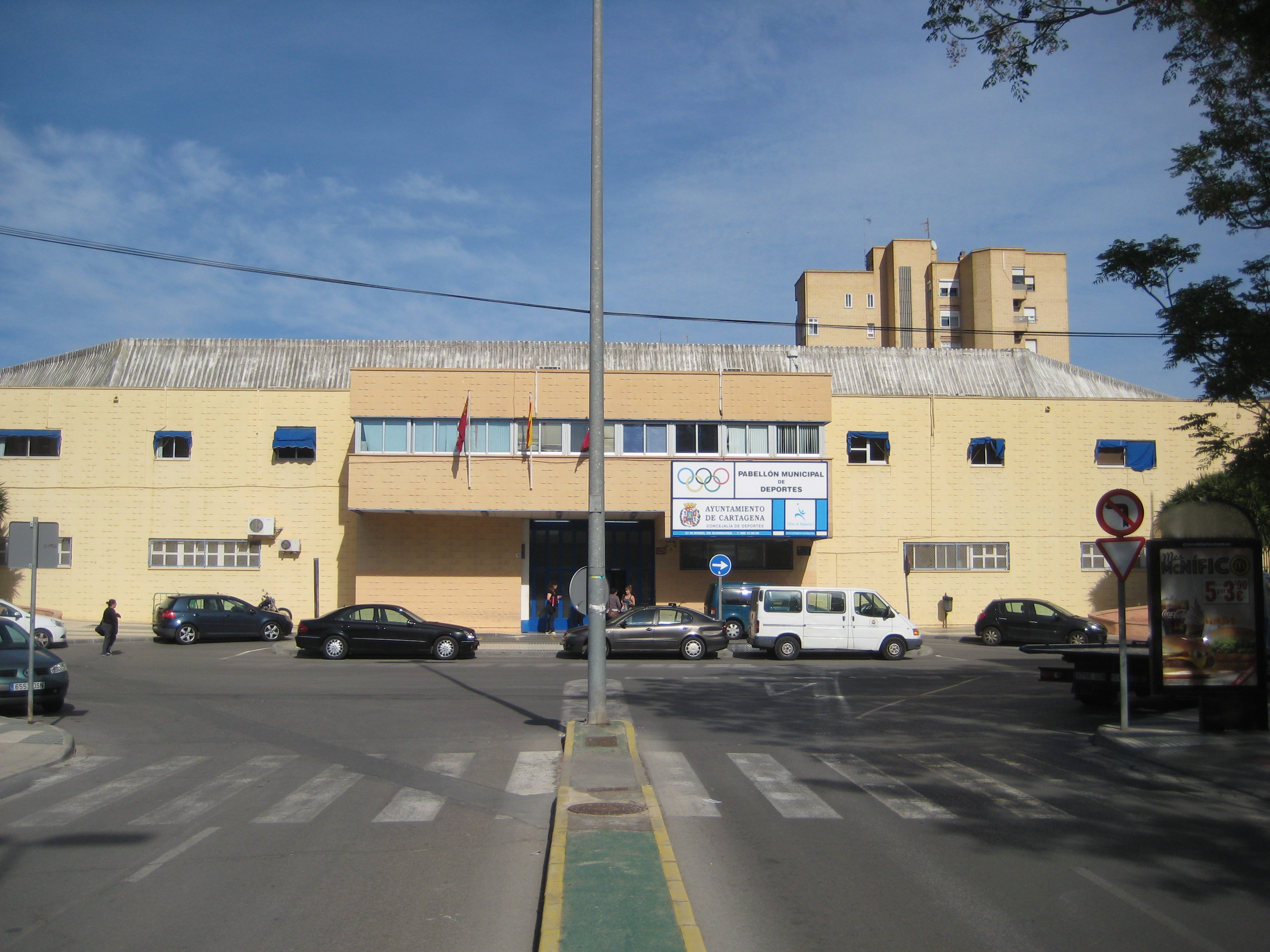
Pabellón Municipal de Deportes Wsell de Guimbarda

Entre las instalaciones deportivas de la ciudad destacan fundamentalmente el Estadio Cartagonova, concluido y en uso desde 1988, el Palacio de los deportes de Cartagena, el antiguo Pabellón Municipal de Deportes Wsell de Guimbarda, la Piscina Municipal Cubierta y el Centro Deportivo Mediterráneo.
En octubre de 2017 fue parcialmente inaugurado el Palacio de los deportes de Cartagena. Conocido con el sobrenombre de «la gota de mercurio» por las placas de aluminio que recubren su exterior, el recinto, debido a diversas deficiencias, fue abriéndose por fases hasta completarse con la apertura de la piscina cubierta en abril de 2021. Su pista central cuenta con capacidad para 4200 espectadores.
La ciudad cuenta también con un circuito internacional de velocidad, en el que se disputan tanto competiciones nacionales, cómo internacionales.

### Gastronomía
Los platos más conocidos de Cartagena son el caldero, un arroz elaborado por los pescadores, preparado con pescado de roca, y los michirones, un guiso hecho con habas secas. Ambos pueden encontrarse en cualquier lugar de la comarca.
Otros platos típicos son el arroz y conejo, el conejo al ajo cabañil, el pulpo a la cartagenera, la ensalada cantonal, los salazones (pescado seco) y postres como el arrope (dulce elaborado con higos secos), el tocino de cielo y el pan de Calatrava.
Entre las bebidas destaca el asiático, cuyos ingredientes son café con licor 43, brandy y leche condensada; la láguena, mezcla de anís y vino dulce a partes iguales, y el reparo, brandy y vino dulce a partes iguales. El Licor 43 se fabrica en la ciudad desde su invención en el año 1946. En los municipios de Torre Pacheco, Fuente Álamo, La Unión y Cartagena existe producción vitivinícola de vinos tintos y blancos amparados bajo la denominación de vinos de la tierra.
En panadería, son muy apreciados los crespillos, una masa de harina de trigo salada y crujiente de forma redonda; las agujas de carne; los pasteles de carne cartageneros, elaborados con carne, chorizo y huevo duro y recubiertos de masa de hojaldre; las bechamelas, elaboradas con mantequilla, jamón cocido, queso y bechamel, los exploradores, empanadillas de carne fritas y espolvoreadas de azúcar glas y las empanadillas, siendo las más populares las rellenas de atún y huevo o de frito.
En cuanto a repostería, destacan los suspiros (que sirvieron de inspiración del pasodoble Suspiros de España a su compositor cuando se hallaba en la ciudad), los cordiales, la pasta flora, el Pastel Felipe, los Maribruni y los rollicos de San Antón.

### Premios
- 2010: Premio Ciudad de Alcalá de patrimonio mundial por su labor de recuperación, conservación, estudio y difusión de su patrimonio histórico y arqueológico.[142]

### Medios de comunicación
Los dos diarios regionales, La Verdad y La Opinión de Murcia, cuentan con ediciones propias de sus periódicos para Cartagena.
En la ciudad tienen emisoras propias de radio varias cadenas nacionales: Cadena SER, COPE, Onda Cero, Radio Nacional de España, Los 40 principales y esRadio.
Además de las cadenas de televisión nacionales y regionales, Cartagena cuenta con dos emisoras de televisión por cable propias: Tele Cartagena y CNB.

## Ciudades hermanadas
- Cartago, Túnez (1971)[143]
- Ferrol, España (1973)[cita requerida]
- Cartago, Colombia[cita requerida]
- Cartagena de Indias, Colombia (1987)[144]
- Cartago, Túnez (1992)[145]
- Bir Enzarán, República Árabe Saharaui Democrática (1995)[146]
- El Burgo de Osma, España (1996)[147]
- Berzocana, España (2000)[148]
- Terni, Italia (2002)[149]
- Los Alcázares, España (2011)[150]